# Regno Unito nella seconda guerra mondiale

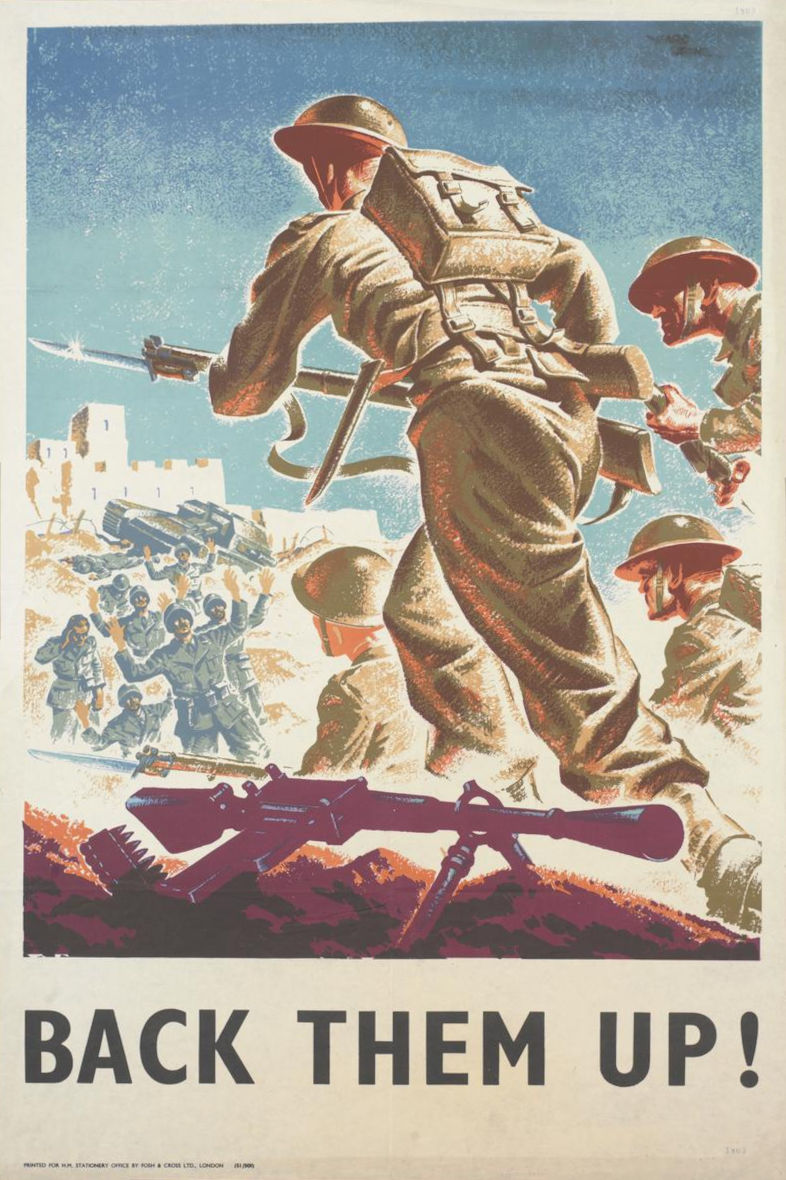
Poster propagandistico britannico

La storia militare del Regno Unito durante la seconda guerra mondiale copre il periodo del secondo conflitto mondiale che vide il Regno Unito contrapporsi alle Potenze dell'Asse, a partire dal 3 settembre 1939, quando britannici e francesi, assieme alla maggior parte dei domini e delle colonie britanniche, dichiararono guerra alla Germania in risposta all'invasione della Polonia. Nei mesi successivi, nonostante la caduta della Francia, due eventi si rivelarono determinanti per la continuazione della guerra: il primo è la nomina di Winston Churchill a Primo ministro e capo di un Governo di coalizione nel maggio 1940, il secondo è il salvataggio di buona parte della Forza di spedizione britannica con l'evacuazione di Dunkirk. Successivamente, l'invasione pianificata della Gran Bretagna fallì quando i tedeschi, non potendo contare su una sufficiente forza navale, non riuscirono ad ottenere la superiorità aerea nella battaglia d'Inghilterra, durante la quale bombardarono duramente le aree urbane centro-meridionali della Gran Bretagna, tra la fine del 1940 e i primi mesi del 1941.
Nell'agosto del 1941, Churchill e il presidente degli Stati Uniti Franklin Roosevelt firmarono la Carta Atlantica, per definire l'assetto mondiale del dopoguerra. In dicembre, poi, il Giappone attaccò la flotta statunitense a Pearl Harbor, trascinando infine gli statunitensi in guerra, e simultaneamente avviò una campagna d'espansione nel sud-est asiatico e nel Pacifico centrale. Grazie alle strette relazioni con Roosevelt, Churchill lo convinse dell'importanza di liberare prima l'Europa, nella strategia riassunta come Germany first, per poi poter concentrare le forze sul Giappone. Infine, sempre nel dicembre 1941, con la Dichiarazione delle Nazioni Unite, Roosevelt e Churchill formalizzarono la nascita degli Alleati.
Prima di giungere alla vittoria, i soldati britannici dovettero affrontare dure battaglie, inizialmente nella campagna del Nordafrica guidati da Bernard Montgomery, poi nella campagna d'Italia per togliere dai giochi una delle tre potenze dell'Asse. I britannici inoltre furono determinanti con Ultra, ossia la decrittazione di informazioni d'intelligence tedesche, e nei bombardamenti strategici sulla Germania, che anticiparono lo sbarco in Normandia del 1944 e la conseguente liberazione dell'Europa occidentale completata l'8 maggio 1945, quando le forze alleate si congiunsero con quelle sovietiche provenienti da est. Il Regno Unito fu protagonista della battaglia navale dell'Atlantico, che perdurò per tutta la durata del conflitto. Nel teatro del Sud-Est Asiatico, l'Esercito britannico guidò la campagna della Birmania contro i giapponesi, portandola al successo tra la fine del 1944 e la metà del 1945. La Flotta britannica del Pacifico fu d'appoggio agli statunitensi impegnati nella battaglia di Okinawa e alle ultime operazioni navali contro il Giappone. In ultima, gli scienziati britannici contribuirono al Progetto Manhattan che portò alla resa del Giappone annunciata il 15 agosto 1945.

## La situazione all'inizio della guerra
Negli anni che precedettero lo scoppio del conflitto, il Regno Unito aumentò progressivamente le spese militari, in risposta soprattutto alla crescente minaccia proveniente dalla Germania, ma tuttavia rispetto a quest'ultima le sue forze erano comunque inferiori, specialmente il British Army che aveva solo nove divisioni rispetto alle settantasette tedesche e sessantasette francesi. Solamente la Royal Navy costituiva una forza largamente superiore alla controparte tedesca essendo, all'epoca, la forza navale più grande al mondo.
Nonostante ciò, "la Gran Bretagna era un paese molto ricco, formidabile negli armamenti, spietato nel perseguimento dei suoi interessi e al centro di un sistema di produzione globale". Churchill infatti radunò industriali, scienziati e ingegneri attorno al Governo e alle forze armate affinché il Paese intero desse il suo contributo allo sforzo bellico. Molte delle opere scientifiche che portarono alla realizzazione di tecnologie rivelatesi determinanti, come il Radar, risalgono a prima del 1940 e furono condivise con gli statunitensi quell'anno stesso con la Missione Tizard che portò ad un'intensa cooperazione tecnologica tra gli Alleati. Lo stesso Progetto Manhattan, cominciato a guerra già in corso nel 1942, ricevette il contributo importante dell'omologo anglo-canadese, progetto chiamato informalmente Tube Alloys e che verrà poi accorpato a quello statunitense.

## Lo scoppio del conflitto

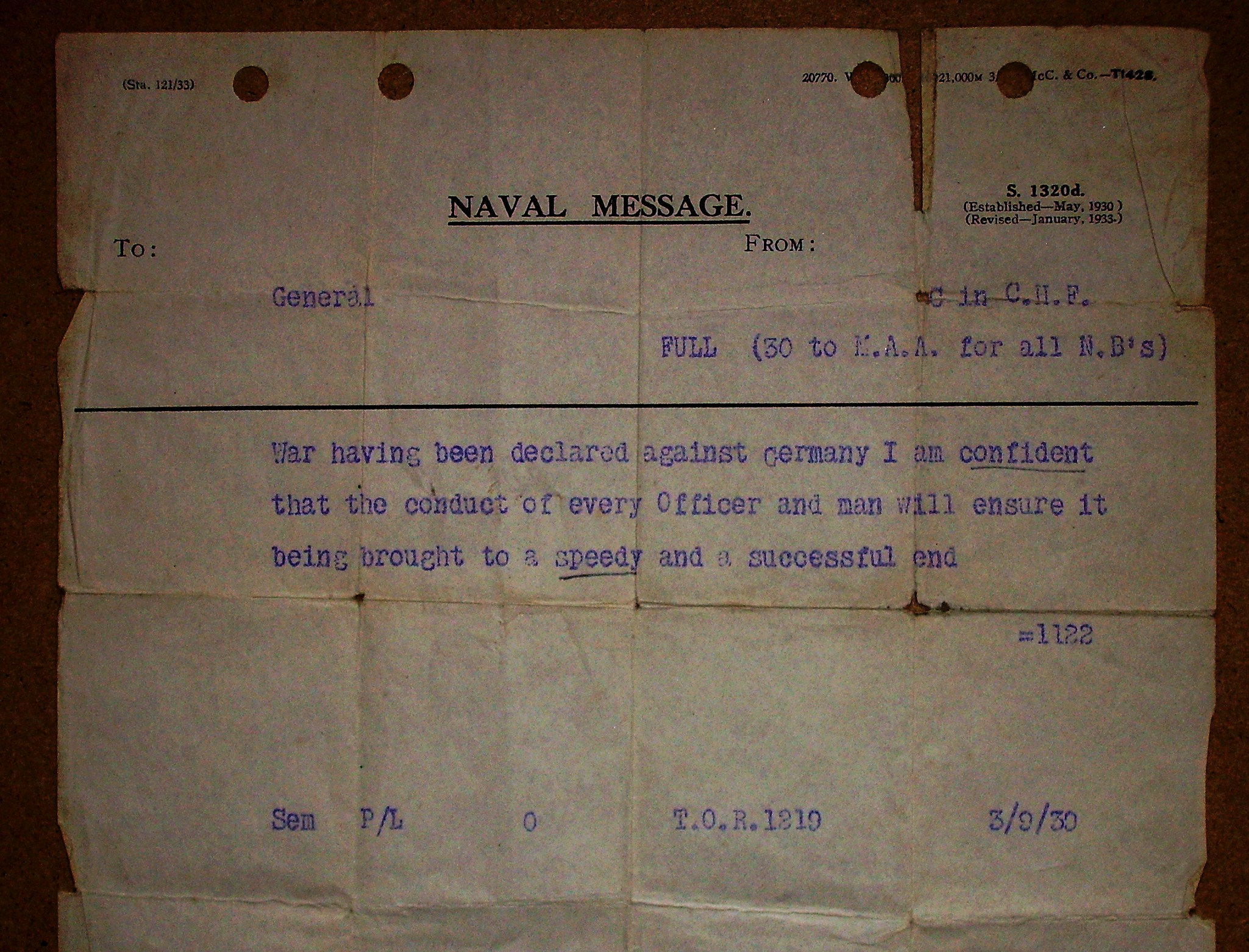
Il messaggio inviato alle navi della Royal Navy relativo alla dichiarazione di guerra

Il 3 settembre, il Regno Unito e la Francia dichiararono guerra alla Germania, obbligati dall'alleanza militare anglo-polacca, a ventiquattro ore dall'ultimatum inviato ai tedeschi con la richiesta di ritirare le proprie forze dalla Polonia. Anticipando l'inizio del conflitto, la Marina militare polacca eseguì il Piano Peking, tra fine agosto e inizio settembre 1939, inviando tre moderni cacciatorpediniere, l'ORP Burza, Błyskawica e Grom, in Gran Bretagna, dove rimasero agli ordini della Royal Navy per il resto della guerra. Dopo la fine della campagna polacca, la Royal Navy accolse tra le sue file due sottomarini polacchi, l'ORP Orzeł e l'ORP Wilk, rinforzando poi la flottiglia polacca con vascelli propri.

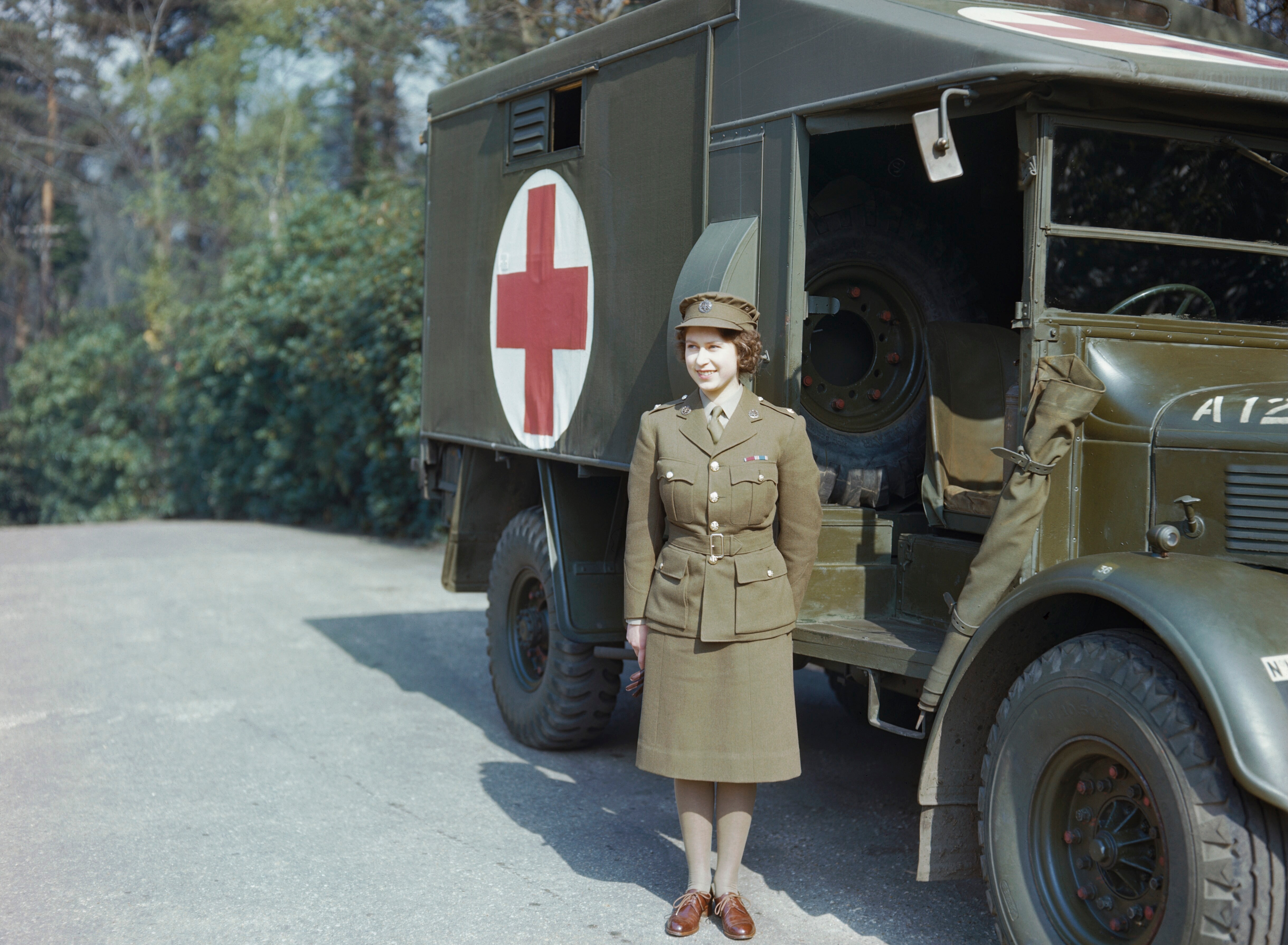
L'allora principessa del Regno Unito Elisabetta con la divisa dell'Auxiliary Territorial Service, nell'aprile 1945

Alla dichiarazione di guerra, il British Army immediatamente inviò in Francia truppe per supportare gli alleati, uomini che di professione erano militari già prima del conflitto. L'anno dopo, il 1940, vennero mobilitati i riservisti del Territorial Army e questi si aggiunsero alla Forza di spedizione britannica che era composta così dal I, II e III Corpo d'Armata, per un totale di 200 000 uomini. Anche la Royal Air Force inviò molte delle sue squadriglie sul continente, alcune con velivoli da ricognizione in supporto all'Esercito francese, altre con caccia Hawker Hurricane agli ordini del Fighter Command, il Comando Aerei da caccia. Separatamente, il Bomber Command inviò l'Advanced Air Striking Force ("Forza d'Attacco Aereo Avanzato") formata da bombardieri leggeri Fairey Battle e altri velivoli che non erano in grado di raggiungere la Germania decollando dalla Gran Bretagna.
Durante tutto il periodo della Strana guerra, la RAF eseguì raid di bombardamento a ridotta intensità e numerosi lanci di volantini propagandistici, mentre la Royal Navy imponeva un blocco navale alla Germania.

## Le manovre in Scandinavia e la caduta dell'Europa occidentale

### La campagna di Norvegia

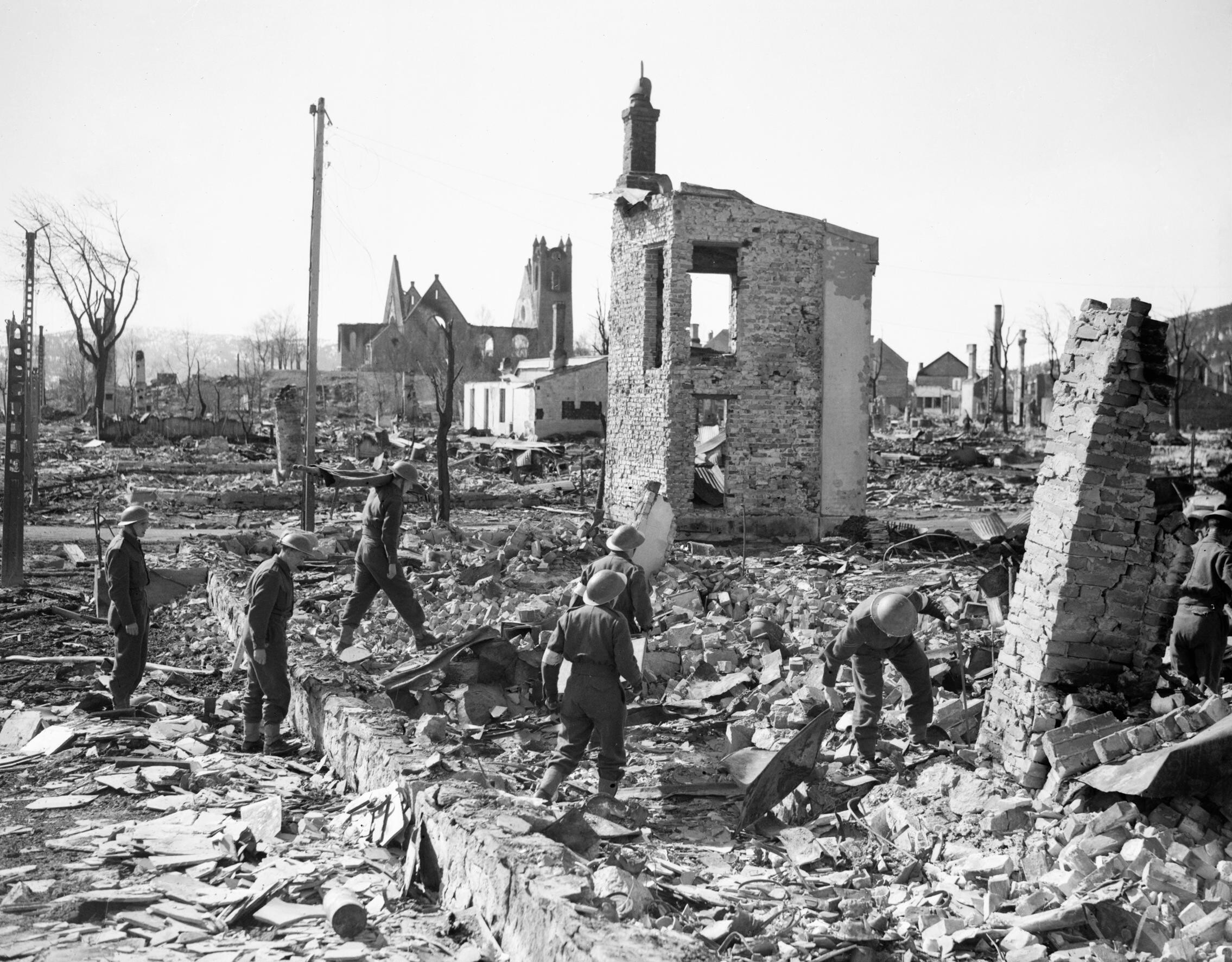
Truppe alleate tra le rovine di Namsos

Nella strategia tedesca, la Norvegia aveva una posizione di rilievo: controllando il paese la Germania poteva proteggere i giacimenti di ferro svedesi di cui aveva bisogno la sua industria e nel contempo impediva di subire un blocco navale come quello attuato dai britannici nella prima guerra mondiale. Immaginando che i britannici sarebbero intervenuti preventivamente in Norvegia per bloccare l'afflusso di ferro verso la Germania da Narvik, Hitler ordinò l'invasione del paese, che cominciò il 9 aprile 1940; la Wehrmacht portò rapidamente a compimento la missione, sbarcando uomini in punti strategici della Norvegia. Le forze britanniche furono inviate altrettanto celermente sbarcando ad Åndalsnes, Namsos e Narvik stessa, mentre la Luftwaffe impedì loro di sbarcare più a sud.
La campagna di Namsos, in particolare, aveva lo scopo di fermare l'avanzata tedesca verso nord. I britannici, tuttavia, si trovarono impossibilitati a continuare efficacemente le operazioni, dovendo subire gli attacchi aerei della Luftwaffe e affrontare i problemi di affluenza di rifornimenti e truppe, venendo infine circondati dai tedeschi.
Nella Norvegia centrale, le basi conquistate non poterono essere tenute a causa dell'assenza del supporto di squadroni di caccia della RAF e di quelli delle portaerei della Royal Navy. Nel nord del paese, invece, gli Alleati riuscirono a scacciare i tedeschi da Narvik nella battaglia terrestre omonima. Il successo fu però temporaneo, in quanto il raggio d'azione dei velivoli della Luftwaffe raggiunse Narvik, rendendo impossibile agli Alleati tenere la città anche questo caso. Il 28 aprile, al generale Adrian Carton de Wiart, a Namsos, venne dato l'ordine di evacuare, così come avvenne per gli altri avamposti, tanto che nel giro di una settimana tutte le truppe britanniche avevano abbandonato il paese.
Contestualmente a quanto stava avvenendo in Danimarca e in Norvegia, le forze britanniche diedero inizio ad un'occupazione preventiva delle isole Fær Øer, il 12 aprile, e all'invasione dell'Islanda, il 10 maggio, per installarvi basi aeree e navali e poter controllare il nordatlantico.

### La campagna di Francia

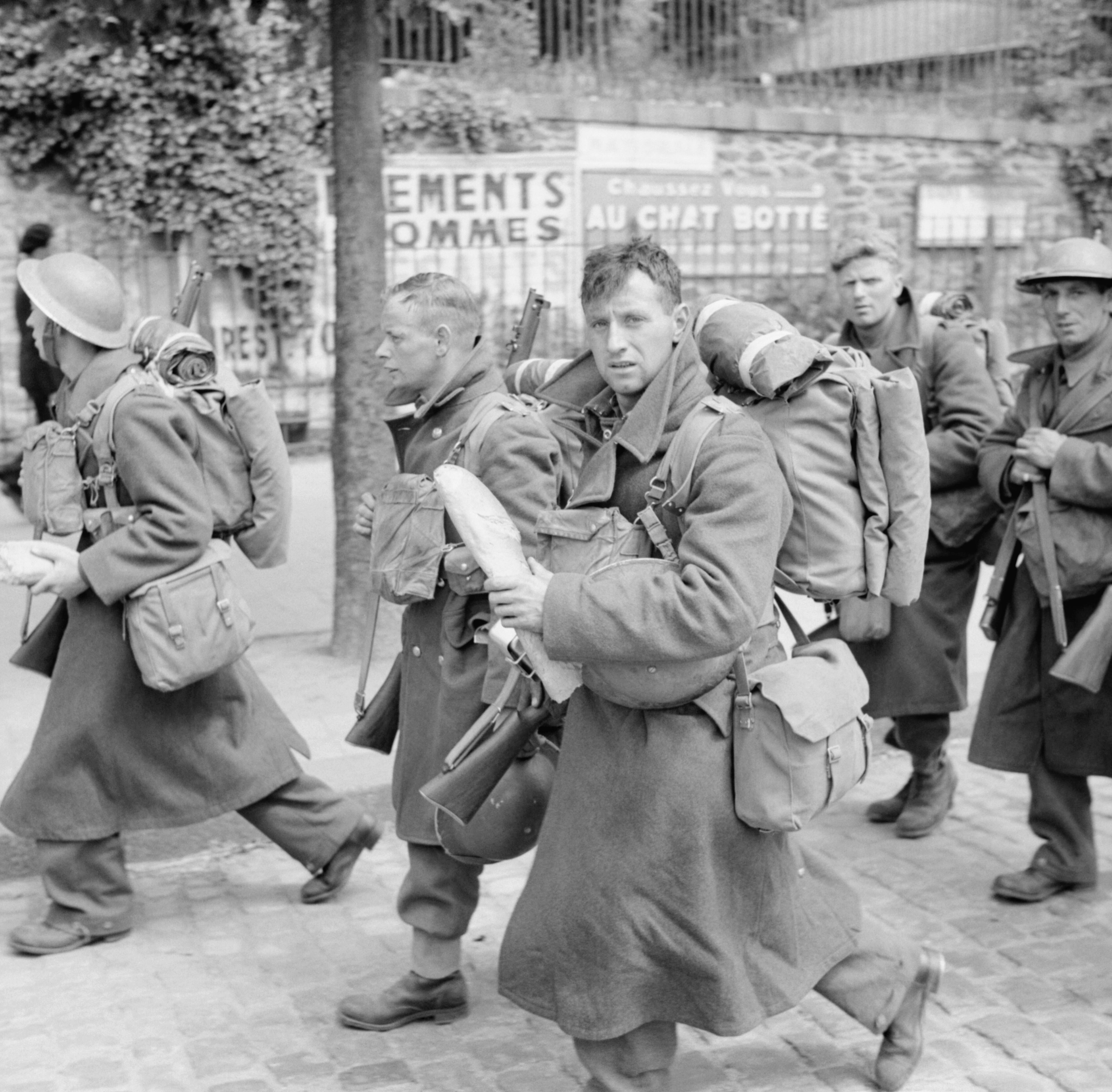
Soldati britannici in Francia nel 1940

La Forza di spedizione britannica fu subito al confine tra Francia e Belgio a metà settembre 1939. Il primo dispiegamento fu completato l'11 ottobre, con un totale di 158 000 uomini trasportati sul continente. Nei mesi che seguirono, truppe, equipaggiamento e veicoli furono trasportati costantemente in Francia e Belgio raggiungendo, a metà marzo 1940, 316 000 uomini.
I mesi di guerra fino al 10 maggio 1940 divennero noti come "strana guerra", poiché in questo periodo ebbero luogo solo piccole schermaglie tra unità di ricognizione. I generali alleati ritenevano infatti che il tempo fosse un loro alleato, credendo di poter indebolire la Germania con il blocco navale prima che questa desse il via all'offensiva verso ovest.
Il 10 maggio la Germania ruppe gli indugi e invase l'Europa occidentale, passando il confine con Paesi Bassi, Belgio e Lussemburgo. Tre giorni dopo, i tedeschi passarono il confine con la Francia attraverso le Ardenne, sorprendendo il grosso delle forze alleate che si attendevano una riedizione del Piano Schlieffen ed erano in attesa nelle Fiandre. La spinta del Gruppo d'Armate A tedesco dalle Ardenne verso la costa e l'avvicinamento da nord-est del Gruppo B lasciò le forze britanniche circondate su tre lati e senza rifornimenti già il 21 maggio. Nonostante ciò, tentarono di fermare la loro avanzata, lanciando diversi contrattacchi, come nella battaglia di Arras sempre il 21 maggio; tuttavia ben presto fu chiaro che l'inerzia delle truppe di Hitler non era arrestabile e che quindi i porti sul canale della Manica erano in pericolo. Truppe fresche furono così inviate dall'Inghilterra per difendere Boulogne-sur-Mer e Calais, ma in seguito a duri scontri nelle omonime battaglie i porti finirono in mano ai tedeschi il 26 maggio. Il comandante della Forza di spedizione britannica, John Gort, ordinò ai suoi uomini di ripiegare su Dunkerque, l'unico porto rimasto, per facilitare la loro evacuazione. In tutto, 338 226 soldati raggiunsero la spiaggia, di essi 230 000 erano britannici, la maggior parte senza più l'equipaggiamento.

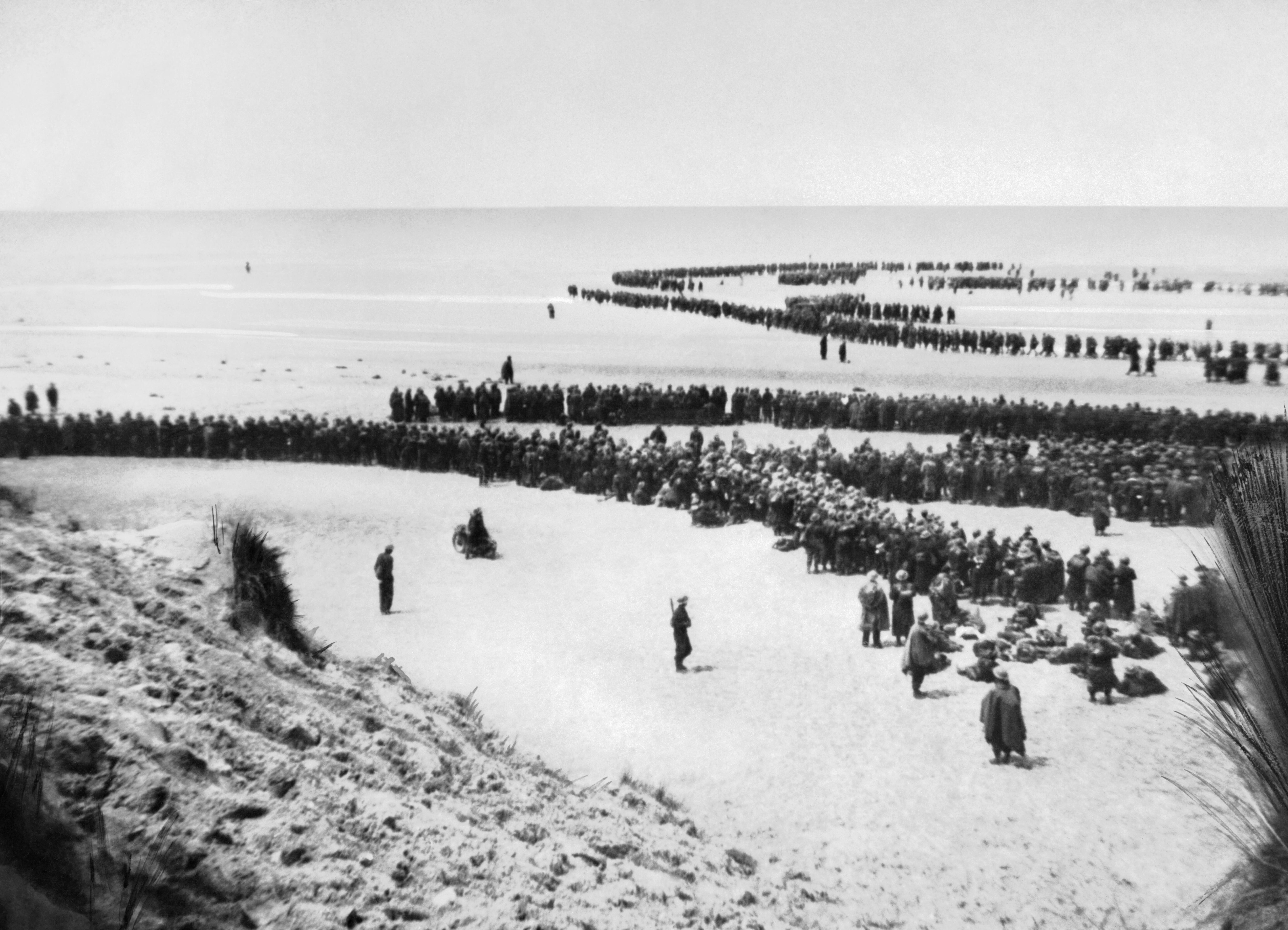
Truppe britanniche allineate sulla spiaggia di Dunkerque in attesa di essere evacuate, 26 – 29 maggio 1940

I tedeschi, che non sarebbero riusciti ad evitare l'evacuazione della maggior parte delle forze britanniche, impedirono però ad alcune unità di raggiungere Dunkerque, ossia alla 51ª Divisione di fanteria Highland, alla 1ª Divisione corazzata e ad una forza improvvisata chiamata Divisione Beauman. Churchill e i capi di stato maggiore avevano deciso, nel frattempo, di inviare una seconda forza di spedizione per difendere il resto della Francia ma il generale Alan Brooke riuscì a persuaderli che una tale forza avrebbe rischiato l'annientamento totale di fronte alle moderne tattiche di guerra impiegate dai tedeschi. Churchill ordinò quindi che tutte le truppe fossero evacuate dalla Francia senza ulteriori indugi. Successivamente all'operazione Dynamo, che portò via le truppe alleate assediate a Dunkerque, dal 15 al 25 giugno, 191 870 soldati, di cui 144 171 britannici, con larga parte dell'equipaggiamento furono evacuati da otto porti della costa sudoccidentale della Francia nell'operazione Ariel. Durante quest'ultima, vi fu il bombardamento della nave RMS Lancastria, fuori Saint-Nazaire, che portò alla morte di circa 4 000 uomini.
A causa delle tattiche della guerra lampo e delle migliori comunicazioni sul campo tra unità tedesche, la campagna di Francia durò meno di quanto immaginato dagli Alleati. Appena sei settimane dopo l'invasione del Benelux, il Regno Unito si ritrovò a dovere affrontare la Germania da solo con il proprio impero. La resa dei francesi fu un grosso problema anche per la superiorità navale britannica. Una forza navale congiunta di francesi, italiani e tedeschi avrebbe potenzialmente tolto il dominio inglese sull'Atlantico e obbligato quindi il Regno Unito alla resa, a causa di un blocco navale. Non potendo sapere se i termini della resa francese avrebbero permesso ai tedeschi di usare le loro navi da guerra, fu deciso di accorpare alla Royal Navy le imbarcazioni che avevano cercato rifugio nei porti britannici e di neutralizzare la Flotta del Mediterraneo francese.
Infine, durante la campagna di Francia, il Primo Ministro Neville Chamberlain rassegnò le dimissioni e venne formato un nuovo governo guidato da Winston Churchill, il quale per tutto questo periodo si era opposto ad ogni possibile negoziato con Hitler.

## La guerra in mare
La Royal Navy era nettamente superiore alla Kriegsmarine tedesca e poté quindi impegnarsi liberamente nel tenere aperte le linee di rifornimento nell'Atlantico, nonostante le incursioni sui convogli degli U-boot, nel togliere il controllo del Mar Mediterraneo a tedeschi e soprattutto italiani, nel mantenere i collegamenti con l'Oceano Indiano, in particolare con l'India e l'Australia. La Marina imperiale giapponese, che aveva tuttavia una forza maggiore di quella tedesca, rimase impegnata ad affrontare la US Navy nel Pacifico, a parte qualche incursione tra il 1941 e il 1942, nell'Oceano Indiano orientale fra Singapore e lo Sri Lanka.

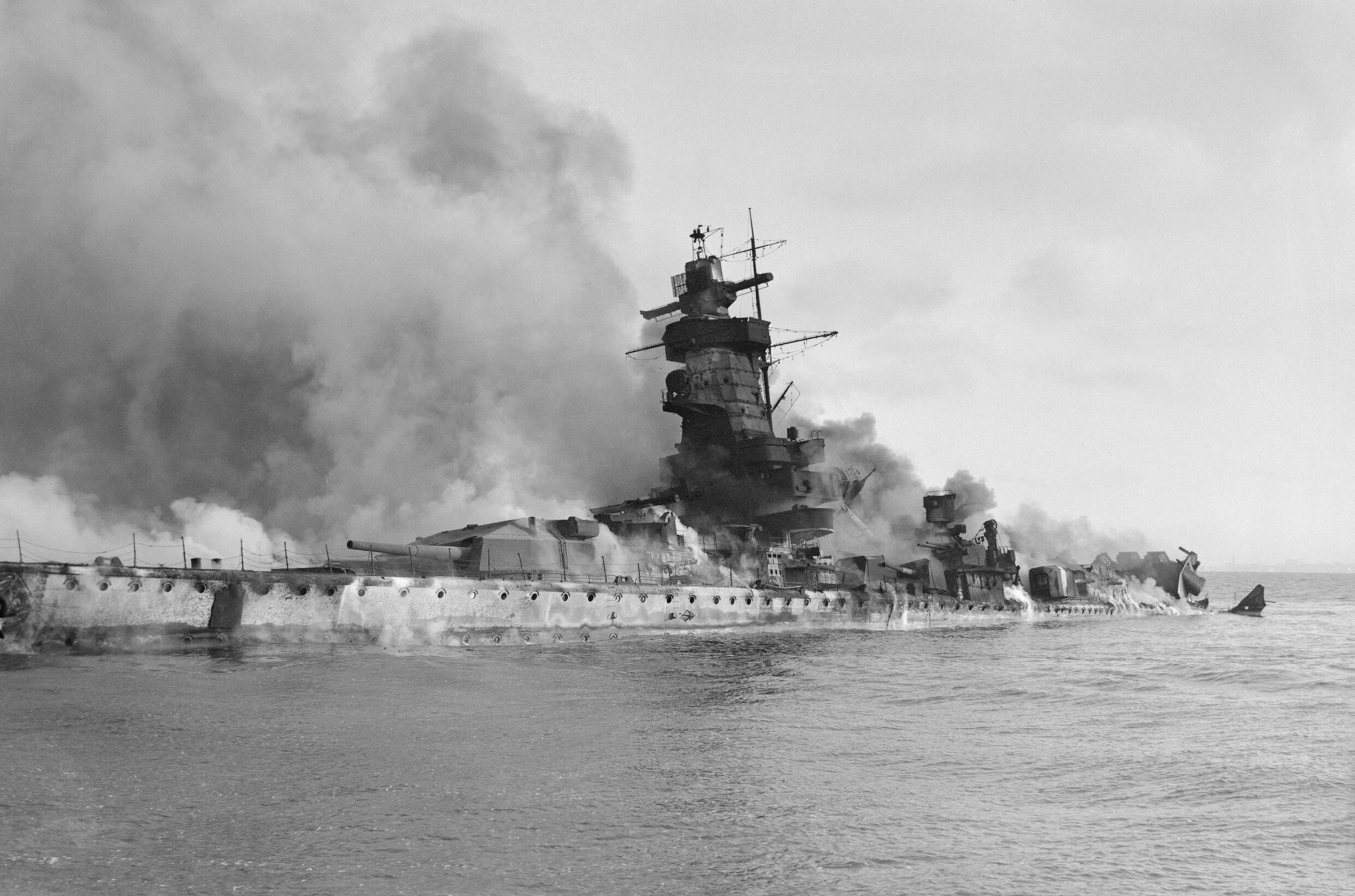
La Admiral Graf Spee in fiamme al largo di Montevideo

### I primi scontri
Allo scoppio della guerra, britannici e francesi si aspettavano di avere il controllo dei mari, ritenendo le loro marine superiori a quelle di Germania e Italia, e imposero così sin da subito un blocco navale sulla Germania, che però ebbe conseguenze minori sulla sua industria. Dal canto suo, la Marina tedesca iniziò immediatamente ad attaccare i convogli britannici sia con navi di superficie che con i sommergibili, affondando la SS Athenia nelle prime ore dopo la dichiarazione di guerra. Pochi mesi dopo, la corazzata tascabile classe Deutschland Admiral Graf Spee nella battaglia del Río de la Plata fu circondata al largo dell'Uruguay da navi della Marina britannica e neozelandese, obbligando il capitano tedesco ad affondare la propria nave impedendo così che finisse in mani alleate. Nei primi anni della guerra i tedeschi occuparono le Isole del Canale, una dipendenza della Corona britannica al largo della costa francese nel Canale della Manica.

### La battaglia dell'Atlantico
La battaglia dell'Atlantico fu un lungo scontro durato tutta la guerra tra le navi mercantili alleate, solitamente aggregate in convogli scortati, e i sottomarini tedeschi. La battaglia ebbe periodi più e meno intensi fino al 1943, quando gli Alleati riuscirono a ottenere un decisivo vantaggio grazie all'impiego di flottiglie di cacciatorpediniere, usati come scorta, alla ricognizione aerea, a nuove cariche di profondità e a Ultra, che permetteva di ottenere le posizioni dei "branchi di lupi" di sommergibili.

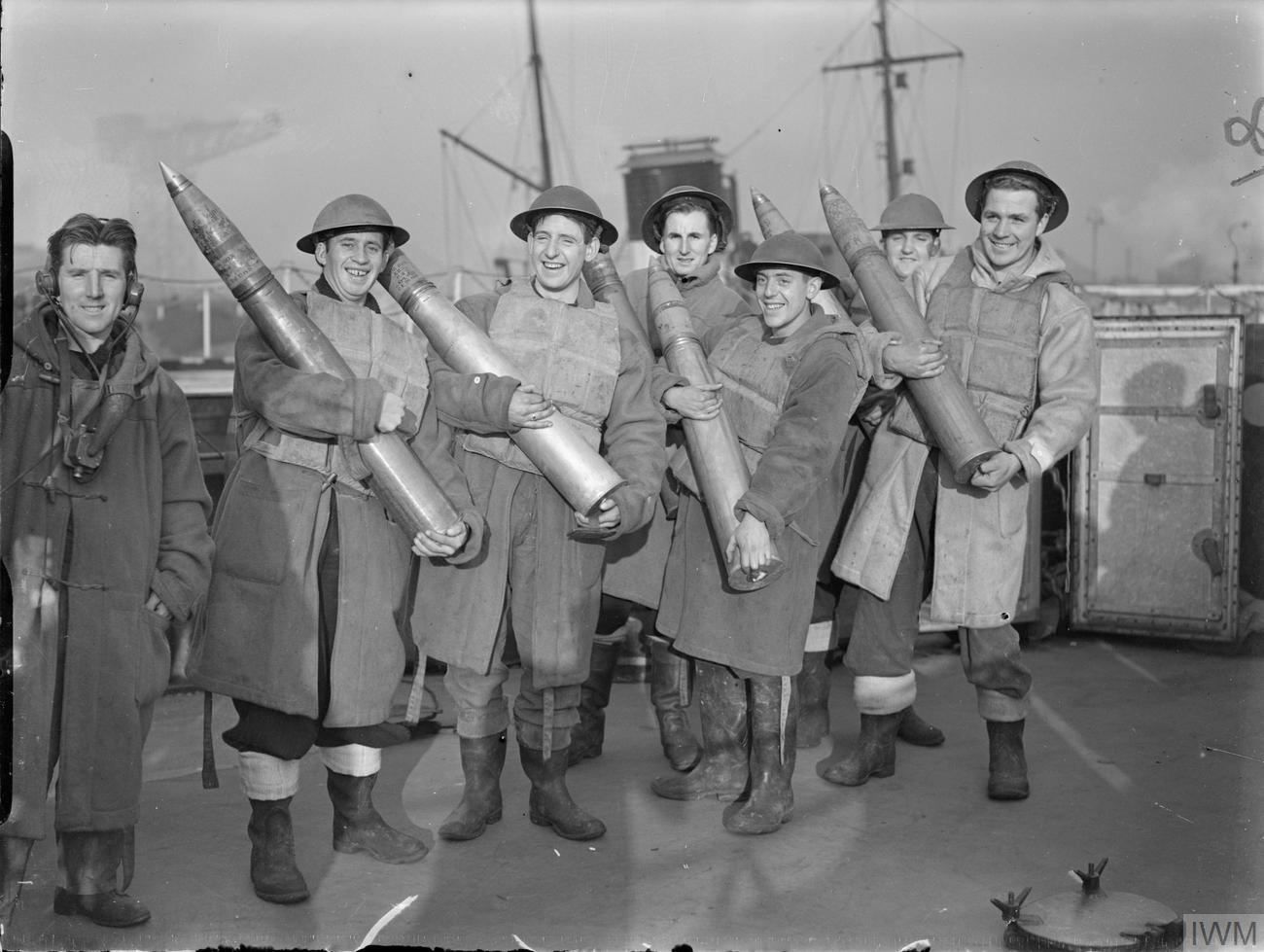
Marinai della HMS Vivien, l'11 novembre 1940

#### La prima ondata
Con la caduta della Francia nel giugno 1940, porti come quello di Brest furono rapidamente convertiti in basi per sommergibili, da cui questi salpavano per colpire le rotte commerciali britanniche. Questa fase iniziale in cui i tedeschi affondarono diverse navi, prima che gli inglesi potessero contenere la minaccia, venne definita dai comandanti degli U-boot "primo periodo felice".
Nel 1941, gli Stati Uniti erano coinvolti maggiormente nella guerra, seppur ancora neutrali. Le forze britanniche avevano occupato l'Islanda poco dopo la caduta della Danimarca e ora avevano convinto gli Stati Uniti a inviare truppe sull'isola in loro sostituzione. Le navi da guerra americane inoltre già scortavano i convogli fin proprio all'Islanda e avevano già incontrato i sommergibili tedeschi diverse volte.
Nel settembre 1940, un ulteriore aiuto giunse dagli Stati Uniti sotto forma del Destroyers for bases agreement ("Accordo cacciatorpediniere in cambio di basi"), secondo cui cinquanta vecchi cacciatorpediniere furono dati in prestito alla Royal Navy per 99 anni in cambio di un certo numero di basi britanniche nell'Atlantico occidentale. Nonostante avessero qualche problema meccanico, queste navi effettuarono pattugliamenti anti-sommergibile per tutto il 1941 e 1942.

#### La seconda ondata
L'attacco di Pearl Harbor nel dicembre 1941 e la successiva dichiarazione di guerra della Germania agli Stati Uniti trasformò definitivamente un conflitto tra europei in una guerra globale. Gli U-boot tedeschi iniziarono, con molto successo, una campagna di interdizione al traffico navale lungo la costa est degli Stati Uniti, colpendo diverse navi in rotta per formare i convogli diretti nel Regno Unito, nell'area dei Caraibi. I marinai tedeschi definirono questa fase il "secondo periodo felice", che terminò solo quando gli americani iniziarono a viaggiare raggruppati in convogli scortati anche vicino alla costa e con l'impiego di misure anti-sommergibile adeguate.

La corvetta britannica HMS Kite mentre esegue un attacco anti-sommergibile con cariche di profondità

#### Il successo contro gli U-boot
L'avanzata organizzazione del sistema di convogli nel Mare Caraibico a metà 1942 ridusse drasticamente gli attacchi tedeschi in quell'area. Gli U-boot si concertarono così nuovamente sul nord Atlantico, dove la situazione per gli Alleati tornò seria, seppur non critica, per tutto l'anno.
L'inverno abbassò l'intensità degli scontri ad inizio 1943, ma in primavera i sommergibili attaccarono con rinnovata forza affondando molte navi e subendo poche perdite. In maggio la situazione cambiò drasticamente quando un gruppo di U-boot attaccò due convogli causando ingenti perdite. In risposta, i cacciatorpediniere di scorta li attaccarono a loro volta riuscendo a colpirne diversi. Dopo questi scontri le perdite tra le navi mercantili si ridussero ai minimi, al contrario di quelle tra i sommergibili che crebbero di molto, obbligando infine l'ammiraglio Karl Dönitz a ritirare quasi completamente le forze sottomarine, le quali non furono più un'incombente minaccia per gli Alleati.
Il fattore determinante a favore di questi ultimi fu una improvvisa convergenza di tecnologie. Il vuoto nel bel mezzo dell'Oceano Atlantico, irraggiungibile dalla ricognizione aerea, fu ora coperto dal nuovo bombardiere strategico B-24, di fabbricazione statunitense. L'entrata in servizio dei radar centimetrici migliorò molto l'identificazione del nemico e rese inservibili gli equipaggiamenti tedeschi in grado di avvisare i sommergibilisti se venivano identificati da un radar. L'introduzione del proiettore Leigh, che veniva agganciato ad esempio sulle ali dei B-24, permise un'accurata identificazione degli U-boot mentre di notte viaggiavano in superficie per ricaricare le batterie. Con i convogli ben protetti vi erano infine risorse sufficienti per permettere ai gruppi di scorta alle portaerei di dare la caccia agli U-boot con aggressività maggiore, impiegando le nuove cariche di profondità e le informazioni ottenute da Ultra.

#### I convogli artici
I convogli artici salpavano dai porti statunitensi e britannici attraversando il circolo polare artico e giungendo nelle città portuali sovietiche di Arcangelo e Murmansk. Complessivamente negli scontri avvenuti lungo queste rotte, gli Alleati persero 85 navi mercantili, la Royal Navy perse 16 navi da guerra e i tedeschi, che avevano investito molte risorse in questa zona di interdizione, un incrociatore da battaglia, almeno 30 U-boot e diversi velivoli. Questa rotta fu cruciale in particolare nell'inverno tra il 1941 e il 1942, quando i convogli fornirono all'Unione Sovietica materiale bellico indispensabile affinché fosse pronta in primavera a respingere il nuovo attacco dei tedeschi e determinarne così la sopravvivenza.

### La battaglia del Mediterraneo

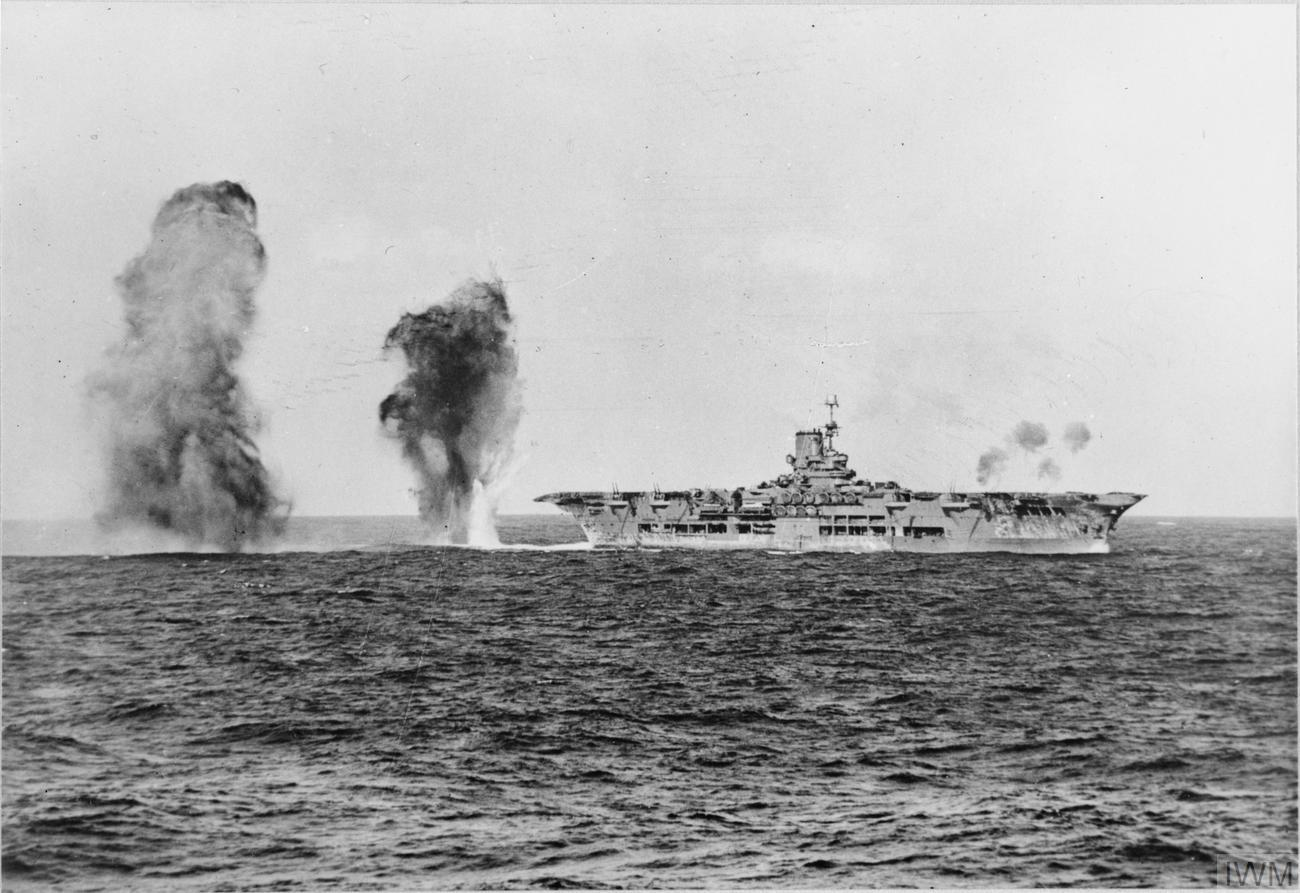
La HMS Ark Royal attaccata da velivoli italiani durante la battaglia di capo Teulada

La Royal Navy e la Regia Marina battagliarono per tre anni per il controllo del Mar Mediterraneo. La Kriesgmarine invece non inviò alcuna unità navale nel Mediterraneo ad esclusione di alcuni U-boot. Le uniche navi controllate dai tedeschi furono quelle rimaste nel nord della penisola, dopo la sua resa dell'Italia.
Allo scoppio della guerra il Mediterraneo era ampiamente dominato dalle Marina britannica e da quella francese, mentre il Regno d'Italia era uno stato ancora neutrale che divideva in due parti il mare. La situazione mutò drasticamente con la caduta della Francia e la quasi contemporanea entrata in guerra dell'Italia. Se infatti la Mediterranean Fleet britannica, con base ad Alessandria d'Egitto, controllava il Mediterraneo orientale, bisognava trovare un sostituto per la flotta francese che prima della resa controllava la regione occidentale. A tale scopo venne formata a Gibilterra la Force H, il cui primo obiettivo fu neutralizzare la flotta francese, nel timore che potesse essere usata dall'Asse.
Ad Alessandria, le relazioni tra l'ammiraglio francese René-Émile Godfroy e l'ammiraglio britannico Andrew Cunningham erano buone e lo squadrone francese all'ancora nel porto era in sicurezza sotto sequestro. Tuttavia, nel bacino del Mediterraneo occidentale le cose andarono diversamente. Il grosso della forza navale francese si trovava a Mers-el-Kébir, in Algeria, dove lo raggiunse la Force H per affrontarlo chiedendone la resa. Al rifiuto francese, i britannici aprirono il fuoco distruggendo l'intera flotta e causando così la rottura di ogni rapporto tra la Francia di Vichy e il Regno Unito.

#### Le battaglie contro la Regia Marina
Le flotte della Regia Marina dominavano il Mediterraneo centrale, così i comandanti britannici dovettero ideare un piano per renderla rapidamente inerme. L'11 novembre 1940, la Royal Navy danneggiò diverse navi italiane, tra cui tre navi da battaglia, nella cosiddetta "notte di Taranto", utilizzando dei Fairey Swordfish, aerosiluranti oramai obsoleti decollati da una portaerei. In risposta, gli italiani spostarono la flotta da Taranto e non la posizionarono mai più in un porto così avanzato. I giapponesi impararono da questo raid e utilizzarono tali nozioni nell'attacco a Pearl Harbor.
La prima vera azione di guerra fu battaglia di Capo Matapan, concretizzatasi in una vittoria decisiva per gli Alleati, svoltasi al largo della costa greca del Peloponneso tra il 27 e il 29 marzo 1941, quando le forze della Marina britannica e australiana agli ordini di Cunningham intercettarono le forze italiane dell'ammiraglio Angelo Iachino. Gli Alleati affondarono gli incrociatori pesanti Fiume, Zara e Pola, i cacciatorpediniere Vittorio Alfieri e Giosuè Carducci e danneggiando la nave da battaglia Vittorio Veneto. I britannici persero un aerosilurante e alcune navi rimasero lievemente danneggiate.

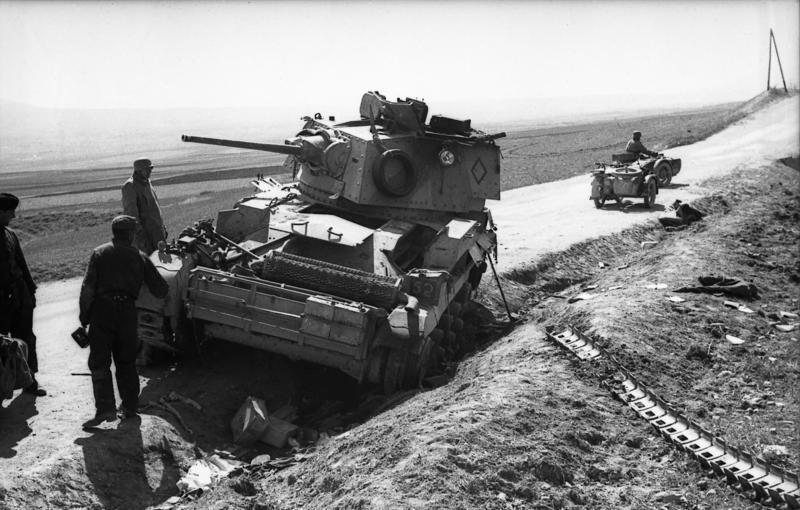
Carro armato incrociatore britannico reso inutilizzabile in Grecia

#### Jugoslavia, Grecia e Creta
Il 28 ottobre 1940, cominciò la campagna italiana di Grecia che, viste le difficoltà con gli ellenici, costrinse i tedeschi ad invadere la Jugoslavia il 6 aprile 1941 e, successivamente, ad avviare l'Operazione Marita. I greci quindi si ritrovarono a combattere contro italiani, tedeschi e bulgari, da poco entrati nell'Asse, al fianco delle forze dell'Impero britannico. Il 2 marzo infatti l'Operazione Lustre trasportò dall'Egitto al porto dei Pireo 62 000 soldati australiani, neozelandesi e polacchi.
Con l'occupazione tedesca della Grecia continentale, solamente l'isola di Creta rimaneva libera nel Mare Egeo. Ben presto però, con una manovra combinata, i tedeschi la invasero obbligando i britannici a ritirarsi. Dei 40 000 soldati alleati, meno di 20 000 riuscirono ad evacuare. Durante la ritirata, 4 incrociatori e 6 cacciatorpediniere furono affondate ma, nonostante ciò, Cunningham si rifiutò di negare il supporto al British Army facendone una questione di tradizione della Marina.

#### L'isola di Malta

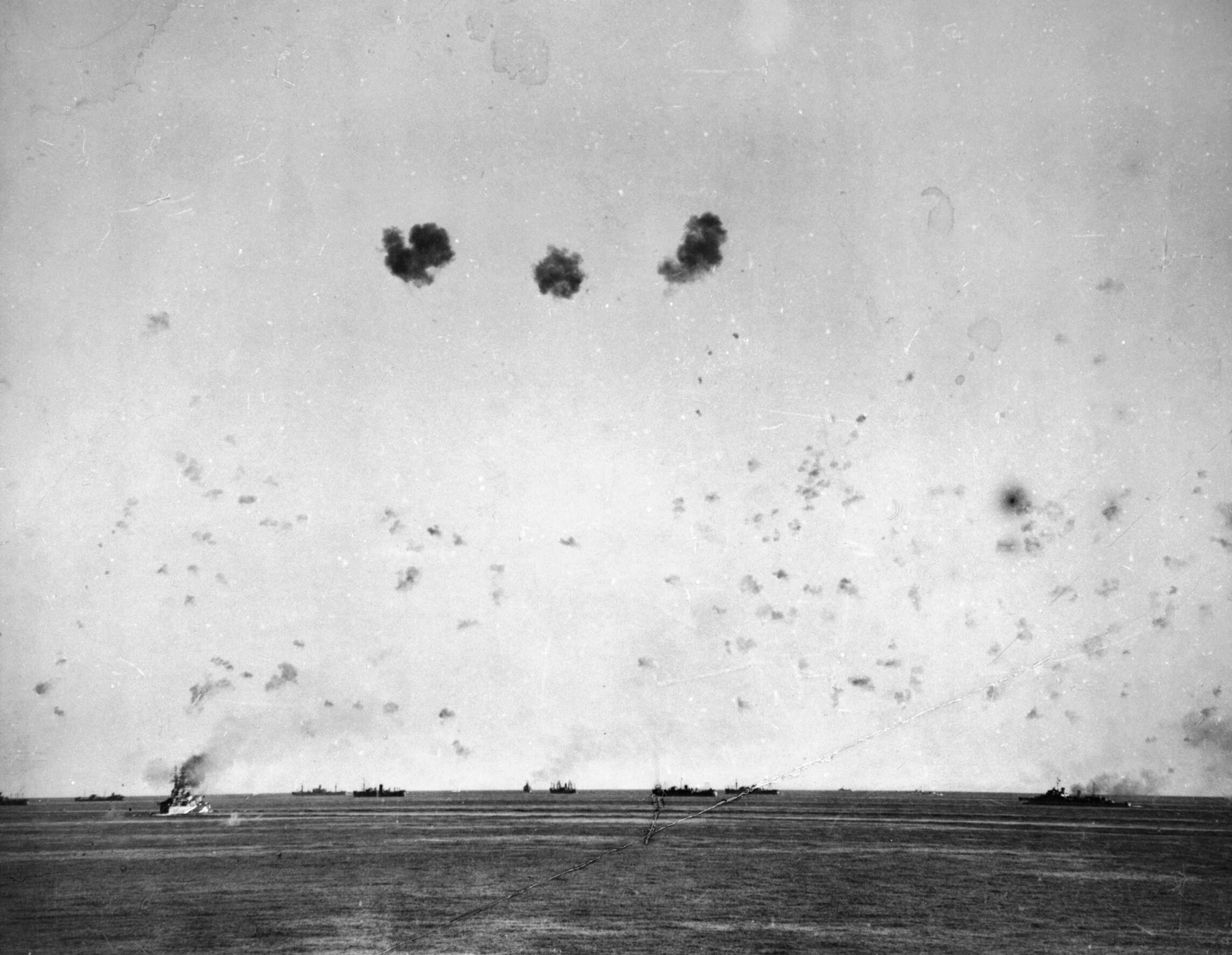
Convoglio britannico diretto a Malta sotto attacco aereo durante la battaglia di mezzo agosto

Malta giace al centro del Mediterraneo e per tutta la guerra si dimostrò una spina nel fianco per i paesi dell'Asse. Situata in una posizione strategicamente perfetta per intercettare i rifornimenti diretti in Nordafrica dall'Italia. La Regia Aeronautica tentò quindi due anni di affondare tutti i convogli diretti sull'isola, per privarla di rifornimenti e poi sottometterla. Dopo due anni di "assedio", nell'agosto 1942, i britannici inviarono un convoglio pesantemente difeso dando il via alla battaglia di mezzo agosto. Circa metà delle navi del convoglio furono affondate, ma le restanti riuscirono a consegnare rifornimenti che avrebbero fatto sopravvivere Malta fino alla fine dell'assedio. Con le indicazioni fornite da Ultra, gli aerei e i sottomarini con base sull'isola riuscirono a colpire i convogli dell'Asse, in quel periodo cruciali per la seconda battaglia di El Alamein, combattuta tra ottobre e novembre 1942. A seguito dell'occupazione alleata della Libia italiana e della Tunisia, l'assedio terminò. Per il coraggio e la tenacia che i maltesi stavano dimostrando, l'isola ricevette la George Cross ad inizio 1942.

#### Le invasioni su larga scala
A fine 1942, ebbe luogo l'Operazione Torch, la prima operazione combinata alleata su larga scala. Britannici e statunitensi sbarcarono in forze occupando il Nordafrica francese, lasciando però a italiani e tedeschi la possibilità di invadere la Tunisia.
L'anno seguente gli Alleati sbarcarono in Sicilia e a Salerno. Anche per queste operazioni la forza navale fu indispensabile per scortare le unità d'invasione e proteggere le navi da trasporto truppe dall'interferenza italiana. Con lo sbarco a Salerno, l'Italia fascista cadde e la flotta britannica scortò quella italiana a Malta, secondo i termini della resa. La minaccia peggiore in questo periodo per le navi alleate non era stata la Regia Marina, bensì le armi guidate tedesche che affondarono o danneggiarono diverse imbarcazioni.
Con la resa della Marina italiana, le operazioni navali alleate nel Mediterraneo si ridussero al supporto delle truppe a terra, a missioni antisommergibile, all'infiltrazione di agenti sotto copertura sulle coste e alla scorta dei convogli.

#### La liberazione del Mare Egeo
L'unica eccezione alle operazioni di routine nel Mediterraneo avvenne a fine 1944. Per via delle numerose guarnigioni nelle diverse isole dell'Egeo, i tedeschi mantenerono il controllo del mare greco per lungo tempo dopo aver perso quasi completamente il Mediterraneo. Fu quindi deciso che nel tardo 1944 una task force con portaerei alleata si sarebbe diretta nell'area. Formata da portaerei di scorta, questa task force devastò la presenza navale tedesca nella regione, consegnando definitivamente anche quest'area agli Alleati.

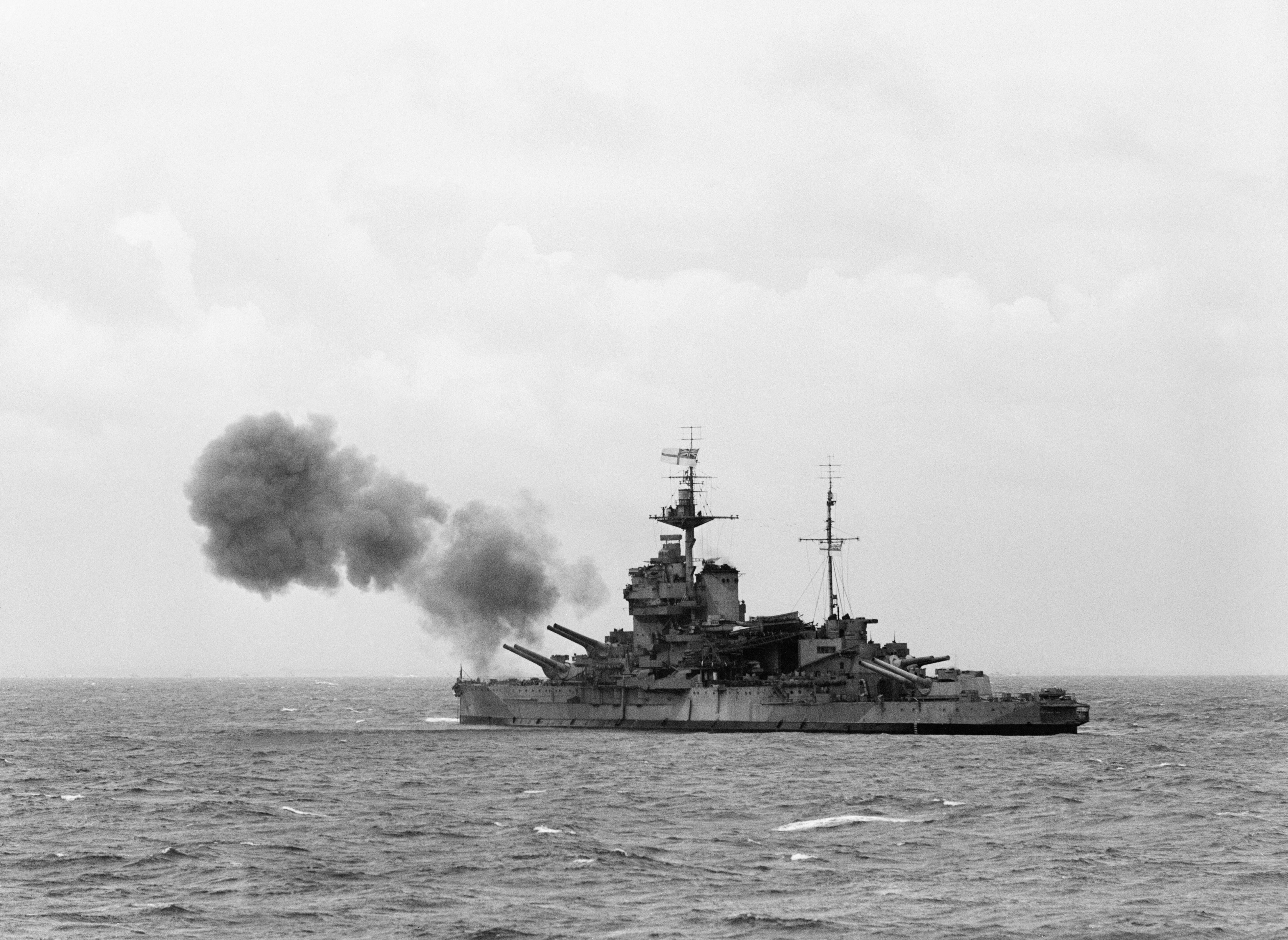
L'HMS Warspite mentre bombarda le coste normanne il 6 giugno 1944

### L'invasione della Francia
Lo sbarco in Normandia fu, all'epoca, l'assalto anfibio più imponente della storia. Più di 1 000 navi da guerra e altri 5 000 imbarcazioni furono impiegate per questa operazione. Il gran numero di navi coinvolte indica che tutti i principali porti del Regno Unito erano a piena capacità nel periodo antecedente lo sbarco.
Le divisioni d'assalto attraversarono il canale della Manica a bordo di cinque gruppi navali, uno per ogni spiaggia, tre nella Task Force orientale anglo-canadese e due nella Task Force occidentale statunitense. Il Coastal Command britannico fu incaricato di proteggere il fianco ovest dalle interferenze di U-boot provenienti dai porti francesi affacciati sull'Atlantico e da eventuali forze navali tedesche di superficie. Per il bombardamento navale, anch'esso su vasta scala, i britannici impiegarono ben otto navi da battaglia. In alcuni tratti di costa le difese del vallo atlantico erano temibili e si verificarono diversi duelli tra le navi e le batterie costiere. Le forze navali contribuirono in modo cruciale al successo dell'invasione, con alcuni cacciatorpediniere che rischiarono di arenarsi avvicinandosi alla costa per assistere le truppe di terra colpendo le difese costiere.
Nessun vascello fu affondati dalle navi tedesche, praticamente distrutte nei mesi precedenti. I due porti usati dai tedeschi per le loro unità navali leggere erano stati infatti bombardati pesantemente dalle forze aeree alleate. Le navi più grandi che i tedeschi avevano a disposizione in Francia, tre cacciatorpediniere a Bordeaux, furono sconfitte in uno scontro tra cacciatorpediniere molto a ovest dall'area di sbarco. Vi sarebbero potuti essere problemi maggiori a causa dei sommergibili e delle mine navali, ai primi però venne data una caccia intensa mentre le seconde furono rimosse da centinaia di dragamine che ripulirono il canale in vista delle manovre navali.

### L'Oceano Indiano

#### L'iniziale disastro

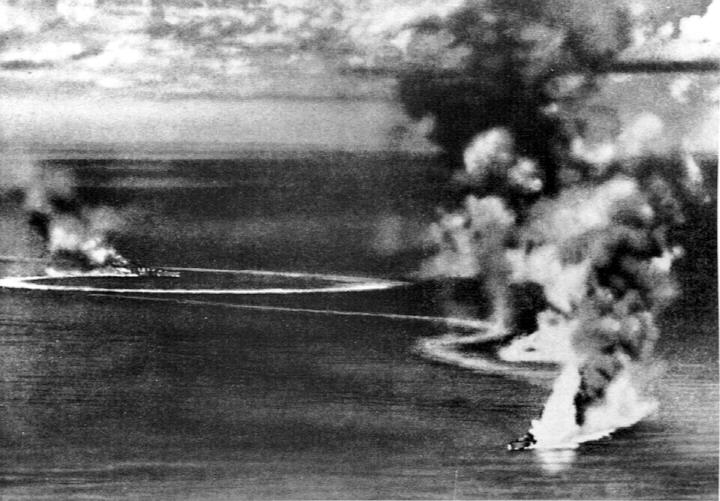
Gli incrociatori britannici HMS Dorsetshire e HMS Cornwall sotto pesante attacco aereo giapponese il 5 aprile 1942

Nonostante l'Oceano Indiano non fu uno dei teatri principali della seconda guerra mondiale, in esso ebbero luogo diverse operazioni vitali. I convogli britannici attraversavano l'oceano per portare i rifornimenti provenienti dalle nazioni dell'Impero al fronte nordafricano; durante il viaggio correvano il rischio di incrociare navi o sommergibili tedeschi e giapponesi, medesimo rischio che correvano le petroliere iraniane per rifornire gli Alleati. Scontri tra navi da guerra si ebbero solo ad inizio 1942 e tra il 1944 e il 1945.
Nel dicembre 1941, in vista di una possibile espansione della guerra con il coinvolgimento del Giappone, l'area di Singapore fu rinforzata con l'arrivo della nave da battaglia HMS Prince of Wales e dell'incrociatore da battaglia HMS Repulse. Tuttavia, il 10 dicembre, a tre giorni dell'attacco a Pearl Harbor, un attacco aereo giapponese affondò le due navi, con la Prince of Wales che divenne la prima nave da battaglia della storia ad essere affondata esclusivamente da un attacco dal cielo mentre era in mare e rispondeva con il fuoco contraereo.
Quando i giapponesi occuparono la Malesia, Singapore e le Indie orientali olandesi, le restanti navi britanniche furono costrette a ritirarsi a Trincomalee, nello Sri Lanka, e a febbraio del 1942 costituirono la Eastern Fleet, agli ordini di James Somerville. Sulla carta, la flotta era impressionante, con cinque corazzate e tre portaerei. Tuttavia, delle prime, quattro erano obsolete e una delle portaerei era di dimensioni molto ridotte e virtualmente inutilizzabile in azione.
Dopo i primi successi contro gli statunitensi nel Pacifico, le portaerei eseguirono la prima e unica incursione giapponese nell'Oceano Indiano nell'aprile 1942. L'ammiraglio Chūichi Nagumo condusse il suo gruppo navale all'inseguimento della flotta britannica e, nel frattempo, attaccarono i convogli nel Golfo del Bengala. La forza e l'esperienza giapponesi surclassarono i britannici che durante gli attacchi persero i due incrociatori pesanti HMS Dorsetshire e HMS Cornwall, la portaerei HMS Hermes e il cacciatorpediniere australiano HMAS Vampire, tutti affondati dai bombardieri in picchiata Aichi D3A. Fortunosamente, o intenzionalmente, la Eastern Fleet non prese parte agli scontri, così da restare disponibile per future operazioni.

#### La ritirata in Africa
In seguito agli attacchi giapponesi nel Golfo del Bengala, la flotta britannica non era sufficientemente difendibile nello Sri Lanka, così si ritirò a Kilindini, in Kenya. Nell'Oceano Indiano gradualmente rimasero solo unità sufficienti per scortare i convogli, con le navi più potenti impegnate in altri fronti. L'unica eccezione fu l'Operazione Ironclad, lo sbarco di truppe durante la battaglia del Madagascar, nel tentativo di impedire ai giapponesi di occupare l'isola, possedimento della Francia di Vichy. I giapponesi però non contemplarono mai l'idea di impossessarsi del Madagascar e i francesi di Vichy resistettero più del previsto, sebbene alla fine l'isola fu presa.

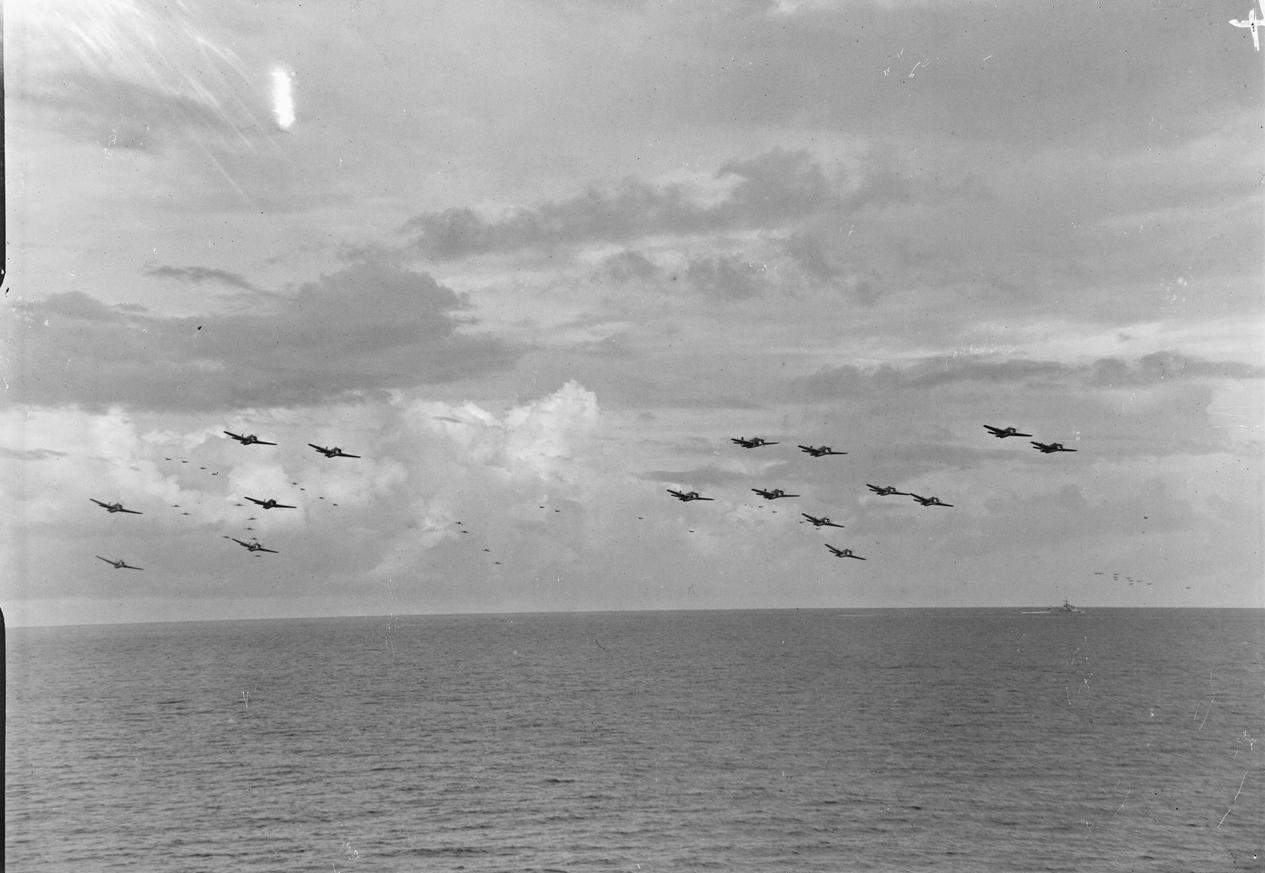
Aerosiluranti Grumman TBF Avenger dell' in formazione per attaccare una raffineria di petrolio giapponese a Sumatra nel gennaio 1945

#### Il rinnovato assalto
I britannici inviarono importanti forze navali nell'Oceano Indiano solo quando la guerra in Europa stava giungendo al termine, con la flotta tedesca neutralizzata tra la fine del 1943 e l'inizio del 1944. L'invasione della Francia inoltre permise alla Home Fleet di liberare ulteriori unità per l'Estremo Oriente, incluse imbarcazioni preziose per gli assalti anfibi.
Alla fine del 1944, con l'arrivo in oriente di altre portaerei britanniche, furono organizzati una serie di attacchi contro le raffinerie di petrolio a Sumatra per facilitare le future operazioni. Per il primo attacco, gli Stati Uniti prestarono la USS Saratoga, i cui aerei colpirono duramente l'obiettivo aggravando la scarsità di carburante di cui il Giappone già soffriva a causa del blocco navale alleato. Quando i britannici eseguirono l'ultimo attacco, le portaerei erano già in rotta per raggiungere Sydney e diventare la British Pacific Fleet.
Quando le principali unità da battaglia salparono, nell'Oceano Indiano rimanevano solo portaerei di scorta e vecchie navi da battaglia. Nonostante ciò, durante i rimanenti mesi di guerra furono condotte importanti operazioni per la liberazione della Birmania, occupata da giapponesi, inclusi gli sbarchi a Ramree, Sittwe e vicino a Yangon.

### Il blocco navale del Giappone
Le forze britanniche ebbero un ruolo significativo, seppur secondario a quello statunitense, nell'interdire i convogli con il Giappone. I primi successi si ebbero grazie al dispiegamento di nuove tipologie di mine sottomarine, per cui i dragamine giapponesi non riuscirono rapidamente ad adattarsi, così come avvenne lungo le rotte al largo della Birmania.
Anche i sommergibili britannici operarono contro i convogli giapponesi, anche se a guerra ormai conclusa. La loro base passò dallo Sri Lanka a Fremantle e infine nelle Filippine, da cui riuscirono ad affondare diversi incrociatori giapponesi.

## L'Africa Orientale, il Medio Oriente e il Nordafrica

### L'invasione italiana dell'Egitto e la controffensiva alleata

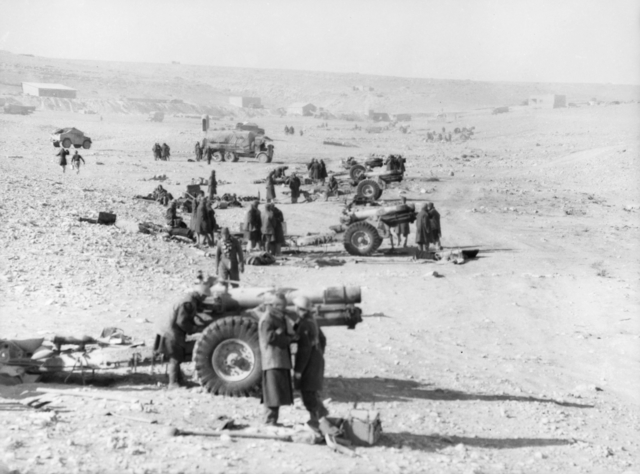
Obici da 6 pollici britannici a Tobruch durante l'Operazione Compass, 23 gennaio 1941

Il 13 settembre 1940, la 10ª Armata italiana del generale Mario Berti invase l'Egitto passando il confine libico in direzione del Canale di Suez, percorrendo rapidamente quasi cento chilometri fino a Sidi Barrani, dove si trincerò. Probabilmente gli italiani non erano a conoscenza delle reali forze britanniche nella regione, a cui si aggiunse il timore dell'interferenza nelle linee di rifornimento delle unità navali alleate ad Alessandria, Haifa e Port Said. A contrastare i 250 000 italiani vi erano però solo 30 000 britannici, che dovettero perciò organizzarsi in "colonne Jock", ossia unità della Western Desert Force il cui compito era tenere impiegati gli italiani in scontri minori mentre affluivano rinforzi dal resto dell'Impero britannico.
Una volta giunti i rinforzi, l'8 dicembre i britannici lanciarono l'Operazione Compass, pianificata inizialmente come un raid su ampia scala, durante la quale britannici, indiani e australiani riuscirono a raggiungere le retrovie italiane. Sfruttando il vantaggio ottenuto, il generale Richard O'Connor avanzò ulteriormente riuscendo a raggiungere El-Agheila, in Cirenaica a 500 km di distanza, e catturando decine di migliaia di italiani. L'armata italiana virtualmente non esisteva più, lasciando quindi campo libero ai britannici. Tuttavia, Winston Churchill ordinò che l'avanzata si fermasse per poter spostare truppe in Grecia; ciò però permise ai tedeschi di rinforzare il fronte libico qualche settimana dopo.

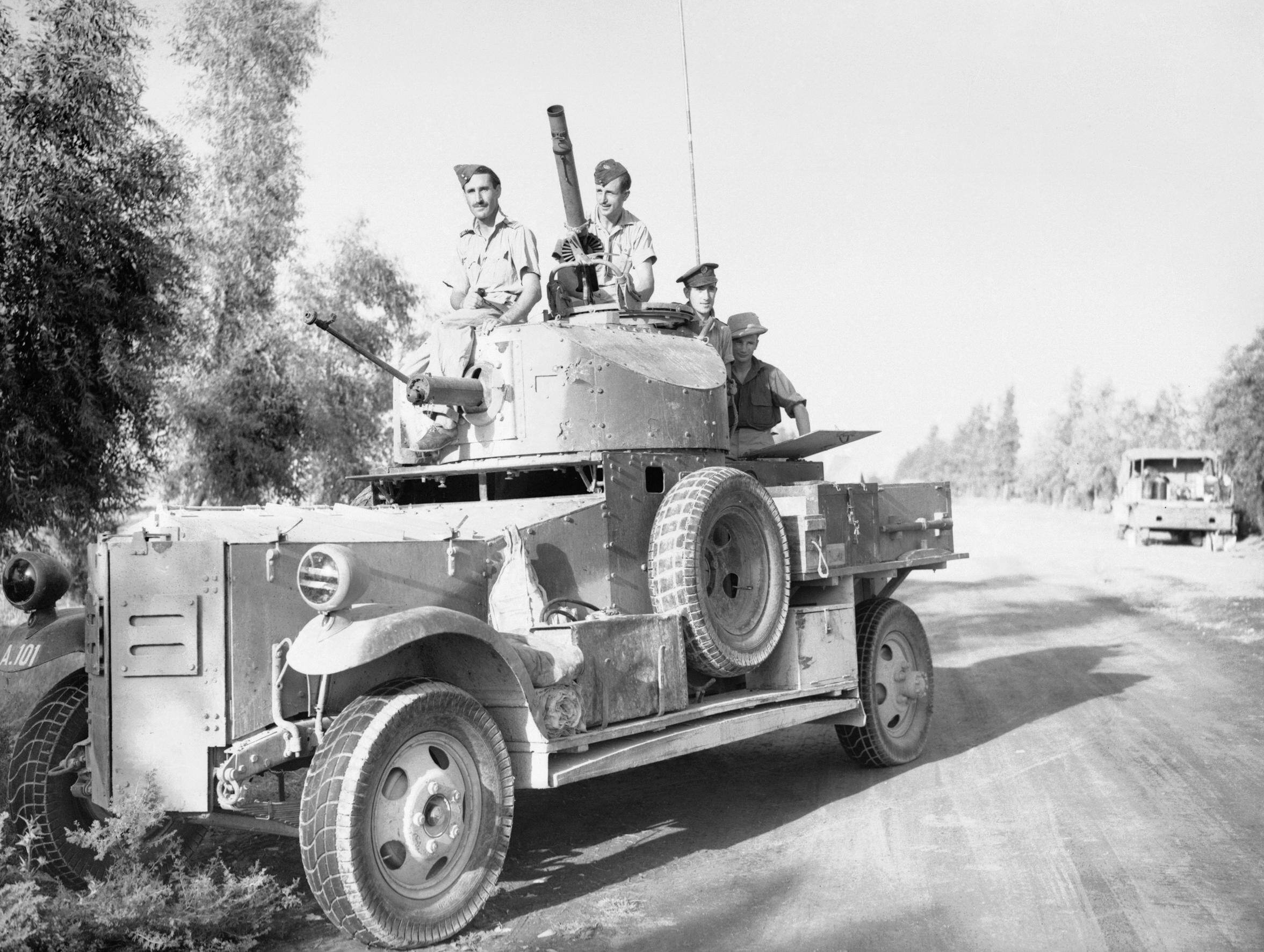
Autoblindo della RAF poco fuori Baghdad, maggio 1941

### La guerra anglo-irachena, la campagna di Siria e l'invasione dell'Iran
Nel maggio 1941, a mettere in ulteriore difficoltà i britannici fu colpo di Stato in Iraq contro il governo favorevole al Regno Unito. La leadership passò a Rashid Ali al-Kaylani, vicino ai tedeschi, che ordinò alle forze britanniche di lasciare l'Iraq. All'epoca vi erano due basi britanniche nel paese, una vicino a Bassora e una a nord-est di Baghdad. Bassora era difesa troppo bene affinché gli iracheni potessero impossessarsene, al contrario della base RAF Habbaniyya, che era poco protetta e posizionata nel bel mezzo del territorio iracheno. Nonostante fosse solo un centro di addestramento con aerei disarmati, il personale convertì tutti i velivoli possibili in aerei da guerra.
Quando gli iracheni giunsero a Habbaniyya, circondarono la base e avvertirono che ogni attività militare sarebbe stata considerata ostile, minacciando un conseguente attacco. Tuttavia, i piloti decollarono comunque e bombardarono gli iracheni, respingendoli. I britannici, quindi, inviarono truppe da Habbaniyya, da Bassora e dalla Palestina a Baghdad, mettendo fine al colpo di Stato.
Durante l'avanzata su Baghdad, i britannici abbatterono un velivolo tedesco. La base aerea dell'Asse più vicina era sull'isola di Rodi, allora italiana, e ciò significava che, per raggiungere l'Iraq, tale aereo doveva aver sostato in Siria, territorio di Vichy. Ciò non fu tollerato dai britannici che, dopo aver reso sicuro l'Iraq, invasero i territori del mandato francese della Siria e del Libano. Inizialmente i francesi si opposero vigorosamente alle forze britanniche e australiane provenienti dalla Palestina. Tuttavia, alla fine si arresero quando la pressione divenne soverchiante, con un'altra colonna armata diretta verso Damasco e proveniente dall'Iraq.
L'ultima principale operazione militare nel Medio Oriente ebbe luogo quando l'Unione Sovietica si ritrovò in disperato bisogno di rifornimenti per resistere all'invasione tedesca. Questi venivano inviato aggirando Capo Nord fino alle città portuali di Murmansk e Arcangelo ma la capacità complessiva era limitata e durante il viaggio erano sottoposti agli attacchi tedeschi. Rifornimenti giungevano anche a Vladivostok da navi statunitensi battenti bandiera sovietica, eppure tutto ciò divenne insufficiente. La via più rapida ed efficiente era passare dai domini britannici nel Medio Oriente ai territori sovietici del Caucaso e dell'Asia centrale, attraverso la Persia. Lo Scià, tuttavia, era filo-tedesco e non avrebbe mai permesso ai rifornimenti di passare. Venne così deciso da britannici e sovietici di invadere congiuntamente la Persia, deponendo lo Scià e consegnando il trono al figlio del sovrano.

### La campagna dell'Africa Orientale

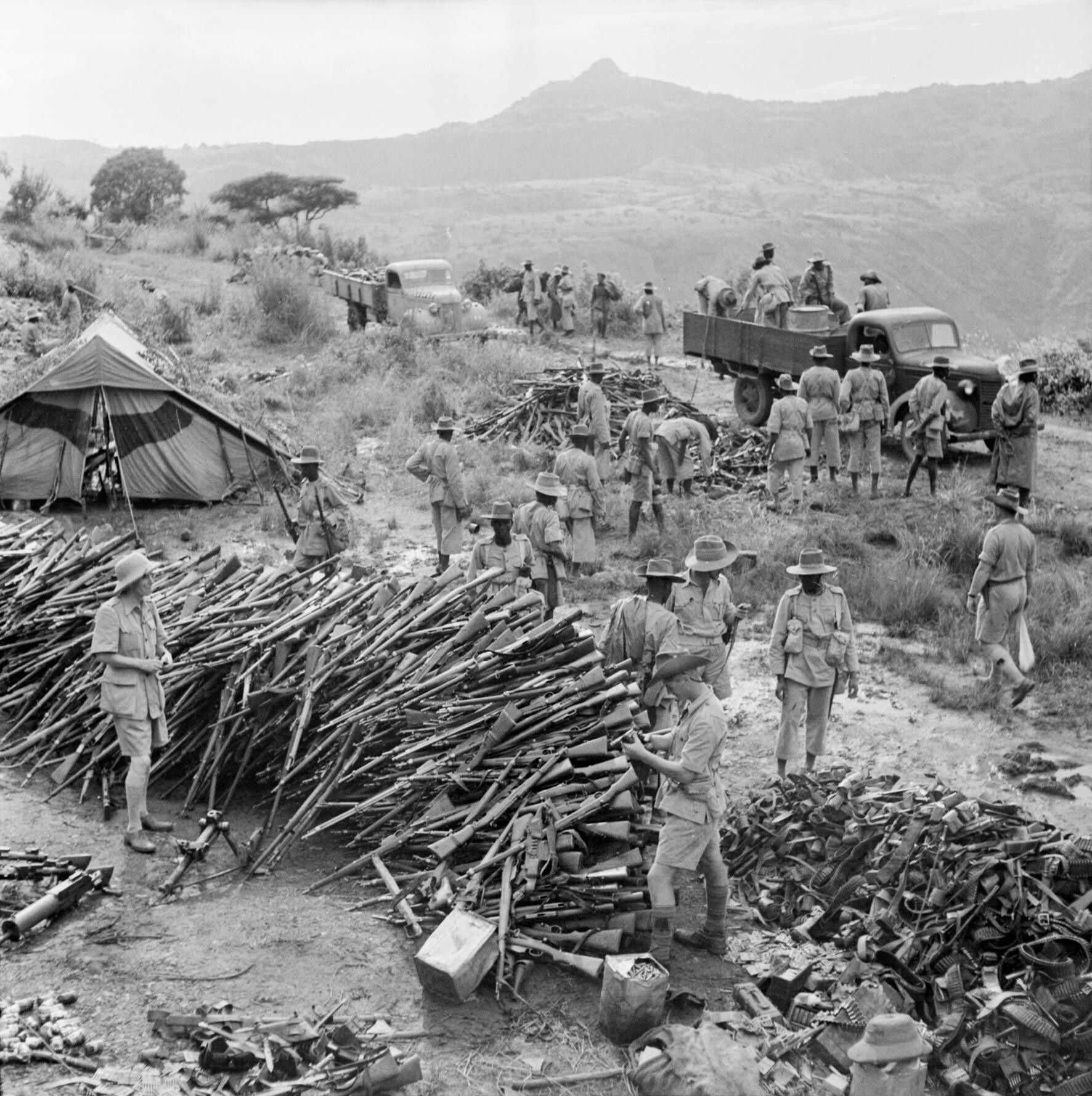
Soldati britannici che accatastano le armi degli ultimi militari italiani arresisi

Con la dichiarazione di guerra dell'Italia del 10 giugno 1940, si aprì un fronte anche lungo le colonie dell'Africa Orientale Italiana: Eritrea, Etiopia e Somalia italiana. Come accadde in Egitto, le forze britanniche erano in inferiorità numerica ma, contrariamente alla Libia, l'Africa Orientale era lontana dalla penisola italiana e i rifornimenti non erano in grado di arrivarvi.
La prima mossa comunque fu degli italiani, che attaccarono in Sudan a nord, in Kenya a sud e nella Somalia britannica a est, ma solamente in quest'ultima gli italiani ottennero qualche risultato significativo. La guarnigione britannica in Somalia si ritrovò in inferiorità numerica e dopo un paio di settimane di combattimenti fu costretta a evacuare ad Aden, nello Yemen. In Sudan e Kenya, gli italiani conquistarono solo qualche area e qualche villaggio lungo il confine, dopodiché l'offensiva scemò e gli italiani adottarono un'attitudine passiva attendendo l'inevitabile contrattacco britannico.
Gli italiani potevano contare ad Asmara, in Eritrea, della Flotta del Mar Rosso, un ridotto squadrone navale composto di pochi cacciatorpediniere e sommergibili che ponevano una minaccia ai convogli britannici che transitavano nel Mar Rosso. Tuttavia, questo squadrone non fu usato aggressivamente ma impiegato come "flotta in potenza". Con la scarsità di carburante, le opportunità d'azione diminuirono ulteriormente. Nonostante le difficoltà, gli italiani tentarono un decisivo attacco ad un convoglio, ma furono duramente sconfitti causando l'affondamento della maggior parte delle unità di superficie, mentre i sommergibili che riuscirono ad allontanarsi rientrarono in Italia doppiando il Capo di Buona Speranza.
In Africa Orientale le unità originarie delle isole britanniche erano molto poche. Le due nazioni dell'Impero che contribuirono maggiormente alla vittoria in questo teatro furono il Sudafrica e l'India britannica, con i primi che provvedettero al supporto aereo e di terra ai soldati indiani, costituenti il grosso delle forze con due divisioni combattimenti.
Un altro aspetto importante della campagna di liberazione dell'Etiopia furono le forze irregolari locali. L'allora maggiore Orde Charles Wingate, divenuto in seguito celebre per aver guidato i Chindits in Birmania, fu inviato dai britannici ad organizzare e guidare gli irregolari etiopi. Questi formarono la Forza Gideon, il cui scopo principale era danneggiare le linee di rifornimento italiane e fornire informazioni d'intelligence alle forze alleate.
Le forze regolari attaccarono infine quando giunsero rinforzi dall'Egitto. Con la 1ª Divisione australiana arrivata in Nordafrica, si andò a liberare la 4ª Divisione di fanteria indiana che poté così dirigersi verso l'Etiopia attraverso il Sudan, iniziando subito l'offensiva assieme alla 5ª Divisione di fanteria indiana. Contemporaneamente, forze dell'Impero britannico attaccarono dal Kenya e uno sbarco anfibio ebbe luogo nella Somalia britannica, partendo da Aden. Le tre direttrici d'attacco convergerono infine su Addis Abeba, che cadde nel maggio 1941 mettendo di fatto fine alla campagna militare nella regione.
L'ultimo scontro fu la seconda battaglia dell'Amba Alagi, avvenuta a metà maggio e vinta dagli Alleati. Successivamente, le ultime forze italiane, circondate nel Gondar, si arresero definitivamente in novembre ricevendo tutti gli onori militari. Dal dicembre 1941, alcuni italiani, che non si erano arresi, organizzarono una guerriglia in Etiopia ed Eritrea che durò fino al 1943, quando l'Italia firmò l'armistizio.

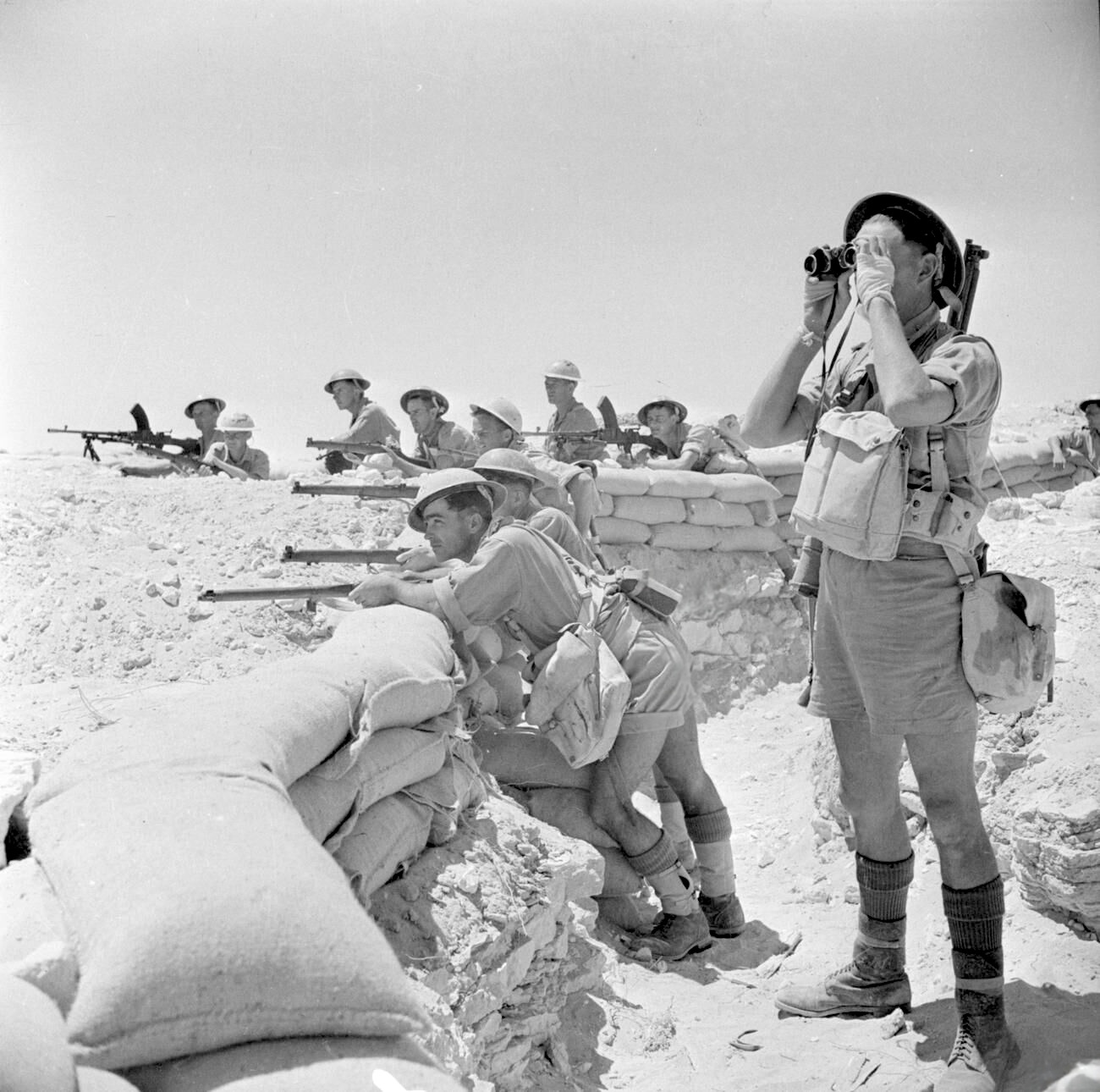
Soldati britannici nella prima battaglia di El Alamein il 17 luglio 1942

### La campagna del Nordafrica

#### La difesa dell'Egitto
Dopo la prima offensiva messa in atto dalle truppe tedesche giunte in Africa, le forze britanniche furono costrette a riorganizzarsi e, nel novembre 1941, venne formata l'8ª Armata agli ordini del generale Alan Cunningham. La nuova offensiva britannica non sortì però alcun effetto, smorzata dalle truppe di Erwin Rommel, portando così alla sostituzione di Cunningham con il generale Neil Ritchie. Una seconda offensiva a fine anno riuscì ad aggirare il fianco italo-tedesco e a liberare Tobruch, riuscendo poi ad avanzare fino ad El Agheila. Tuttavia, i cambiamento geopolitici interferirono nuovamente con le manovre britanniche: i rinforzi asiatici e dall'Oceania destinati al fronte mediorientale furono infatti dirottati a est, quando il Giappone iniziò la sua espansione nel Pacifico.
Nel gennaio 1942, Rommel ordinò una controffensiva che, secondo gli ordini ricevuti, doveva essere limitata. Il generale però disobbedì e sfruttò a pieno la disfatta britannica. Le file degli Alleati piombarono nella confusione a causa dei tentativi disperati di tenere le posizioni, tentativi che ogni volta fallivano. Dopo la vittoria nella battaglia di Ain el-Gazala, i tedeschi non solo spinsero i britannici fuori dalla Libia ma avanzarono in Egitto per molti chilometri. Questa volta non si verificò un assedio di Tobruch, come l'anno precedente, e la città portuale cadde rapidamente, inoltre la linea difensiva a Marsa Matruh fu velocemente aggirata prospettando un disastro per le forze britanniche. Ritchie fu rimosso dal comando dell'8ª Armata, che venne dato al comandante del Medio Oriente Claude Auchinleck con l'ordine di resistere sulla linea difensiva a El Alamein, l'ultima prima del Cairo. Nella prima battaglia omonima,  nel luglio 1942, Auchinleck riuscì a fermare le forze italo-tedesche.
Subito dopo, giunse in Medio Oriente un nuovo gruppo di comandanti tra cui vi era il generale Bernard Law Montgomery, che ricevette il comando dell'8ª Armata. Tra la fine di agosto e i primi giorni di settembre, Rommel tentò di aprire un varco tra le difese a El Alamein nella battaglia di Alam Halfa, ma senza successo. Fermati definitivamente i tedeschi, Montgomery poté quindi concentrare gli sforzi nella grande offensiva che avrebbe dovuto rovesciare le sorti del fronte nordafricano.

#### L'Operazione Torch e la vittoria a El Alamein

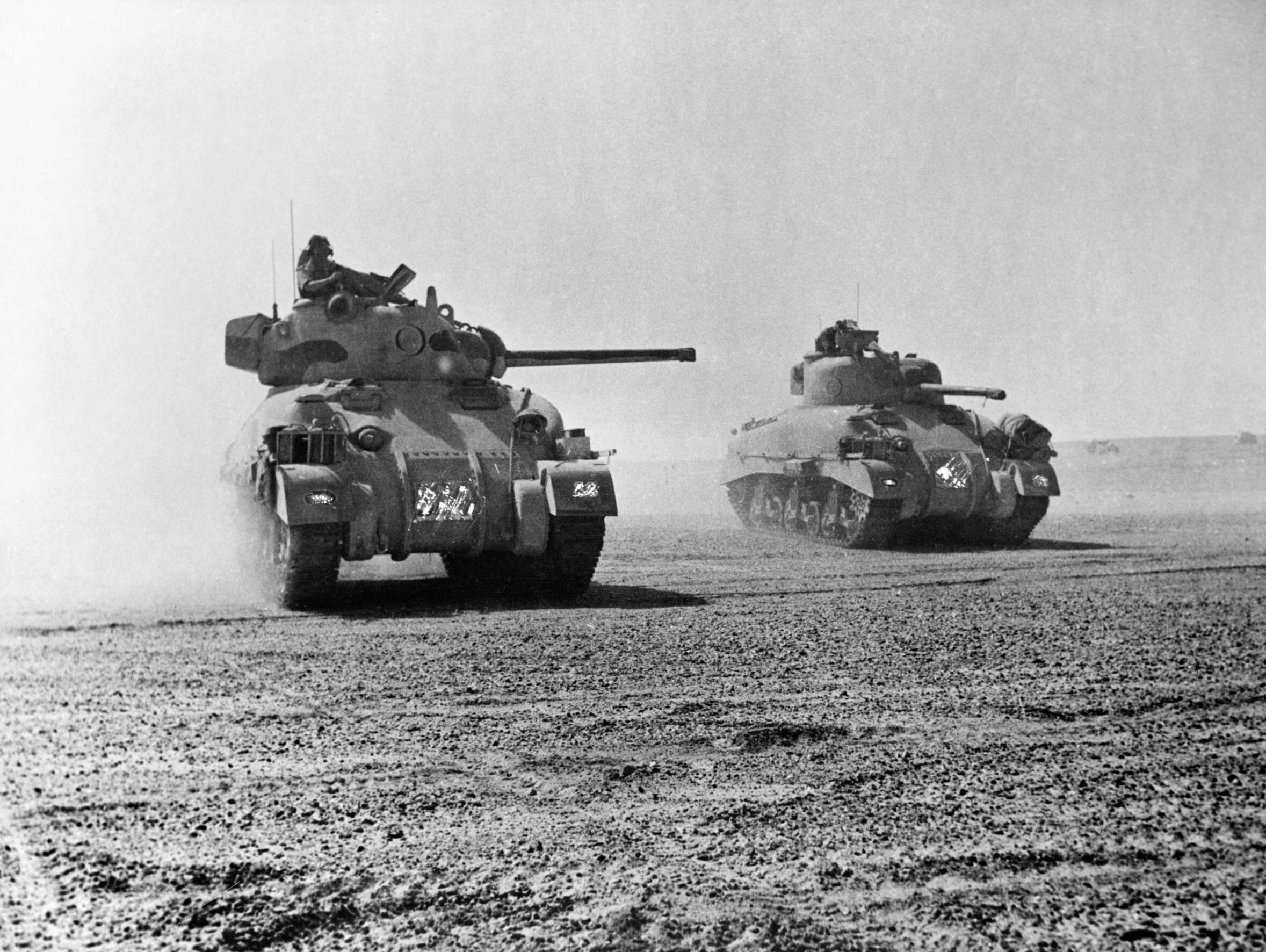
Corazzati britannici nella seconda battaglia di El Alamein il 5 novembre 1942

L'8 novembre 1942 scattò l'Operazione Torch, uno sbarco anglo-americano in Algeria e Marocco, territori della Francia di Vichy. In Algeria, i britannici portarono un grosso contingente ma gli Alleati vollero mantenere l'illusione che fosse un'operazione esclusivamente statunitense, per evitare possibili resistenze francesi. Dopo l'attacco alla flotta francese a Mers-el-Kebir, infatti, nei territori di Vichy si era diffuso un sentimento anti-britannico, accresciuto anche per via delle successive azioni nei in Siria, Libano, Africa occidentale e Madagascar. I generali alleati temevano infatti che un attacco britannico sul territorio francese avrebbe portato ad una resistenza prolungata, cosa che invece accadde agli statunitense in Marocco, dove vi furono intensi scontri, sia in mare che su terra.
Una volta caduto il Nordafrica francese, i tedeschi occuparono militarmente la Francia di Vichy, spingendo così le sue forze a cambiare schieramento, arrendendosi agli Alleati per poi combattere al loro fianco. Con la resa francese in Marocco e Algeria, la campagna militare alleata si spostò molto rapidamente verso est, in una sorta di gara con i tedeschi che continuavano a far affluire uomini e rifornimenti in Tunisia e gli Alleati che si affrettavano per occupare il paese primi di dover dar via ad una campagna su vasta scala per liberare completamente il Nordafrica.
Terminata tre giorni prima dell'Operazione Torch, ebbe luogo la seconda battaglia di El Alamein, dove il nuovo generale dell'8ª Armata Montgomery riuscì a sconfiggere definitivamente la Panzerarmee Afrika di Rommel e i suoi alleati italiani. Montgomery sfruttò il vantaggio delle lunghe linee di rifornimento dell'Asse, un netto svantaggio rispetto a quelle alleate, molto più corte.
A El Alamein i tedeschi organizzarono una serie di campi minati a protezione delle loro posizioni, protette inoltre a sud da una depressione desertica. Le forze navali britanniche non erano in grado di trasportare sufficienti truppe in un assalto anfibio dietro le linee tedesche, perciò gli Alleati dovettero attaccare frontalmente, con un massiccio impiego di artiglieria e di tattiche per impedire ai tedeschi di capire da dove sarebbe provenuto l'attacco principale. I britannici infine attaccarono, ma l'assalto si bloccò proprio a causa degli estesi campi minati. Montgomery decise quindi di sbilanciare le manovre difensive tedesche attaccando lungo un'altra direttrice e ciò che doveva essere un'esca si tramutò nell'assalto principale che, dopo una difficile battaglia di logoramento, permise di sfondare le linee di Rommel.
Dopo El Alamein, la guerra si spostò nuovamente in Libia, con i britannici all'inseguimento dei tedeschi dapprima in Cirenaica e poi in Tripolitania. I tedeschi, ad esclusione di qualche azione della propria retroguardia, non si fermarono fino alle difese della Linea del Mareth, in pieno territorio tunisino.

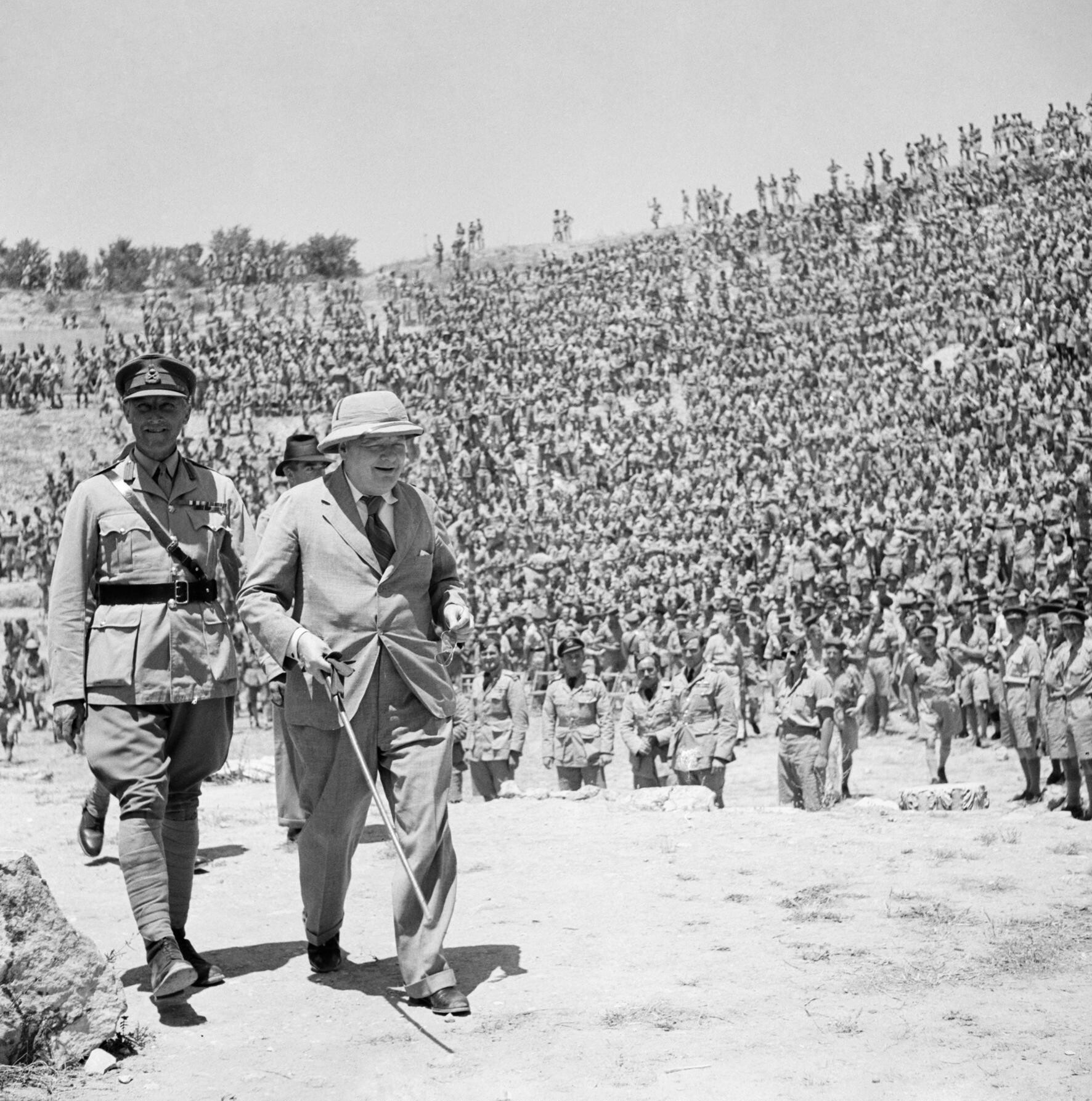
Winston Churchill nell'antico anfiteatro romano di Cartagine dove parlò a 3 000 soldati anglo-americani nel giugno 1943

#### Gli scontri in Tunisia
Con l'afflusso di uomini e mezzi dell'Asse in Tunisia, giunse anche il generale Hans-Jürgen von Arnim, noto avversario di Rommel con il quale i rapporti furono sin da subito complicati. Rommel si era appostato nel frattempo sulla linea del Mareth, una serie di difese di confine che i francesi avevano eretto per proteggere la Tunisia dagli italiani presenti in Libia e che il generale tedesco fece potenziare per resistere all'urto delle più forti forze britanniche. Quando infine gli inglesi riuscirono ad aprirsi un varco, Rommel era già stato richiamato in patria e non poté guidare la difesa.
Il piano per liberare la Tunisia prevedeva che la 1ª Armata britannica, supportata dalle forze statunitensi ancora poco esperte, avrebbe condotto l'attacco principale da ovest; a tale scopo, il II Corpo d'Armata fu spostato dal fronte meridionale a quello occidentale mentre il XIX Corpo della Francia libera avrebbe protetto il fianco destro della 1ª Armata. L'8ª Armata, dal confine con la Libia, avrebbe avuto un compito ausiliario, risalendo la costa orientale del paese.
A fine marzo 1943, l'offensiva ebbe inizio e a maggio le forze italo-tedesche in Tunisia si arresero. Gli Alleati fecero circa 250 000 prigionieri, cifra paragonabile ai tedeschi arresisi ai sovietici nella battaglia di Stalingrado.

## La campagna d'Italia
La campagna d'Italia fu l'insieme delle operazioni militari svoltesi sul territorio e nelle acque circostanti il Regno d'Italia, a partire dal 1943 fino alla resa della Germania nel maggio 1945. I generali alleati erano riuniti nell'Allied Forces Headquarters (AFHD), ossia il Quartier Generale delle Forze Alleate, responsabile di tutte le operazioni nel teatro del Mediterraneo, comprese l'invasione della Sicilia e l'avanzata nell'Italia continentale.

### Lo sbarco in Sicilia

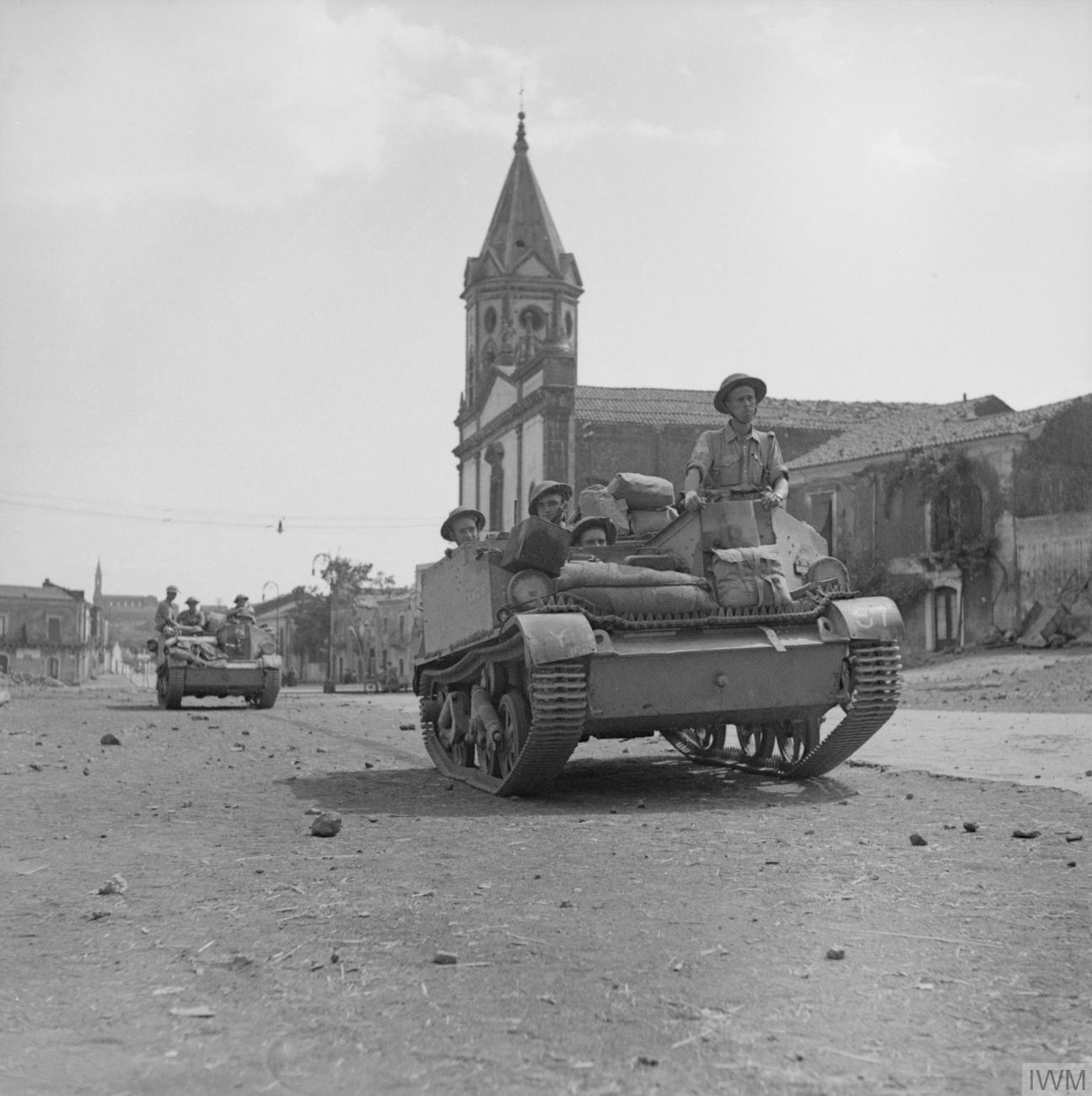
Un Universal Carrier del 2º Battaglione del Reggimento "Wiltshire" mentre attraversa Pedara il 9 agosto 1943

Il 10 luglio 1943, gli Alleati sbarcarono in Sicilia. L'operazione, il cui nome in codice era Husky, fu diretta dall'isola di Malta, proprio la spina nel fianco per tutto quel periodo che l'Asse aveva avuto nel rifornire le sue truppe in Nordafrica. Le forze britanniche furono assegnate al fianco orientale dell'invasione, con il XXX e il XIII Corpo d'Armata dell'8ª Armata che sbarcarono rispettivamente a Capo Passero e a Siracusa. L'armata doveva risalire il fianco orientale dell'isola, in direzione di Messina, ma l'avanzata fu lenta e permise agli statunitensi di puntare su Palermo per poi giungere a Messina prima dei britannici, con ampio supporto della popolazione locale.
Infine l'8ª Armata riuscì ad aprirsi la strada e a circondare l'Etna, spingendo italiani e tedeschi a ritirarsi. Il 17 agosto, con l'arrivo degli statunitensi a Messina, le truppe dell'Asse avevano tutte evacuato l'isola.

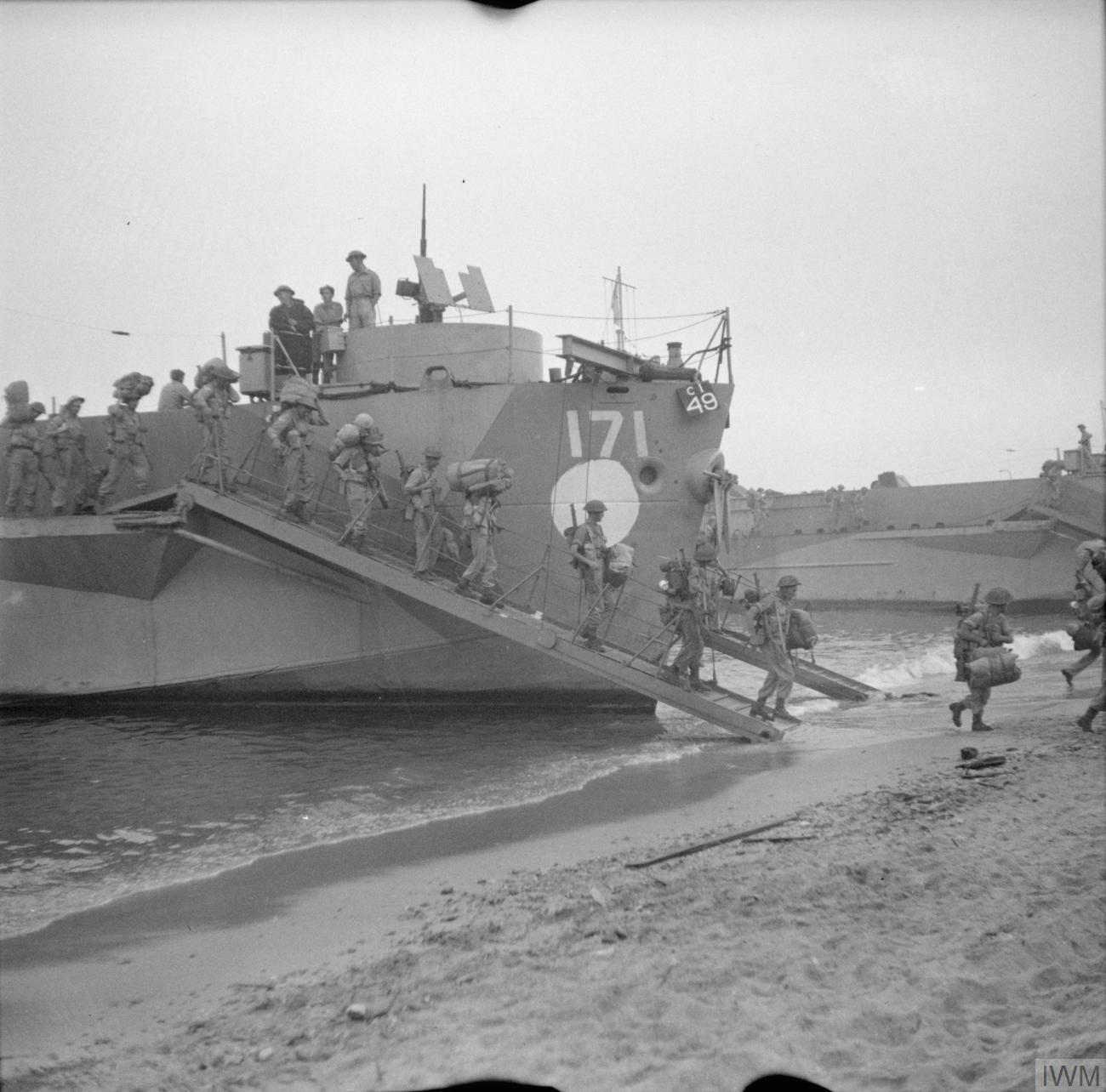
Truppe britanniche sbarcano a Reggio Calabria il 3 settembre 1943

### La resa dell'Italia
Perduta la Sicilia, il Governo italiano si ritrovò sul ciglio del baratro: data la gravità della situazione il Gran Consiglio del Fascismo estromise Benito Mussolini dalla guida del paese e su ordine di re Vittorio Emanuele fu messo agli arresti. Intenzioni di resa furono fatte giungere agli Alleati che però proseguirono con l'invasione dell'Italia continentale.
Il 3 settembre 1943, l'8ª Armata britannica attraversò lo Stretto di Messina nell'Operazione Baytown, eseguita dal V e dal XIII Corpo d'Armata; il resto delle forze di Montgomery li avrebbero seguiti nei giorni successivi. Sempre il 3 di settembre, Vittorio Emanuele e il generale Pietro Badoglio firmarono segretamente l'armistizio di Cassibile con gli Alleati che venne reso pubblico l'8 settembre. Nel sud Italia venne organizzato un nuovo governo che avrebbe collaborato con gli anglo-americani contro i tedeschi. La reazione di questi fu estremamente rapida con l'invasione della penisola prevista dall'Operazione Achse.
Il principale assalto all'Italia peninsulare fu l'operazione Avalanche, iniziata il 9 settembre. Salerno fu scelta come luogo dello sbarco poiché era la città più settentrionale raggiungibile dal supporto degli aerei da caccia con base in Sicilia, a cui si aggiunsero i velivoli di alcune portaerei di scorta, impiegate come supplemento. Un attacco secondario, l'Operazione Slapstick, fu eseguito dalla 1ª Divisione aviotrasportata con obiettivo la base navale di Taranto, dove i paracadutisti sbarcarono direttamente dalle navi da guerra, che poterono entrare in porto indisturbate, in base agli accordi presi con l'armistizio.
Avalanche prevedeva lo sbarco della 5ª Armata statunitense del generale Mark Clark composta dal VI Corpo statunitense sul fianco destro e dal X Corpo britannico sul fianco sinistro. La resistenza iniziale fu strenua, ma il supporto aeronavale e il sopraggiungere dell'8ª Armata dalla Calabria spinsero i tedeschi al ripiegamento. Al 25 settembre un fronte da Napoli a Bari separava gli Alleati a sud dai tedeschi a nord.
L'avanzata continuò relativamente rapida per le successive settimane fino alla fine di ottobre, quando il fronte si stabilizzò. A quel punto i tedeschi avevano organizzato una potente linea difensiva sugli Appennini nota come Linea Gustav, dove i due schieramenti rimasero fermi per i successivi sei mesi. Due mesi dopo l'estromissione dal Governo di Mussolini, Hitler ordinò l'Operazione Quercia per liberare il dittatore italiano e usarlo per instaurare uno stato fantoccio nel nord Italia, la Repubblica Sociale Italiana.

### La lotta per l'Italia centrale

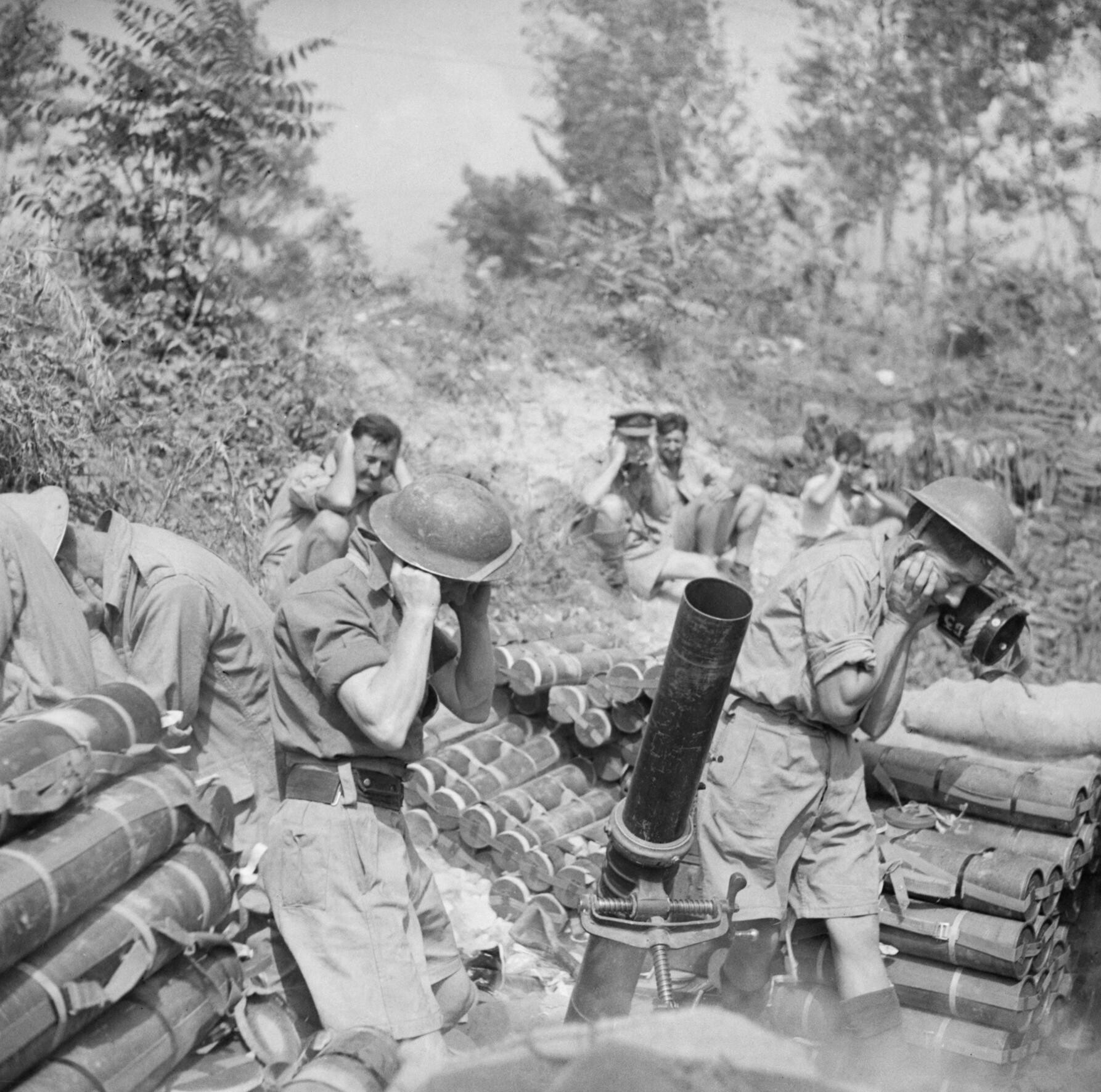
Mortaio britannico in azione durante la battaglia di Cassino il 12 maggio 1944

Il punto cardine della Linea Gustav era il rilievo di Montecassino, su cui sorge l'omonima abbazia benedettina, nel comune di Cassino. In quest'area le postazioni tedesche dominavano un'arteria stradale importante, necessaria per arrivare a Roma. La 46ª e la 56ª Divisione di fanteria britannica, sul fianco sinistro della 5ª Armata tentarono di aggirare il pendio superando il fiume Garigliano ma furono respinte, così come avvenne per il successivo tentativo franco-statunitense.
Non riuscendo ad aprirsi un varco lungo le difese tedesche, gli Alleati optarono per un aggiramento della Linea con uno sbarco anfibio presso Anzio il 23 gennaio 1944. Le unità d'assalto erano prevalentemente del VI Corpo d'Armata statunitense, ma era presente anche una sostanziale componente britannica, con la 1ª Divisione di fanteria e la 2º Brigata Commando a formare il fianco sinistro delle forze d'invasione.
Come a Salerno, vi furono diversi problemi con le manovre degli sbarchi. Il comandante John Lucas non sfruttò a pieno la situazione per tagliare la retrovia dei tedeschi sulla Linea Gustav, temendo invece che avanzando fossero proprio le sue forze ad essere accerchiate e private dei rifornimenti dalla spiaggia. L'intento dello sbarco era però proprio attaccare i tedeschi dietro Montecassino e aprirsi un varco nell'area indifesa del paese. A causa dell'attendismo di Lucas, i tedeschi andarono molto vicino al respingere in mare gli Alleati che si salvarono solo grazie alla loro massiccia superiorità di fuoco.
Respinto quest'ultimo contrattacco tedesco, la testa di ponte ad Anzio entrò in una fase di stallo. Il tentativo di aggirare la Linea Gustav era fallito e solo a maggio si ritentò l'avanzata.

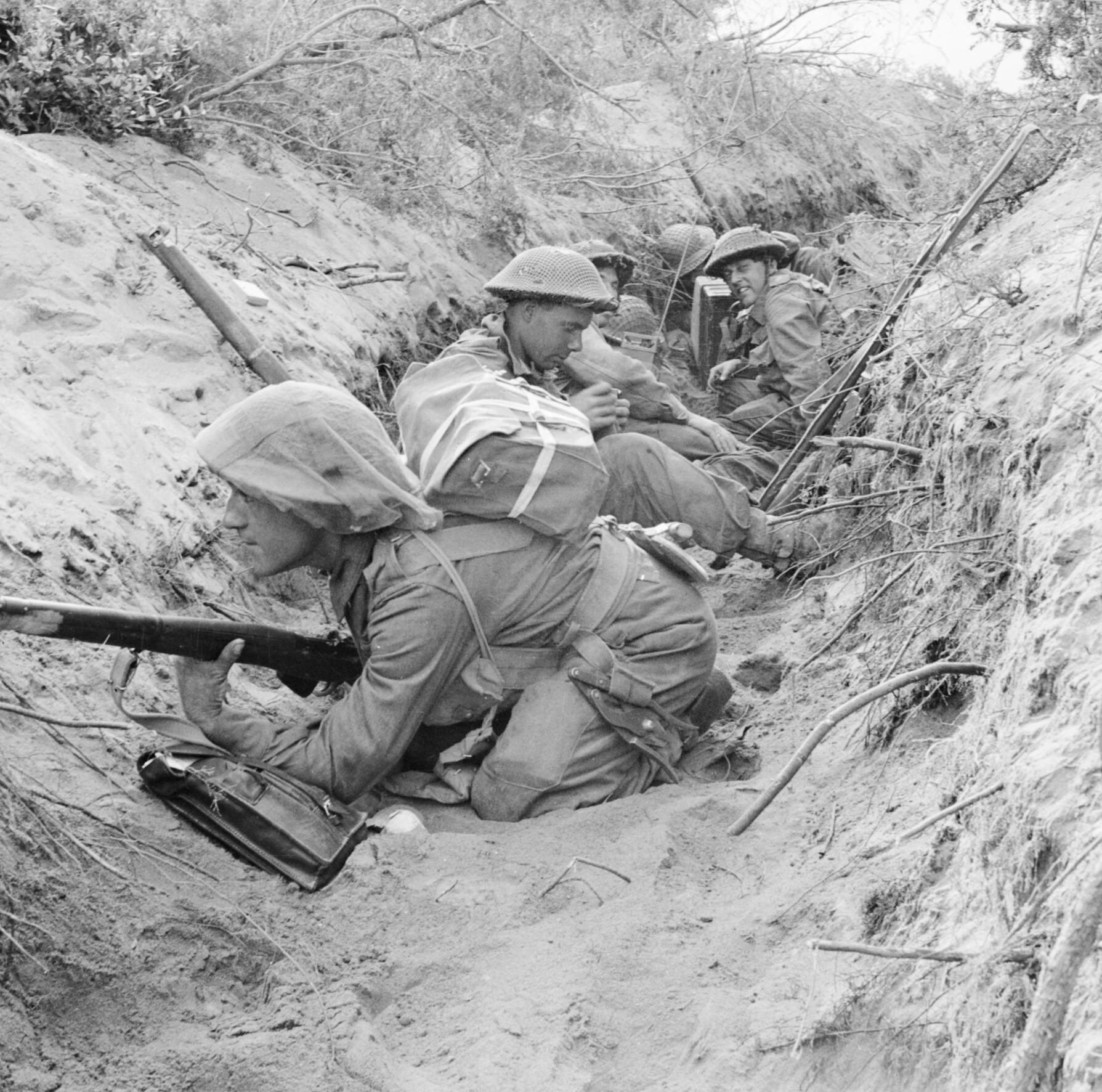
Soldati del Reggimento Green Howards (5ª Divisione di fanteria) mentre occupano una trincea tedesca nell'area di Anzio il 22 maggio 1944

### Lo sfondamento della Linea Gustav
A maggio del 1944, il VI Corpo d'Armata statunitense fu rinforzato fino a raggiungere le sette divisioni. Dopodiché ebbe inizio l'Operazione Diadem, un'azione di concerto degli Alleati che prevedeva attacchi sia lungo la Linea Gustav sia dalla testa di ponte di Anzio. Infine, i tedeschi cedettero.
Il fronte fu quindi riorganizzato. Al V Corpo d'Armata britannico venne assegnata l'area adriatica, ma il resto dell'8ª Armata fu concentrato sugli Appennini in previsione della presa di Roma. Il fronte della 5ª Armata statunitense fu quindi ridotto e il X Corpo britannico fu riassegnato all'8ª Armata. Per prendere il comune di Cassino e l'abbazia furono necessarie diverse battaglie in cui furono coinvolti prevalentemente indiani, neozelandesi e polacchi. Con il passare dei giorni, il ruolo centrale di Montecassino scemò, con la linea del fronte che si spostava altrove, soprattutto sui fianchi del pendio anche grazie alle azioni di guerra montana eseguite dal Corpo di spedizione francese.
Le forze britanniche non furono impiegate sempre bene nell'Operazione Diadem. Oliver Leese, comandante dell'8ª Armata, commise un grosso errore inviando il XIII Corpo d'Armata pesantemente meccanizzato a risalire la valle del Liri verso Roma, causando un enorme ingorgo. Ciò, sommato ad altri errori commessi dagli statunitensi, permise ai tedeschi di sfuggire all'accerchiamento e riorganizzarsi a nord, tra l'Emilia-Romagna e la Toscana.
Nonostante tutto, Roma cadde il 5 giugno 1944 e l'inseguimento dei tedeschi continuò verso l'Italia settentrionale.

### La Linea Gotica e la vittoria in Italia

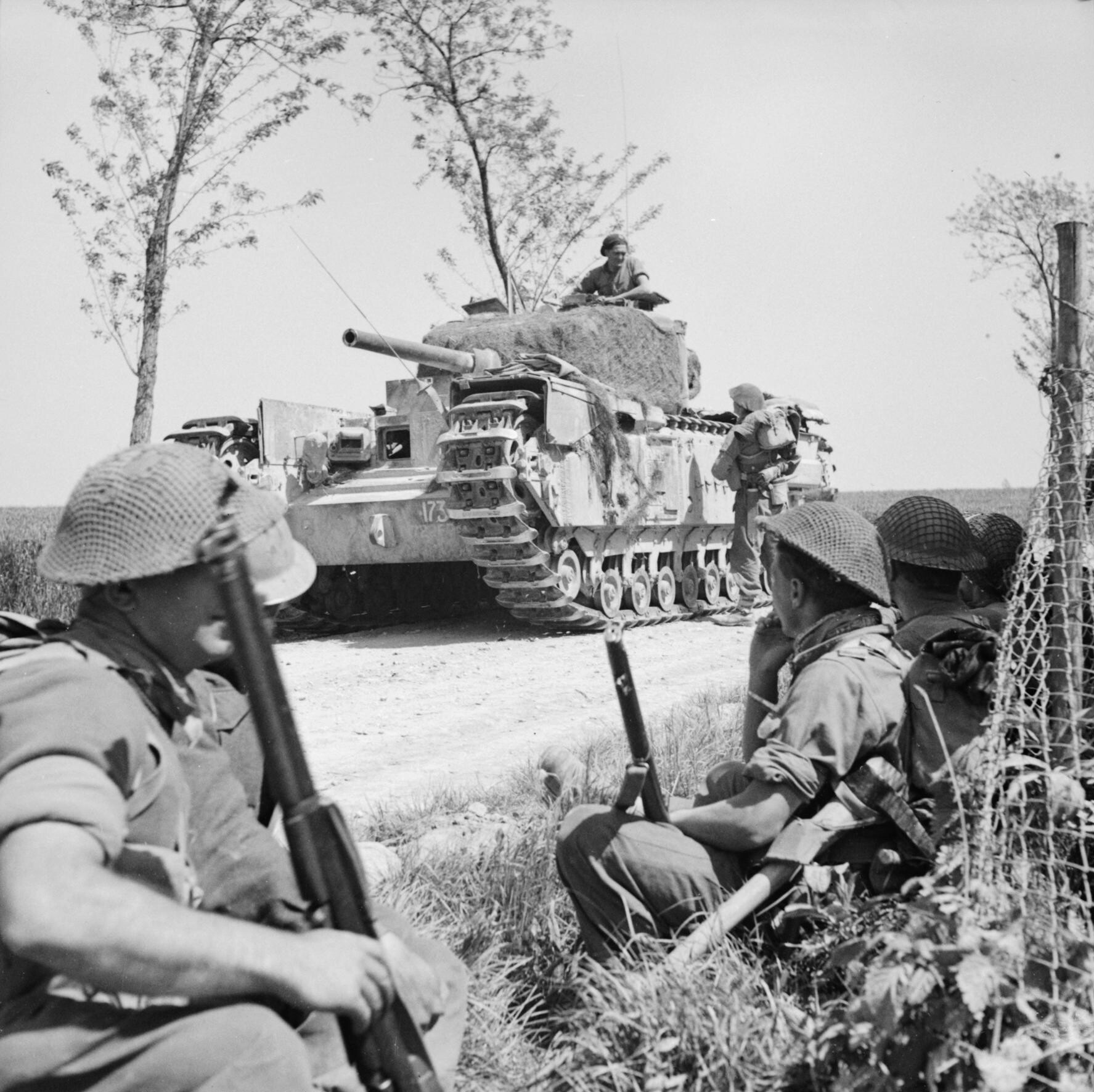
Un carro Churchill della 56ª Divisione London in avanzata verso il Po nell'aprile 1945

A fine agosto del 1944, la linea del fronte risalì fino a raggiungere Pisa e Pesaro sui due versanti opposti della penisola, dove l'avanzata fu fermata, come avvenne l'anno precedente, lungo una serie di difese preparate dai tedeschi chiamata Linea Gotica. Lo schieramento delle forze alleate era mutato nuovamente, con parte di esse inviate nella Francia meridionale nell'Operazione Dragoon. L'8ª Armata britannica si ritrovava quindi formata dal I Corpo canadese, dal II Corpo polacco e dal V, X e XIII Corpo d'Armata britannici, con l'ultimo temporaneamente al comando della 5ª Armata statunitense.
Tra agosto e dicembre, l'armata fece progressi molto lenti lungo la costa adriatica. Il Corpo polacco però riuscì a catturare Ancona, il cui porto permise di accorciare di molto la linea dei rifornimenti. Grazie a ciò, gli Alleati poterono prefissarsi di aprire una via per la Pianura Padana entro la fine dell'anno. Tuttavia, i britannici non andarono oltre le valli di Comacchio, con i tedeschi che tenevano il saliente a ovest, mentre sull'altro lato della penisola gli statunitensi si ritrovarono anch'essi bloccati sui passi appenninici.
Con l'anno nuovo, le operazioni furono interrotte per il sopraggiungere dell'inverno e gli unici movimenti furono del I Corpo canadese, inviato in Francia a supporto della connazionale 1ª Armata. L'offensiva successiva, che doveva essere anche l'ultima della campagna, era prevista per l'aprile 1945 e a condurre l'attacco principale sarebbe stata l'8ª Armata. Prima dell'assalto britannico, la 5ª Armata statunitense avrebbe attirato l'attenzione dei tedeschi con un finto attacco, che avrebbe richiesto un notevole sforzo logistico.
Il 2 aprile 1945, iniziò l'attacco e sin da subito i britannici avanzarono lentamente, tanto che il 20 aprile Bologna era ancora in mani tedesche e per superare le valli di Comacchio fu necessario una manovra anfibia. I tedeschi, però, erano sul punto di cedere e, nei dieci giorni successivi, iniziarono ad arrendersi o si ritrovarono spinti sempre più verso il Po, ridotti oramai in gruppi disomogenei e privi di equipaggiamento pesante.
Il 28 aprile, Mussolini e un gruppo di circa quindici fascisti furono catturati dai partigiani italiani mentre tentavano la fuga in Svizzera. Furono tutti fucilati e i loro corpi messi in mostra in piazza a Milano, città liberata dai partigiani stessi tre giorni prima. Il giorno seguente, il generale Rodolfo Graziani consegnò agli Alleati la resa dell'Armata Liguria, l'esercito della Repubblica Sociale Italiana.
A maggio, l'avanzata fu molto più rapida. Gli statunitensi dilagarono nell'area dell'alta valle del Po e liberarono Genova, i polacchi presero Bologna mentre le forze britanniche si riversarono nella Pianura Padano-veneta raggiungendo poi il confine con l'Austria e la Jugoslavia. Il 2 maggio le forze tedesche in Italia si erano ufficialmente arrese e sei giorni dopo la Germania avrebbe fatto altrettanto.

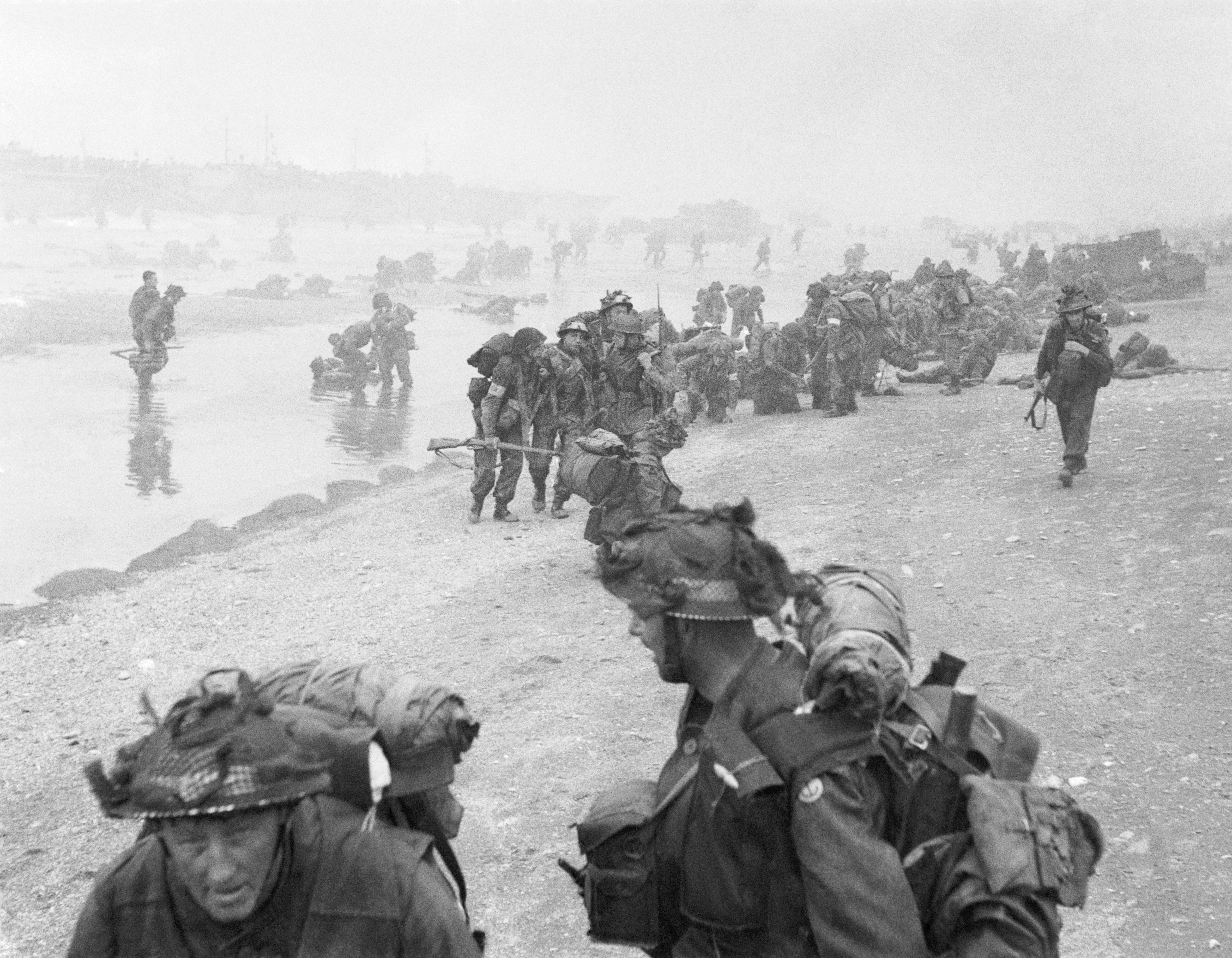
Forze britanniche della 3ª Divisione di fanteria il 6 giugno 1944

## Il fronte occidentale

### L'invasione della Normandia
Lo sbarco in Normandia, la più vasta operazione militare anfibia della storia, ebbe luogo il 6 giugno 1944. Tutte le forze in campo erano agli ordini del comandante britannico Bernard Montgomery, il cui piano prevedeva l'impiego di cinque divisioni giunte via mare e tre paracadutate o atterrate con degli alianti nell'entroterra. Per i britannici furono scelte la 6ª Divisione aviotrasportata, la 3ª Divisione di fanteria (Sword Beach), la 50ª Divisione di fanteria Northumbrian (Gold Beach), l'8ª Brigata corazzata (Gold Beach) e il Commando n.º 48 sbarcato con la 3ª Divisione di fanteria canadese (Juno Beach). Le forze rimanenti appartenevano all'Esercito degli Stati Uniti.
Ai britannici fu assegnata l'area orientale della testa di ponte, con la divisione aviotrasportata lanciata a est per proteggere il fianco dell'invasione e che fu anche la prima unità alleata ad entrare in azione in Francia. L'Inghilterra meridionale fu la base operativa e logistica per l'invasione e i britannici sfruttarono appieno la loro superiore flotta navale, tanto che circa l'80% delle navi da guerra o da trasporto truppe appartenevano alla Royal Navy. Le forze aree erano state suddivise più equamente tra britannici e statunitensi. Il Coastal Command sorvolò assiduamente il Canale della Manica in cerca di vascelli tedeschi, il Bomber Command colpì le linee comunicazioni in Francia per diversi mesi in modo da paralizzare le truppe occupanti, mentre il Fighter Command, dal giorno dello sbarco, assicurò la superiorità aerea sulla testa di ponte.
La maggior parte degli obiettivi prestabiliti per il primo giorno non furono però raggiunti, tuttavia la testa di ponte era ben salda e gradualmente l'offensiva iniziò a trarre i suoi frutti, vedendo il primo successo con la presa di Cherbourg da parte degli statunitensi. A est, l'obiettivo principale rimaneva ancora la città di Caen, divenuta roccaforte dei tedeschi e che i britannici faticarono molto a prendere, riuscendovi solo a luglio con l'Operazione Goodwood.

#### Le controversie sull'operato di Montgomery

Un soldato britannico mentre aiuta una donna anziana nella Caen liberata, il 10 luglio 1944

Dopo la guerra, Montgomery affermò che la battaglia di Normandia procedette in gran parte come lui l'aveva pianificata nella scuola di St. Paul a Fulham in accordo con gli altri generali, tra cui gli statunitensi Dwight Eisenhower e Omar Bradley. Eisenhower stesso, nelle sue memorie Crusade in Europe, scritte a tre anni di distanza dalla fine del conflitto, disse che il piano "non fu mai abbandonato, neppure momentaneamente, durante la campagna". Esso prevedeva che i britannici ingaggiassero, trattenessero e distruggessero le unità corazzate tedesche a est, senza avanzare prima che le forze statunitensi a ovest, in un'area meno difesa, avessero portato a termine l'Operazione Cobra.
Montgomery non rimarcò eccessivamente con i suoi uomini alcuni punti del piano, per timore di abbassare il loro morale, dovendo essi fronteggiare divisioni corazzate tedesche veterane e con il solo scopo di tenerle occupate per permettere agli statunitensi di aprirsi la via per la Francia centro-occidentale e aggirare i tedeschi in direzione di Parigi. Montgomery infatti era ben conscio che un morale alto incrementava le performance delle truppe sul campo di battaglia, in particolare di quelle composte da soldati non di professione. A questo influì anche un vasto utilizzo di veicoli e carri armati tra le truppe britanniche e canadesi, tanto da trarre l'attenzione di Churchill che chiese a Montgomery come mai fossero necessari tutti quei veicoli per unità di fanteria, poiché richiedevano un dispendio di risorse e uomini per le operazioni logistiche che sarebbero potuti essere impiegati in combattimento. Il generale rispose semplicemente che quei veicoli erano necessari e che si sarebbe dimesso se fossero state fatte ulteriori indagini sul tale argomento. Successivamente, ebbe a dire che Eisenhower, nonostante avesse approvato il piano, non lo aveva compreso appieno nel dettaglio. Il generale Bradley invece comprese in pieno i suoi intenti e confermò le sue intenzioni originali, scrivendo:
(Biografia di Bernard Montgomery, p. 68.)
Dopo la guerra, diversi autori statunitensi ritennero che le capacità di Montgomery come generale non fossero adeguate e che la campagna in Normandia dovette essere affrontata diversamente da come pianificato poiché Montgomery stesso promise più di quanto avrebbe potuto ottenere. In particolare, ciò sarebbe dovuto all'attitudine britannica a non espandere il proprio fronte in modo sufficientemente aggressivo. Lo storico e ufficiale militare Stephen Hart, studiando gli eventi riguardanti il 21º Gruppo d'Armate, scoprì che l'attenzione di Montgomery nel subire meno perdite possibili era di primaria importanza nella sua condotta operativa, poiché ciò si traduceva nel mantenimento di un morale elevato e quindi di un'alta performance in combattimento, soprattutto per chi non era un soldato di professione, ossia la maggior parte dei suoi uomini. Hart conclude quindi ritenendo Montgomery il più competente generale britannico sul fronte europeo, dato che egli comprendeva benissimo la situazione dei suoi uomini: la sua preoccupazione sul morale delle unità era più che legittimo alla luce dei problemi di organico della fanteria, dovuti alla necessità di concentrare le forze sulle unità corazzate, per poter contrastare la superiorità della controparte tedesca.

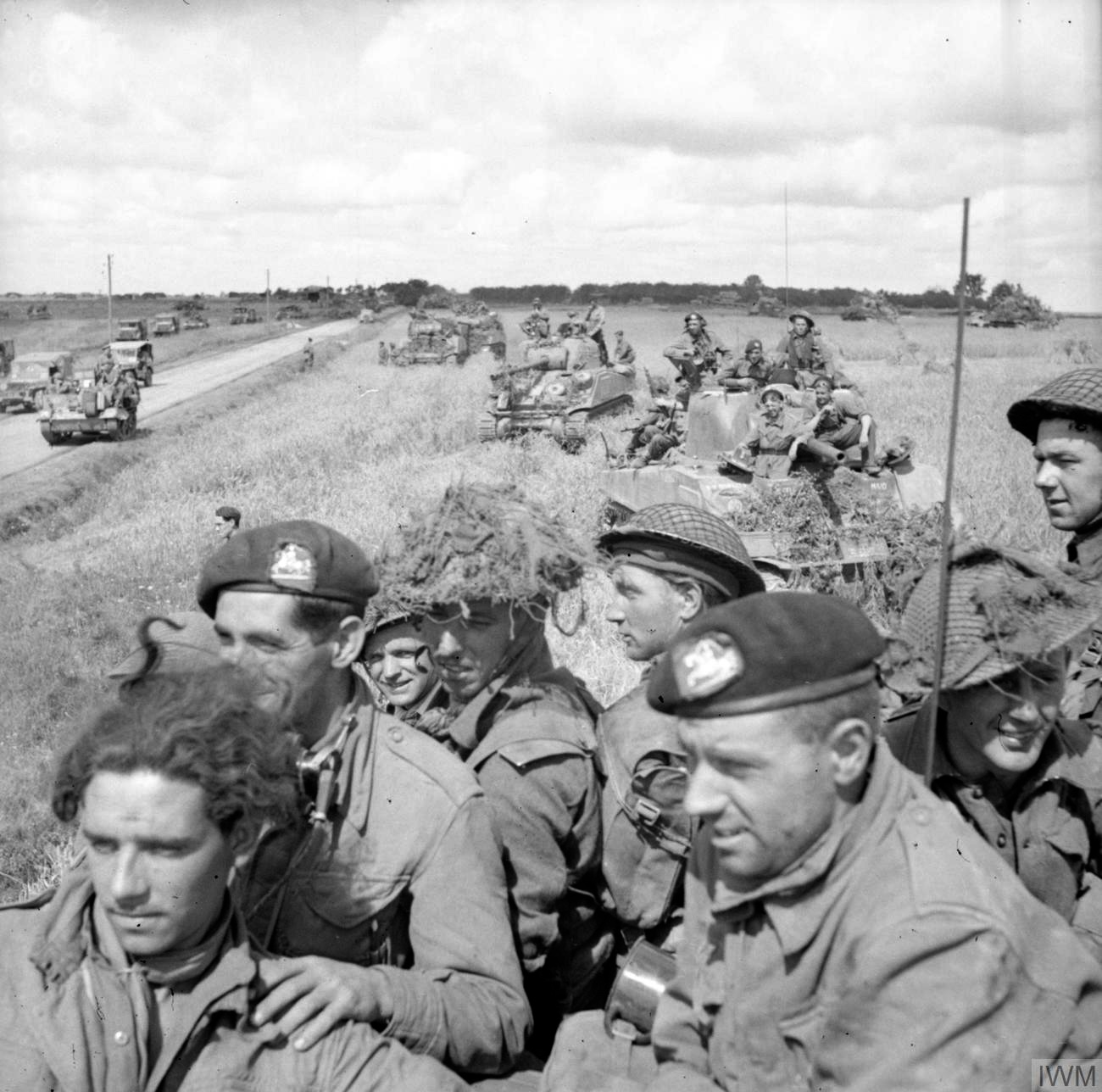
Truppe britanniche vicino ad Argentan il 21 agosto 1944

### La liberazione della Francia
Le operazioni britanniche e canadesi contro le forze corazzate tedesche nella Normandia orientale permisero agli statunitensi di aprirsi la strada, a fine luglio 1944, uscendo dalla Normandia occidentale e dilagando nel resto della Francia. La manovra statunitense avrebbe accerchiato le restanti unità tedesche in Normandia, così Hitler ordinò di attaccare la sottile striscia di territorio, apparentemente vulnerabile, lungo la costa normanna tra la 1ª e la 3ª Armata degli Stati Uniti.
Tuttavia, mentre gli statunitensi si muovevano a sud, britannici, canadesi e polacchi tennero impegnati i tedeschi pressandoli da nord. Si andò così a formare una sacca che si chiuse a sud di Falaise, in cui si ritrovarono intrappolati 150 000 soldati tedeschi, dopo che altri 60 000 erano rimasti vittime degli scontri, in particolare durante la tentata ritirata per evitare l'accerchiamento.
Come da accordi antecedenti l'invasione, il generale Eisenhower prese il comando generale delle truppe di terra da Montgomery il 1º settembre, con quest'ultimo che rimaneva comunque alla guida del 21º Gruppo d'Armate britannico, a cui erano aggregate anche le unità canadesi e polacche.
Dopo la chiusura della sacca di Falaise, i tedeschi quasi non opposero ulteriore resistenza in Francia, con le forze britanniche che poterono così avanzare rapidamente verso est raggiungendo il Belgio il 2 settembre, mentre gli statunitensi puntarono soprattutto a ovest, sulla costa atlantica. Sempre gli americani entrarono a Parigi a fine agosto assieme alle forze della Francia libera di Charles de Gaulle. Per la fine di settembre quasi tutta la Francia era stata liberata.
A questo punto, gli Alleati furono colti da un problema logistico poiché i rifornimenti giungevano tutti esclusivamente dalla Normandia. Le linee di rifornimento, ormai al limite, non erano più in grado di sostenere l'avanzata impetuosa degli statunitensi, che componevano la maggioranza delle forze alleate, e il fronte dovette quindi arrestarsi in Belgio e Lorena. Di fronte a ciò, i generali alleati discussero molto su quale strategia adottare per proseguire l'avanzata e portare il conflitto in territorio tedesco.

### L'invasione della Francia meridionale
L'Operazioe Dragoon, l'invasione della Francia meridionale nell'agosto 1944, vide quasi esclusivamente l'impiego di forze franco-statunitensi, con i britannici ad occuparsi del supporto aeronavale alla testa di ponte. L'unica unità di terra britannica che vi prese parte fu la 2ª Brigata paracadutista indipendente. Gli Alleati sbarcarono senza troppe difficoltà e raggiunsero velocemente gli obiettivi, collegandosi poi con le truppe provenienti da nord. Il rapido successo permise ai britannici di ridispiegare i paracadutisti in Grecia, dov'era scoppiata una guerra civile, a supporto del fronte democratico filo-occidentale.

### L'Operazione Market-Garden

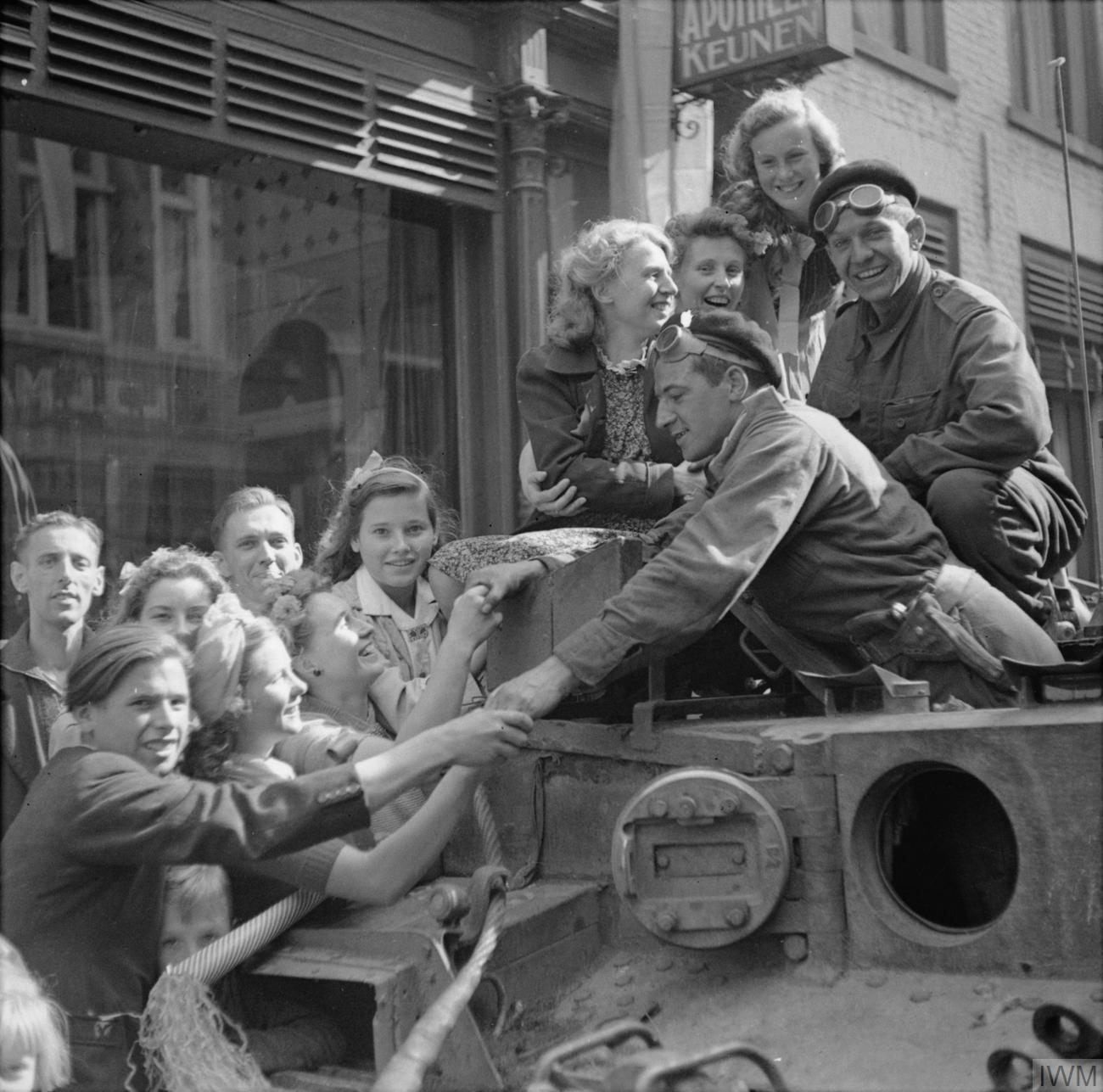
Carristi britannici accolti dagli abitanti di Eindhoven il 19 settembre 1944

Montgomery e Eisenhower discussero se fosse meglio un'avanzata lungo tutto il fronte o concentrare le forze in un'area specifica e spingere da lì sulla linea tedesca. Gli statunitensi preferivano la prima, mentre i britannici la seconda, resa però temporaneamente impossibile a causa dei problemi logistici. Montgomery perciò ideò l'Operazione Market-Garden, da eseguire lungo una stretta porzione del fronte. Il piano del generale britannico era di paracadutare truppe nei Paesi Bassi con il compito di prendere i ponti sui vari fiumi che attraversano il paese; successivamente, una colonna corazzata avrebbe raggiunto i paracadutisti nei vari punti strategici, per poi entrare in Germania.
I paracadutisti statunitensi si lanciarono poco a nord delle linee alleate, mentre la 1ª Divisione paracadutista britannica e la 1ª Brigata paracadutista indipendente polacca avevano come obiettivo l'area attorno ad Arnhem. Tutti i ponti furono presi il primo giorno dell'operazione, ad eccezione del ponte di Nimega, che causò due giorni di ritardo, dopo i quali la situazione divenne critica per gli Alleati. Il XXX Corpo d'Armata britannico, che formava la colonna corazzata, avanzò lungo una singola strada, causando una congestione del traffico quando dovette fermarsi poco oltre Nimega, vicino al ponte non ancora conquistato. I tedeschi, alla vista della colonna, reagirono velocemente attaccandola da entrambi i lati. I corazzati dovettero quindi prendere loro il ponte e il tempo perso impedì loro di raggiungere Arnhem prima della resa dei paracadutisti.
La 1ª Divisione paracadutista aveva tenuto il ponte di Arnhem per quattro giorni e per nove giorni resistettero oltre il fiume Reno, prima di ritirarsi con il favore delle tenebre. Degli oltre 10 000 uomini lanciatisi su Arnhem, solo 2 000 riattraversarono il Reno e la divisione non fu più riformata prima del termine della guerra. A seguito della battaglia, il fronte alleato occupò il fianco del saliente di Arnhem per completare l'avvicinamento al Reno anche in quel settore.

### Il porto di Anversa
In seguito a Market Garden, fu preso anche il grande porto di Anversa. Tuttavia, la città e il suo porto si trovano all'inizio dell'estuario del fiume Schelda, perciò prima di poterlo sfruttare per far confluire i rifornimenti si dovette procedere a liberare l'estuario. La sponda meridionale fu presa senza difficoltà da canadesi e polacchi, ma l'isola strategica di Walcheren, situata nella parte settentrionale di Anversa, rimase in mani tedesche.
Furono così bombardate le dighe e gli argini a Westkapelle, Veere e Flessinga, nel tentativo di inondare l'isola. A fine autunno 1944, nell'ultima operazione anfibia di rilievo della guerra in Europa, le truppe canadesi e i commando britannici conquistarono Walcheren, liberando la rotta marittima per Anversa e conseguentemente risolvendo i problemi logistici degli Alleati.

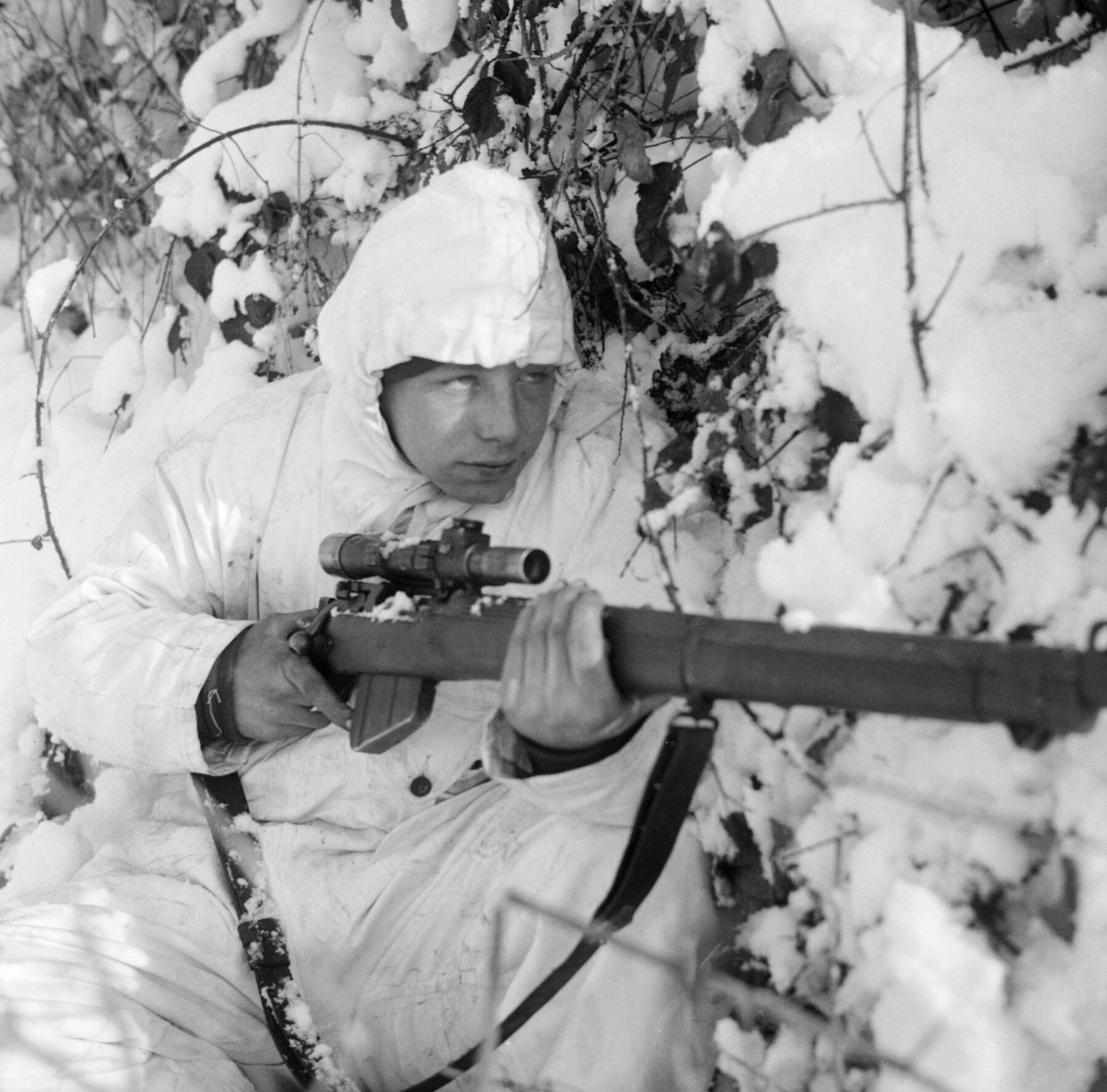
Un tiratore scelto dei paracadutisti britannici nelle Ardenne il 14 gennaio 1945

### L'ultima offensiva tedesca
Nel dicembre 1944, la strategia alleata cambiò nuovamente e fu deciso di conquistare la Renania a ovest del fiume Reno, da cui poi penetrare in massa in Germania. Prima che questo piano potesse essere attuato, i tedeschi contrattaccarono cogliendo di sorpresa gli Alleati.
A dicembre, infatti, l'Esercito tedesco aveva dato il via alla sua ultima operazione militare, l'Offensiva delle Ardenne. Tentando di bissare il successo ottenuto nel 1940, le forze tedesche si lanciarono attraverso le Ardenne e nuovamente, come quattro anni prima, si trovarono di fronte formazioni relativamente deboli; in quello che doveva essere un'area del fronte quieta, erano infatti state stanziate unità statunitensi nuove alla guerra o esauste dai combattimenti. I tedeschi avevano programmato di attaccare con il brutto tempo poiché, sempre rispetto al 1940, la superiorità aerea non era più loro ma degli Alleati, i quali poterono usufruirne ben presto, grazie a un rapido cambiamento atmosferico che sgomberò il cielo dalle nubi basse.
Le contromisure attuate per contenere l'avanzata tedesca videro principalmente la 3ª Armata e la 9ª Armata statunitensi ruotare di novanta gradi per affrontare la penetrazione tedesca. Questa proiezione all'interno dei territori controllati dagli Alleati tagliò le comunicazioni tra la 1ª e la 9ª Armata statunitensi, a nord, con il quartier generale del 12º Gruppo d'Armate in Francia, a sud, così le due furono passate temporaneamente al 21º Gruppo d'Armate britannico in Belgio, il quale si trovò così ad avere un importante ruolo nel rallentare le manovre tedesche affinché perdessero l'inerzia dell'offensiva. Infine, anche il XXX Corpo d'Armata britannico ebbe un ruolo sul campo per fermare ulteriori avanzate dei tedeschi.
A fine gennaio 1945, il fronte era pressoché tornato alla posizione antecedente l'offensiva e la conquista della Renania poté riprendere; a tale scopo, la 1ª Armata statunitense tornò al 12º Gruppo d'Armate mentre la 9ª Armata rimase agli ordini del 21º Gruppo britannico.

### L'attraversamento del Reno e la resa della Germania

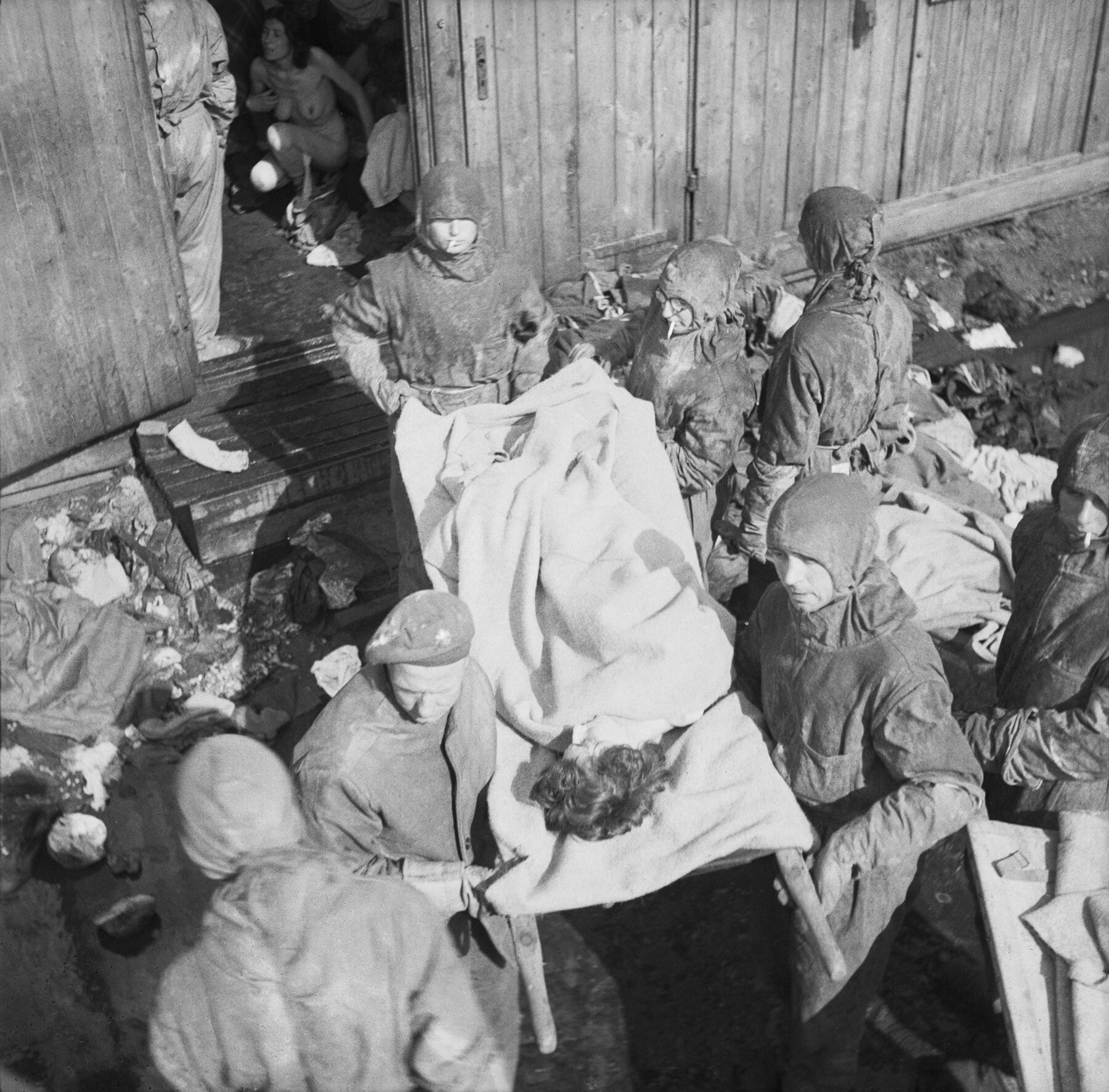
La liberazione del campo di concentramento di Bergen-Belsen nell'aprile 1945

Nel settore di competenza britannica la penultima operazione preliminare all'attraversamento del Reno fu l'Operazione Blackcock, la presa del bacino del fiume Roer per mano del XIII Corpo d'Armata che liberò poi tutta l'area a ovest del Reno nella seconda metà di gennaio del 1945.
Raggiunto il fiume Roer, la 2ª Armata si occupò di interdire i tedeschi sulla sponda opposta, mentre la 9ª e la 1ª Armata iniziarono una manovra a tenaglia, rispettivamente nell'Operazione Grenade e Veritable, per accerchiare le restanti forze tedesche a ovest del Reno. In queste due operazioni le uniche unità britanniche coinvolte furono quelle del XXX Corpo d'Armata, inquadrato nella 1ª Armata.
Al 10 marzo 1945, britannici, canadesi e statunitensi avevano finalmente raggiunto, lungo tutta la linea del fronte, le sponde occidentali del fiume Reno che venne attraversato per la prima volta nel settore settentrionale, quello britannico, il 23 marzo. La 2ª Armata britannica e la 9ª Armata statunitense furono le prime, con quest'ultima impegnata sin da subito nella sacca della Ruhr. La 1ª Armata statunitense, sul fianco destro del settore britannico, attraversò il fiume ai primi di aprile per svoltare poi verso nord e liberare i Paesi Bassi. La 2ª Armata invece si diresse a est puntando direttamente sulla grande pianura della Germania settentrionale, raggiungendo il fiume Ems il 1º aprile e il Weser il 4. Chiusa la sacca della Ruhr, sempre il 4 aprile, la 9ª Armata tornò al comando del 12º Gruppo d'Armate statunitense, mentre il 15 aprile i britannici liberarono il campo di concentramento di Bergen-Belsen.
Al 18 aprile, la 1ª Armata aveva raggiunto la costa nella maggior parte dei Paesi Bassi, isolando le forze tedesche presenti nel paesi dalla Germania, mentre, il giorno seguente, la 2ª Armata raggiunse il fiume Elba. Le uniche manovre eseguite da canadesi e polacchi nei Paesi Bassi fu liberare una porzione di costa dell'isola artificiale di IJsselmeer e un'area ridotta nei pressi di Groninga. Anche buona parte della Frisia tedesca fu presa da canadesi e polacchi mentre i britannici raggiungevano la regione baltica il 2 maggio, fermandosi dove era stato accordato l'incontro con le truppe sovietiche in arrivo da est. La guerra in Europa terminò il 7 maggio e le truppe britanniche furono riorganizzate con l'intento di gestire l'occupazione di una porzione di Germania.

## L'Estremo Oriente
Il teatro del sud-est asiatico include le campagne militari a Hong Kong, in India, Birmania, Thailandia, Indocina, Malesia e Singapore. L'8 dicembre 1941 video l'Impero del Giappone invadere Hong Kong, la Thailandia e la Malesia, partendo da basi in Cina e nell'Indocina francese. In quest'area del mondo le azioni di guerra terminarono ufficialmente il 9 settembre 1945 con la resa del Giappone.

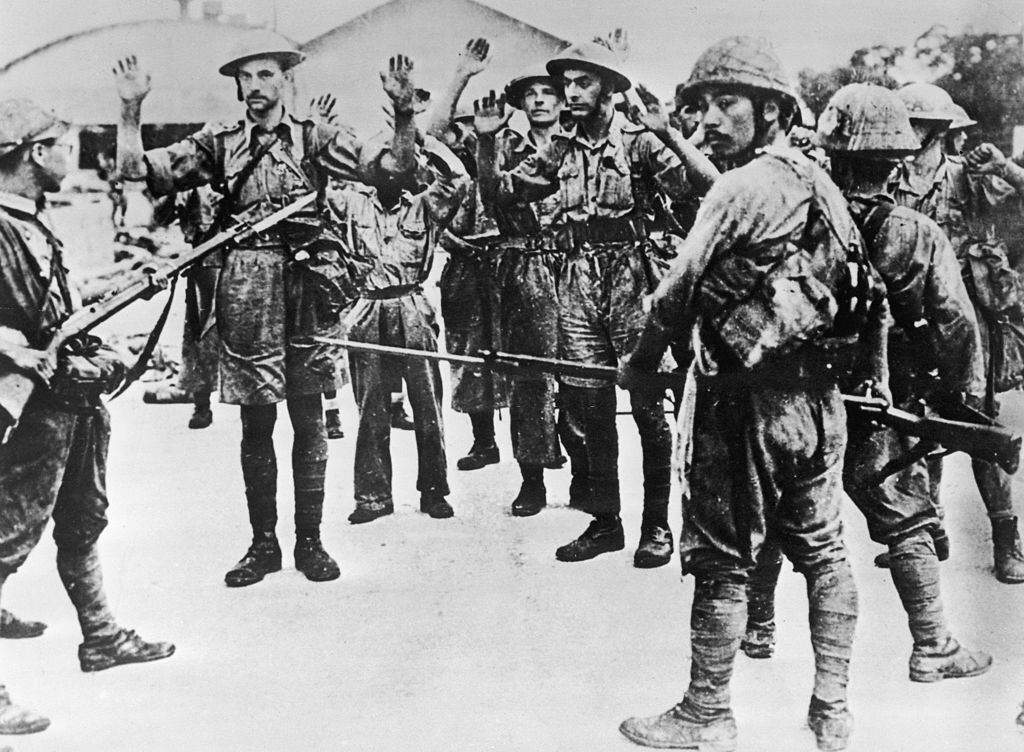
Truppe britanniche del Reggimento Suffolk si arrendono a Singapore

### Il disastro nella penisola malese
Lo scoppio della guerra in Estremo Oriente trovò il Regno Unito in una situazione critica. Le sue forze armate erano deboli in ogni settore quando il Giappone lanciò l'offensiva in Thailandia, Malesia e Hong Kong, l'8 dicembre 1941.
Il 10 dicembre 1941, la prima azione principale che vide i britannici tra i protagonisti fu l'affondamento della HMS Prince of Wales e della HMS Repulse da parte dell'aviazione giapponese. La Prince of Wales era l'ultima nave ammiraglia degli Alleati rimasta nell'Oceano Pacifico dopo il disastro di Pearl Harbor, inoltre le due navi furono le uniche navi da battaglia alleate ad essere affondate nell'intero conflitto, nonché la prima volta che una corazzata veniva affondata da un attacco aereo mentre era in navigazione.
I Giapponesi ottennero così la superiorità navale e la sfruttarono subito portando a compimento sbarchi anfibi mentre avanzavano lungo tutta la penisola malese diretti a Singapore. Gli assalti di terra e dall'aria delle forze giapponesi cancellarono la speranza della RAF di difendere un Singapore ormai difficilmente tenibile. La RAF non aveva a disposizione sufficienti aerei per contrastare i giapponesi, mentre le forze di terra britanniche, indiane e australiane, superiori per numero, erano mal preparate e mal guidate. Esse erano suddivise in gruppi troppo piccoli e posizionati male per contrastare le tattiche giapponesi di aggiramento attraverso la giungla, tanto che, per diverse settimane, gli Alleati cedettero terreno costantemente.
Ad inizio 1942, Singapore era gravemente impreparata per l'assalto che sopraggiunse. Le difese della città erano state lasciate a sé stesse durante la carestia degli anni '30 e, nei primi anni di guerra, il Regno Unito si era concentrato soprattutto contro tedeschi e italiani. La colonia era guidata da un governatore che non desiderava inimicarsi la popolazione civile, a tal punto da rifiutarsi persino di preparare le difese prima dell'arrivo dei giapponesi.
A seguito degli sbarchi giapponese nell'area di Singapore, vi furono scontri armati per diversi giorni con gli Alleati che gradualmente furono chiusi in una piccola sacca sull'isola della città. Il 15 febbraio 1942, il generale Arthur Percival si arrese con i suoi 80 000 uomini, l'ultima resa di massa di soldati britannici nella storia. Alcuni aerei riuscirono a fuggire sull'isola di Sumatra e di Giava, ma ben presto anche quelle isole caddero in mani giapponesi, costringendoli a ripiegare in India e Sri Lanka.

### La campagna della Birmania
Alla campagna di Birmania presero parte forze del Commonwealth britannico, della Cina e degli Stati Uniti contro giapponesi, thailandesi e nazionalisti indiani inquadrati nell'Esercito nazionale indiano. Le forze del Commonwealth erano principalmente britanniche, indiane, pakistane, bengalesi, africane e nepalesi, i Gurkha. Le forze aeronavali invece provenivano da Regno Unito, India, Australia, Nuova Zelanda e Canada.

#### La caduta della Birmania
In Birmania, i giapponesi attaccarono nel gennaio 1942, ma non fecero progressi fino alla caduta della Malesia, il 31 di gennaio e di Singapore, pochi giorni dopo. Con il controllo della penisola malese, i giapponesi poterono inviare velivoli in Birmania per raggiungere la superiorità aerea nella regione.
Il primo assalto aereo nipponico ebbe come obiettivo la capitale Yangon, il principale porto birmano che offriva una base logistica agli Alleati. L'attacco fu facilmente respinto, grazie all'arrivo dei volontari statunitensi, chiamati Tigri Volanti, in supporto alle deboli unità della RAF. Con l'aumento d'intensità degli attacchi giapponesi, le forze aeree alleate faticarono sempre più a rispondere agli assalti e la situazione cominciò ad essere insostenibile.
A fine marzo, i giapponesi aveva diviso le forze britanniche in due, Yangon venne evacuata e il porto demolito, nonostante la guarnigione britannica avesse attaccato le linee giapponesi favorita da un errore di comando dei nipponici. Il comandante britannico in Birmania, il generale Thomas Jacomb Hutton, fu rimosso dal comando poco dopo la caduta della città e sostituito con il generale Harold Alexander. Persa Yangon, non vi erano più le condizioni logistiche per mantenere una corposa forza combattiva in Birmania, a cui si aggiungevano comunicazioni disastrose via terra, condizioni molto rischiose in mare e comunicazioni aeree fuori discussione per mancanza di velivoli da trasporto.
Anche i rapporti con i cinesi furono problematici, infatti Chiang Kai-shek non spiccava in stratega militare, l'Esercito cinese aveva gravi carenze di leadership e gli ordini venivano eseguiti solamente se dati direttamente da Chiang. Ai cinesi inoltre mancavano i mezzi per combattere una vera guerra moderna.
Oltre alla superiorità giapponese in termini di addestramento ed esperienza, i problemi di comando britannici danneggiarono nella fase iniziale l'andamento della campagna di Birmania. La 1ª Divisione birmana e la 17ª Divisione indiana, le principali unità che contrastarono i giapponesi in avanzata, erano agli ordini del quartier generale dell'Esercito birmano, al comando di Hutton. Già prima della guerra, l'Esercito birmano era passato di comando in comando, prima indiano sin dal 1937, poi dell'ABDA con base a Giava, per tornare al comando indiano quando l'ABDA fu smantellato in seguito alla caduta dell'isola indonesiana. Gli indiani mantennero il comando finché nel 1943 non venne formato il Comando del sud-est asiatico, a cui seguì la formazione di diversi quartieri generali di corpo d'armata che facilitarono le comunicazioni tra le unità. Venne inoltre formata una forza chiamata Burcorps agli ordini del generale William Slim, che poi divenne il comandante della 14ª Armata britannica.
Nonostante i cambiamenti approntati, il Burcorps continuò a ritirarsi costantemente, subendo perdite quasi disastrose, ma giungendo in India nel maggio 1942, giusto all'inizio del periodo dei monsoni, quando furono inviati nelle retrovie per recuperare le forze. Se fossero rimasti in Birmania, con l'arrivo dei monsoni non avrebbero più ricevuto rifornimenti e con tutta probabilità sarebbero stati annientati dai giapponesi.

#### La situazione di stallo

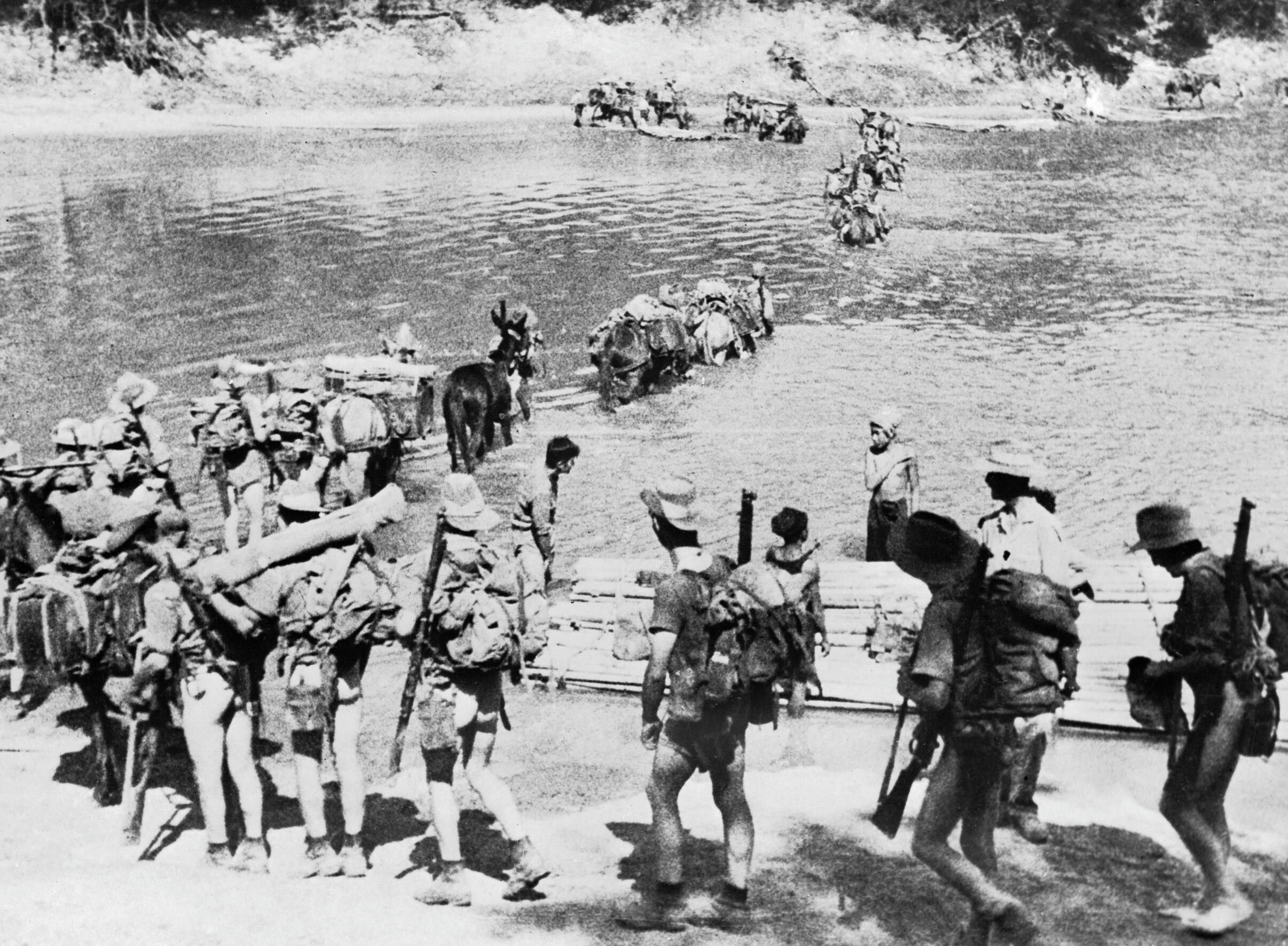
Chindits mentre attraversano un fiume in Birmania nel 1943

Quasi non vi furono operazioni militari sul fronte birmano per il resto del 1942 e per quasi tutto il 1943. Il Regno Unito poteva sostenere solo tre campagne militari attive e, in aggiunta al fronte dell'Africa Orientale, un'offensiva sia in Medio Oriente che in Estremo Oriente non era possibile per mancanza di risorse. La priorità fu data al fronte nordafricano, più vicino al nemico ritenuto più pericoloso per la loro sopravvivenza, ossia la Germania.
Durante la stagione secca tra il 1942 e il 1943, furono comunque organizzate due operazioni. La prima fu un'offensiva su scala ridotta nella regione birmana di Arakan, la regione settentrionale lungo la costa, nel golfo del Bengala, attraversata da diversi corsi d'acqua. L'offensiva fallì nettamente, a causa di difficoltà logistiche, di comunicazione e di comando, affrontando inoltre un nemico ancora superiore.
Il secondo attacco fu molto più controverso e venne condotto dalla 77ª Brigata di fanteria indiana, i Chindits. Agli ordini di Orde Wingate, nel 1944 i Chindits penetrarono in profondità dietro le linee nemiche, nel tentativo di ottenere informazioni d'intelligence, di danneggiare le comunicazioni giapponesi e di causare confusione tra le loro linee. L'operazione era stata ideata come parte di un'offensiva su vasta scala, che fu però annullata a causa di manca di rifornimenti.
Circa 3 000 uomini entrarono in Birmania, ma solo due terzi fecero ritorno, molti dei quali malati e in condizioni fisiche terribili. Nonostante avessero raggiunto i loro obiettivi, il contributo principale dei Chindits alla guerra fu la dimostrazione che era possibile rifornire con lanci aerei delle truppe anche nel profondo di una giungla. Secondo alcuni, inoltre, la presenza dei Chindits spinse i giapponesi all'offensiva, invece di tenere salde le posizioni ottenute e sfruttare un'eventuale controffensiva. Questo cambiamento di strategia si dimostrerà fatale per i giapponesi in Birmania.

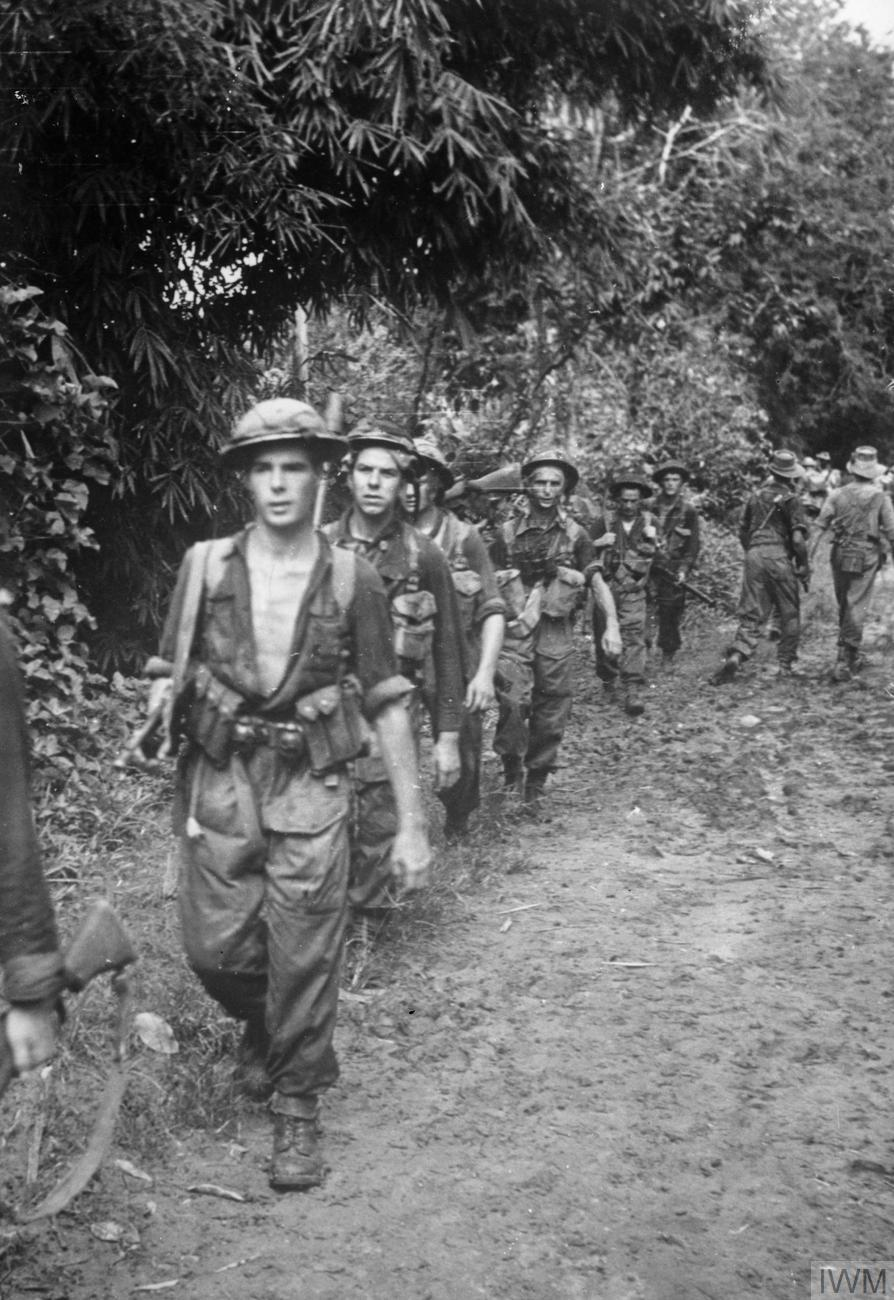
Truppe britanniche nella giungla, 1944

#### L'offensiva giapponese in India
Con l'arrivo del periodo secco tra il 1943 e il 1944, entrambi gli schieramenti prepararono un'offensiva, con la 14ª Armata britannica che attaccò poco prima dei giapponesi. Nell'Arakan, ad avanzare fu il XV Corpo d'Armata che venne però fermato, trovandosi quasi sul punto di essere annientato da un'eventuale contrattacco giapponese. Contrariamente a quanto avvenuto in precedenza, però, i britannici tennero la linea e ricevettero rifornimenti aerei, come dimostrato possibile con i Chindits. Grazie a ciò, riuscirono ad attaccare nuovamente e sconfiggere duramente i giapponesi al passo Ngakyedauk. Grazie al rifornimento aereo britannico, infatti, la tattica nipponica dell'infiltrazione nella giungla, che prevedeva il dover portare con sé i rifornimenti, con la speranza anche di sottrarne al nemico, divenne totalmente inadatta.
Lungo il centro del fronte, il IV Corpo d'Armata avanzò in territorio birmano, prima di ripiegare a Kohima e Imphal, in Bangladesh, alla notizia di un'imminente offensiva giapponese su vasta scala, la quale quasi tagliò fuori la loro avanguardia. A supporto del IV Corpo d'Armata giunse il XXXIII e i due si prepararono per un lungo assedio presso i due villaggi bengalesi. I giapponesi si lanciarono ripetutamente contro le due posizioni britanniche, nella battaglia di Imphal e di Kohima, ma non riuscirono ad aprirsi una breccia nelle difese, dando il via ad una guerra di logoramento. Contrariamente ai giapponesi, i britannici avevano una buona comunicazione con le retrovie, così infine i primi rimasero senza rifornimenti e subirono pesanti perdite, rompendo in ultimo le linee e ritirandosi di fretta in Birmania, inseguiti dalla 14ª Armata.

#### La liberazione della Birmania

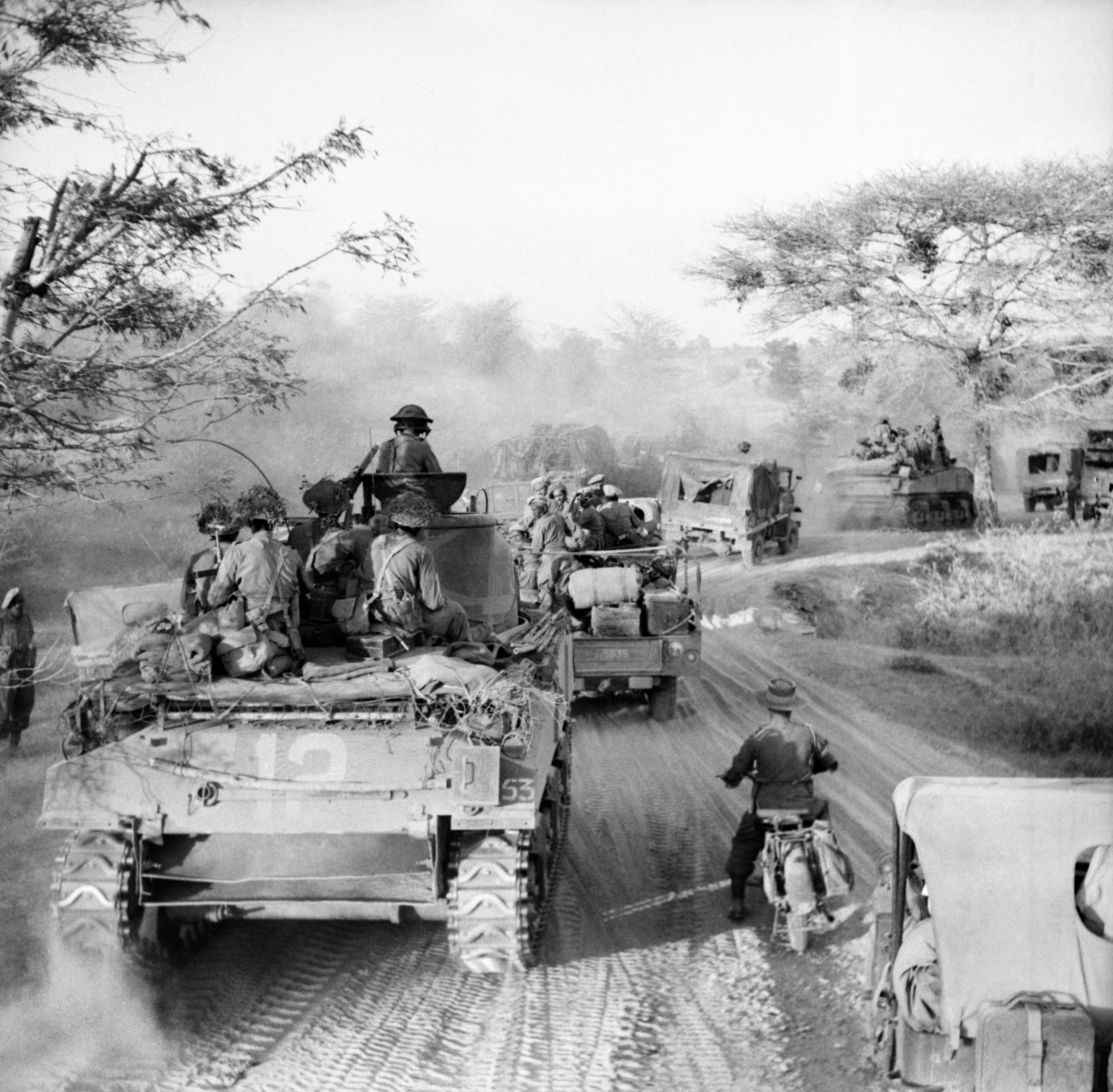
Veicoli e corazzati avanzano verso Meiktila nel marzo 1945

La liberazione della Birmania avvenne tra la fine del 1944 e la prima metà del 1945. Il comando britannico fu riorganizzato nel novembre 1944 e l'11º Gruppo d'Armate fu sostituito con le Forze alleate del sud-est asiatico, a cui venne accorpato il XV Corpo d'Armata.
Alcune delle prime operazioni ebbero luogo nell'Arakan. Per prendere possesso di campi d'aviazione necessari per rifornire la 14ª Armata nel suo attacco al cuore del paese, le due isole Akyab e Ramree dovevano essere conquistate. Akyab era praticamente indifesa e i britannici la presero indisturbati. Ramree invece era protetta da migliaia di giapponesi e la sua cattura durò parecchi giorni. In seguito, il XV Corpo fu in parte smembrato per spostare velivoli da trasporto al rifornimento della 14ª Armata.
L'armata aveva a disposizione il IV e il XXXIII Corpo d'Armata e il piano prevedeva che quest'ultima si avvicinasse a Mandalay, in un diversivo, mentre il IV Corpo avrebbe condotto l'attacco principale prendendo Meiktila e tagliando così le comunicazioni giapponesi. Il piano ebbe successo e le forze giapponesi in Birmania settentrionale furono ridotte a piccoli gruppi sparpagliati nella giungla. I britannici avanzarono così sulla capitale birmana. Presa Yangon nel maggio 1945, forze giapponesi erano ancora presenti in territorio birmano ma di fatto la cattura della capitale si trasformò in una grande operazione di rastrellamento dei rimanenti soldati nipponici.

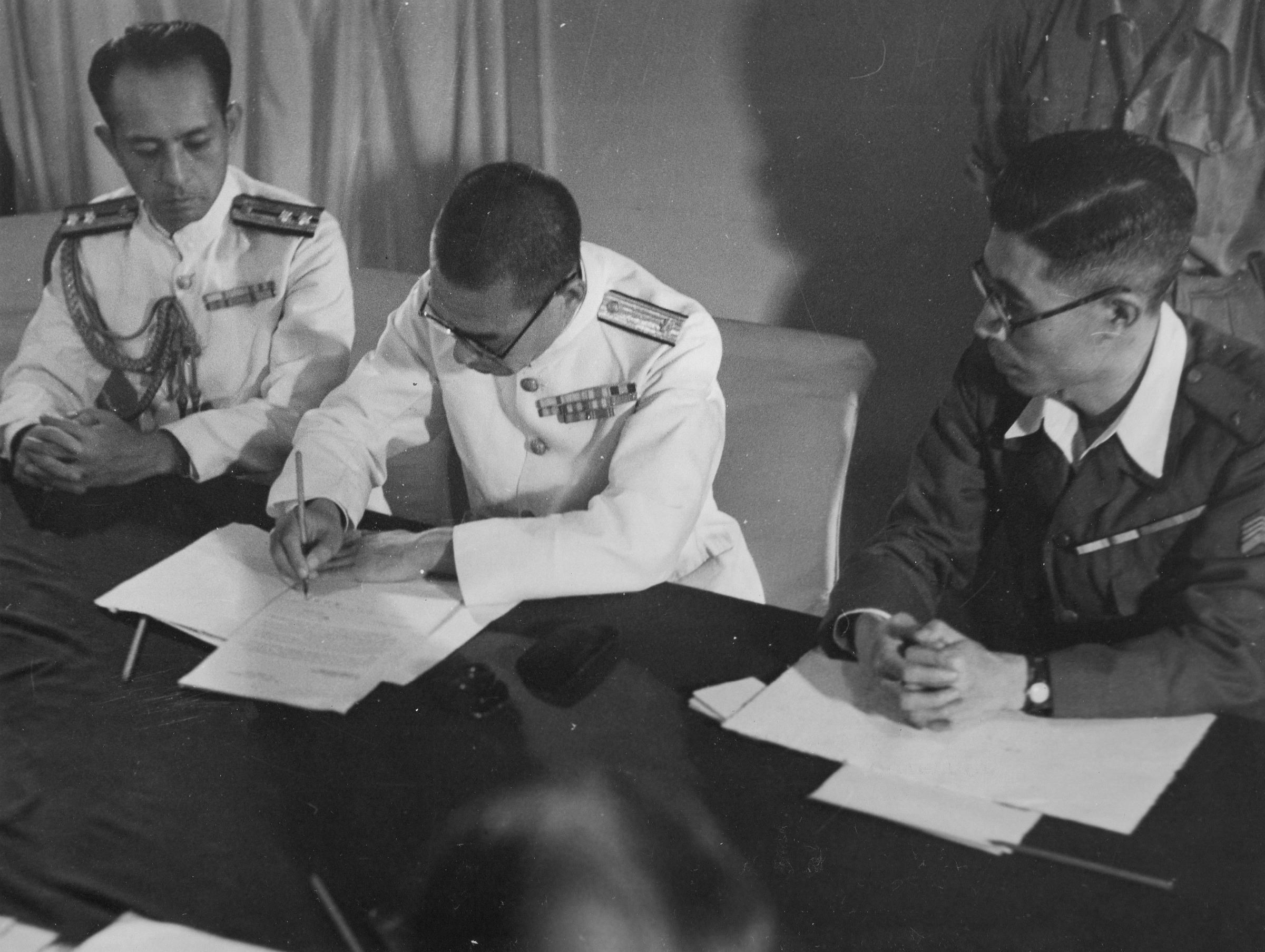
Un ufficiale giapponese firma la resa consegnando la città di Penang a bordo della il 2 settembre 1945

### La liberazione della Malesia
Liberata la Birmania, la successiva campagna puntò alla Malesia. Questa prevedeva un assalto anfibio sulla sosta occidentale della Malesia, l'Operazione Zipper, ma lo sgancio delle bombe atomiche sul Giappone nell'agosto 1945, bloccò tutto. Alcuni sbarchi furono comunque eseguito dopo la capitolazione giapponese del 15 agosto, per garantire un'occupazione rapida della penisola. Con l'Operazione Jurist, Penang fu liberata il 2 settembre 1945, mentre la guarnigione di Singapore si arrese ufficialmente il 12 settembre, dopo l'Operazione Tiderace. Il resto della Malesia fu liberato nelle settimane successive.

### Okinawa e il Giappone

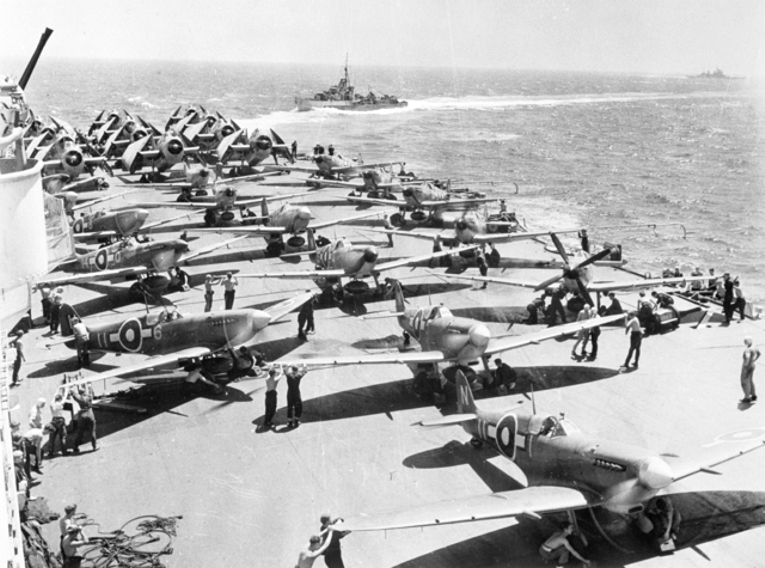
Velivoli delle forze aeree della Royal Navy in fase di preparazione al decollo. Sullo sfondo altre navi da guerra della British Pacific Fleet

Parallelamente alle operazioni in Birmania e Malesia, forze navali britanniche presero parte alla battaglia di Okinawa e alle ultime azioni contro il Giappone. La British Pacific Fleet operò sul fronte di Okinawa come un'unità separata dalle task force statunitensi e il suo compito era di colpire i campi d'aviazione nell'arcipelago di Okinawa e sull'isola di Taiwan, contribuendo al successo dell'invasione.
Diversamente, nelle ultime azioni contro il Giappone le unità navali britanniche operarono come parte integrante della task force statunitense. Quando il Giapponesi firmò la resa, solo una piccola parte della flotta era presente, il resto si era ritirato per preparare la seconda parte dell'Operazione Downfall, la massiccia invasione dell'arcipelago nipponico.

## La guerra in cielo

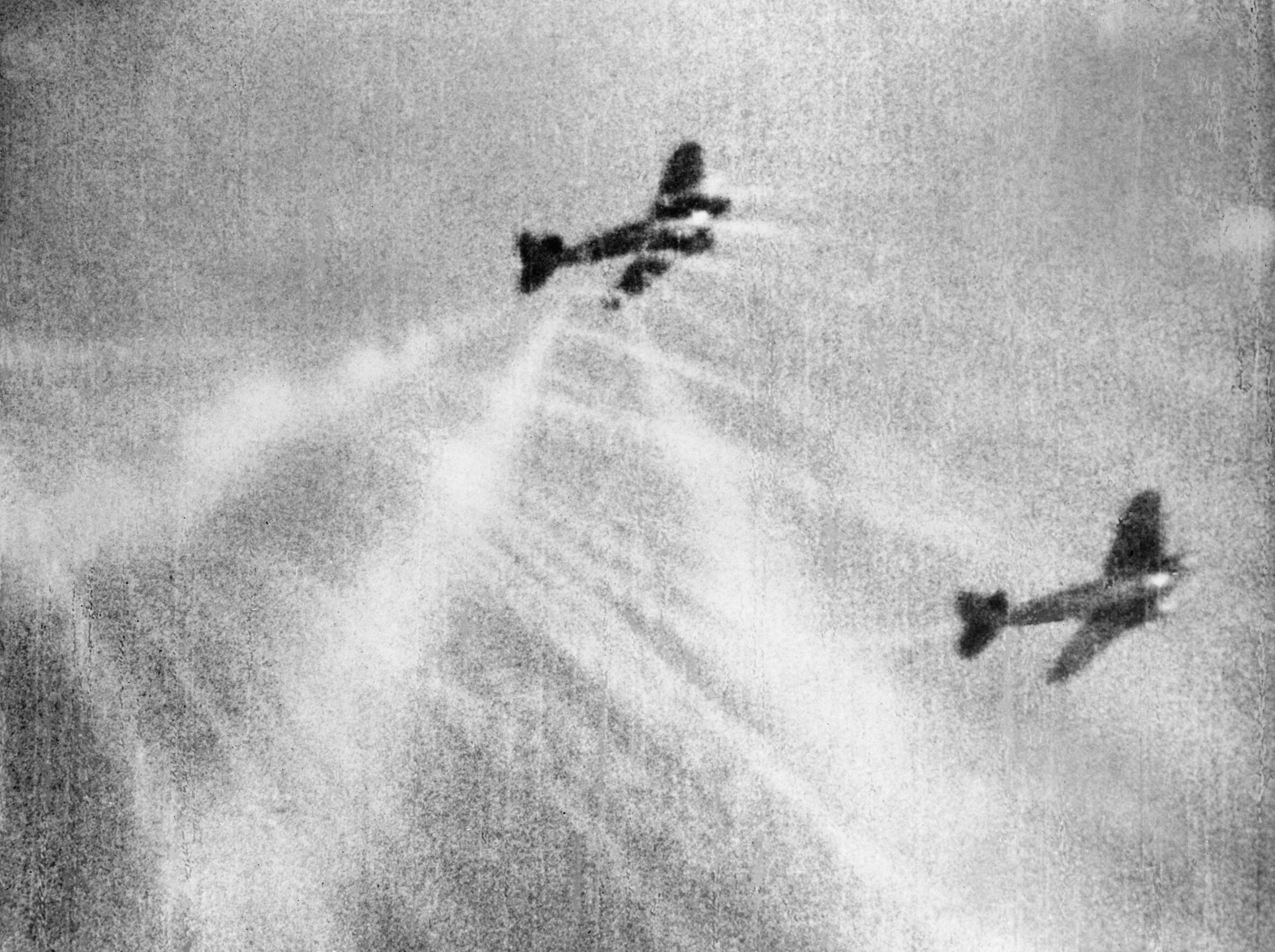
Vista da uno Supermarine Spitfire britannico mentre apre il fuoco su uno Heinkel He 111 tedesco

### La battaglia d'Inghilterra
La battaglia d'Inghilterra dell'autunno 1940 fu conseguenza del tentativo tedesco di prendere il controllo dei cieli sopra l'Inghilterra meridionale per favorire l'Operazione Leone Marino, l'invasione tedesca della Gran Bretagna. La prima fase vide la Luftwaffe colpire le basi della Royal Air Force concentrandosi dapprima sui campi d'aviazione degli aerei da caccia e sulle stazioni radar. Tuttavia, quando i bombardieri britannici, decollati da basi diverse dai caccia, colpirono la città di Berlino, Hitler cercò subito vendetta ordinando che fosse attaccata Londra. Concentrare le risorse limitate per colpire la città inglese, invece di continuare ad attaccare le basi della RAF, fu un grave errore. Il successo che la Luftwaffe stava ottenendo fu perduto e il bombardamento dei centri abitati risultò molto meno efficace. Londra inoltre non era una città industriale e la produzione di aerei non fu danneggiata, anzi in quel periodo crebbe. L'ultimo raid diurno dei tedeschi si ebbe il 30 settembre 1940; il costo delle perdite stava diventando insostenibile, così gli assalti si limitarono, da allora, a sporadici raid sui principali centri abitati. In tutto, 43 000 civili rimasero uccisi, la Luftwaffe perse 1 733 aerei, i britannici 915. La vittoria britannica fu determinata dalla maggiore concentrazione e dalla migliore strumentazione dei radar e dal miglior controllo della difesa a terra.

### La teoria del bombardamento strategico
I britannici avevano sviluppato una loro teoria sul bombardamento strategico e svilupparono bombardieri a lungo raggio per portarla a compimento. Prima del 1944, tuttavia, i complessi industriali tedeschi erano fuori portata, così gli aerei si concentrarono su obiettivi in Francia e Belgio. In quell'anno, inoltre, gli Alleati ottennero definitivamente la superiorità aerea in Europa e ciò si tradusse con un costante afflusso di rifornimenti alle loro truppe mentre i tedeschi trovavano notevoli difficoltà, a causa degli attacchi aerei. Significava inoltre che gli Alleati poterono concentrare le forze di terra dove meglio credettero per sopraffare liberamente i tedeschi con la loro potenza di fuoco. La superiorità aerea chiedeva di avere i caccia più veloci e agili, in quantità sufficiente, pronti a decollare da basi ben rifornite a portata delle aree bersaglio. L'importanza della velocità e della manovrabilità fu dimostrata dai britannici nella battaglia d'Inghilterra, quando i loro caccia Spitfire e Hurricane colpirono con facilità gli Stuka tedeschi quando questi si gettavano in bombardamenti in picchiata. La gara al più veloce aereo da caccia divenne perciò uno dei temi centrali per le aviazioni di tutto il mondo nella seconda guerra mondiale.

### L'espansione della RAF
Dopo lo scoppio della guerra nel 1939, la RAF iniziò una rapida espansione anche grazie agli Accordi di Ottawa dello stesso anno tra Regno Unito, Canada, Australia e Nuova Zelanda, noti anche come Accordi di Riverdale dal nome di Arthur Balfour, 1º Barone Riverdale. In base agli accordi, con il British Commonwealth Air Training Plan l'addestramento di metà dei membri delle basi operative di RAF, RCAF, RAAF e RNZAF furono accorpati: un totale di 167 000 uomini furono così addestrati secondo gli stessi standard e metodologie, principalmente in Canada. Anche tra Regno Unito e Sudafrica furono presi accordi analoghi. In base all'articolo XV dell'accordo, 67 Squadroni Articolo XV furono formati e inquadrati nelle Forze aeree del Commonwealth, con comando operativo alla RAF. Infine, diversi squadroni aerei della RAF stessa, iniziarono a includere piloti e avieri australiani, canadesi, neozelandesi e sudafricani.
Altri 43 squadroni furono formati con equipaggi provenienti da vari paesi dell'Europa occupata, compresa Polonia, Francia, Norvegia, Cecoslovacchia, Paesi Bassi, Grecia, Belgio e Jugoslavia. Anche due Squadroni Eagle furono formati con volontari dagli Stati Uniti, ancora neutrali nel biennio 1939-1941, e un'altra unità composta piloti della comunità britannica in Argentina.

### L'offensiva combinata dei bombardieri
L'offensiva combinata dei bombardieri nacque con la necessità di colpire la Germania negli anni di guerra in cui il Regno Unito non aveva basi sul continente. Inizialmente i bombardieri a disposizione erano pure pochi e le regole d'ingaggio erano così ristrette che gli attacchi portati a termine furono praticamente inefficaci. Tuttavia, con la caduta della Francia nella primavera del 1940 le cose cambiarono.
Durante e dopo la battaglia d'Inghilterra, i bombardieri britannici colpirono i porti sul canale della Manica per evitare che si assemblasse una potenziale flotta d'invasione. Dopo che alcune bombe tedesche caddero su Londra, i britannici colpirono anche Berlino facendo infuriare Hitler che ordinò di bombardare sistematicamente le città britanniche. Per tutto il 1941, il numero di raid dei bombardieri alleati lentamente crebbe. Tuttavia, a causa delle difese contraeree tedesche i bombardamenti, in generale, avvenivano di notte, nonostante la tecnologia di navigazione dell'epoca non permettesse neppure di identificare accuratamente una grande città.
L'entrata in guerra degli Stati Uniti nel dicembre 1941 inizialmente non cambiò di molto gli scenari. Ciò che avvenne subito, ad inizio 1942, fu la nomina di un nuovo comandante al Bomber Command, Arthur Harris. Harris era uno zelota dei bombardamenti delle aree urbane della Germania e fece inserire un nuovo sistema di navigazione e di bombardamento negli aerei del Bomber Command. Nell'estate 1942, furono lanciati i primi mille raid sulle città tedesche con i nuovi sistemi, tuttavia una quantità simile di aerei richiese l'impiego di velivoli usati per l'addestramento dei nuovi equipaggi.
Furono inoltre aggiunti ai velivoli ulteriori nuove tecnologie. La radionavigazione GEE fu introdotta per aiutare i piloti a identificare gli obiettivi, mentre strisce di metallo lasciate cadere dagli aerei vennero introdotte per confondere i radar tedeschi. I bombardieri britannici iniziarono ad avere dei sistemi radar di bordo, gli H2S, che permettevano di ottenere una mappa del suolo permettendo una navigazione migliore soprattutto per raggiungere città come Berlino, fuori dalla portata del GEE. La novità più importante fu tuttavia tattica, non tecnologica, ossia l'introduzione di un sistema di esplorazione. Questi esploratori erano equipaggi specificamente addestrati per volare come avanguardia dello squadrone di bombardieri, con il compito di segnare gli obiettivi per gli aerei che li seguivano. Ciò aumentò sensibilmente l'accuratezza dei raid e la loro distruttività.
Ad inizio 1943, le forze statunitensi cominciavano a giungere in massa nel Regno Unito e il Bomber Command fu affiancato dall'8ª Forza Aerea degli Stati Uniti. I britannici colpivano di notte, mentre gli statunitensi di giorno, spesso coordinati in modo da colpire lo stesso bersaglio due volte nel giro di ventiquattro ore. Amburgo fu uno di questi bersagli nel 1943, divenendo vittima di uno dei bombardamenti più distruttivi della storia. La città era facilmente individuabile grazie al radar, trovandosi sull'estuario dell'Elba, e il bombardamento scatenò un incendio che uccise circa 50 000 persone.
Per tutto il resto del 1943 e il 1944, nessun'altra città tedesca fu colpita duramente come Amburgo. In inverno, Berlino fu bombardata diverse volte al costo di pesanti perdite per il Bomber Command. Con l'anno nuovo, dagli Stati Uniti giunse la 15ª Forza Aerea, mentre il Gruppo aereo n.º 205 della RAF iniziò a colpire l'Europa centrale decollando dall'Italia. Con l'inizio del 1944 e l'imminente invasione della Francia, l'indipendenza operativa delle unità di bombardieri fu ridotta e infine posta sotto il comando del generale Eisenhower, il Comandante Supremo delle Forze Alleate. Harris e le sue controparti statunitensi si opposero arduamente a ciò, ma infine dovettero capitolare.
Il Bomber Command colpì duramente la Francia, contribuendo a paralizzare il sistema di trasporto del paese in tempo per l'inizio dell'Operazione Overlord. Dopo il 6 giugno 1944, fu impiegato nel supporto diretto alle truppe, finché Harris non riuscì a sottrarre il suo gruppo dal comando di Eisenhower, riprendendo il bombardamento delle città tedesche.
Nell'inverno del 1944, la forza dei bombardieri britannici e statunitense era enormemente accresciuta. Eseguire mille raid in un breve lasso di tempo era ormai diventata una routine sia per gli uni che per gli altri. Gli statunitensi potevano ora anch'essi decollare dall'Italia e l'accuratezza dei bombardamenti era aumentata, seppur ancora distante dal senso moderno di "bombardamento di precisione". Un bombardamento era ritenuto preciso non se colpiva un edificio ma se centrava un quartiere. Complessivamente, la RAF e la USAAF sganciarono due milioni di tonnellate di bombe altamente esplosive su sessanta città tedesche, uccidendo più di mezzo milione di persone e perdendo 80 000 uomini.
Con le perdite di territori da parte tedesca, gli obiettivi del Bomber Command risultavano raggiungibili sempre più facilmente, poiché ad ogni missione sempre più territorio sorvolato era in mani alleate. Inoltre, le azioni di difesa notturna dei caccia tedeschi si era ridotta di molto a causa della scarsezza di carburante, dovuta al bombardamento statunitense degli stabilimenti di petrolio sintetico. In queste condizioni, si verificò un evento in grado di superare per morte e distruzione il bombardamento di Amburgo, rischiando persino di obliterare per sempre il nome del Bomber Command.
Nel febbraio 1945, le forze sovietiche, ormai vicine alla città tedesca di Dresda, che era stata ampiamente risparmiata dai raid grazie al suo status di città storica, chiesero agli Alleati occidentali che fosse bombardato un importante snodo stradale situato poco distante dal centro abitato. Il Bomber Command e l'aviazione statunitense acconsentirono, colpendo la città duramente e ripetutamente. La città fu praticamente rasa al suolo e circa 25 000 persone perirono nei raid sollevando così dei dubbi sull'effettiva necessità di un'azione di tale forza a guerra ormai ultimata, o se fosse uno tentativo per spegnere le voci sull'attuazione di un'eventuale "pugnalata alle spalle", analoga a quella che i nazisti avevano sfruttato negli anni '20.
Terminata la guerra in Europa, il Bomber Command era destinato ad avere un ulteriore ruolo nel conflitto globale, infatti buona parte dei bombardieri della RAF si stavano preparando a raggiungere Okinawa quando il Giappone si arrese. Di conseguenza, gli attacchi aerei sul Giappone furono compiuti solamente da bombardieri dell'aviazione statunitense e delle portaerei, sia quelle statunitensi che quella britannica. Ad ogni modo, in Estremo Oriente non vi fu l'equivalente di un'offensiva di bombardamento combinato come avvenne in Europa.